# Abtei Saint-Fortunat
Die ehemalige Abtei Saint-Fortunat (frz. Abbaye de Saint-Fortunat) war zunächst in karolingischer Zeit ein bischöfliches Kloster und später eine cluniazensische Benediktinerabtei. Sie liegt in der kunsthistorisch bedeutsamen französischen Stadt Charlieu, in der Region Auvergne-Rhône-Alpes, an der südlichen Grenze zu Burgund, im Département Loire, etwa 15 km nördlich von Roanne und 5 km östlich der Loire.
Die besonderen Kleinode der Abtei sind drei Tympana der Portale ihrer zu Beginn des 19. Jahrhunderts weitgehend zerstörten dritten Kirche, von der oberirdisch nur die westliche Fassade mit den ersten beiden Seitenschiffjochen und dem später angefügten zweigeschossigen offenen Narthex (Vorhalle) erhalten sind. Der Rest der dreischiffigen Basilika, mit ausladendem Querhaus, ausgeschiedener Vierung und einem Staffelchor ist nur noch in ihren Grundmauern erhalten. Sie folgte im 11. Jahrhundert zwei Vorgängerbauten, deren Grundmauern ebenso ergraben sind und teilweise offen liegen. Von den heute erhaltenen Konventsgebäuden des Klosters gehören nur noch der Kapitelsaal und der Kreuzgang dem mittelalterlichen Bestand an. Unter den späteren Klostergebäuden ragt vor allem das im 16. Jahrhundert als mehrflügelige Anlage errichtete Haus des Priors hervor.

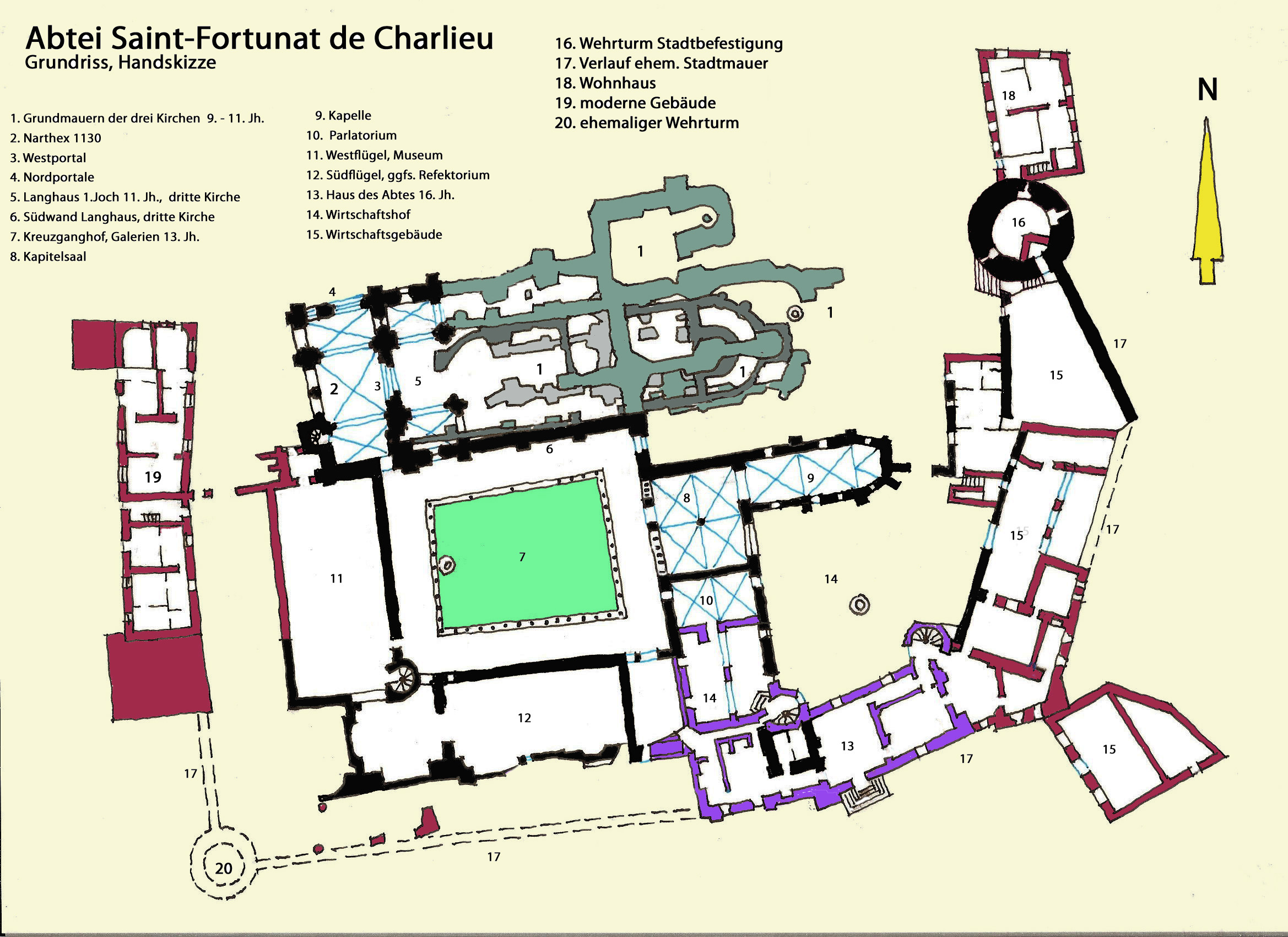
Abtei St-Fortunat, Grundriss

## Geschichtliches

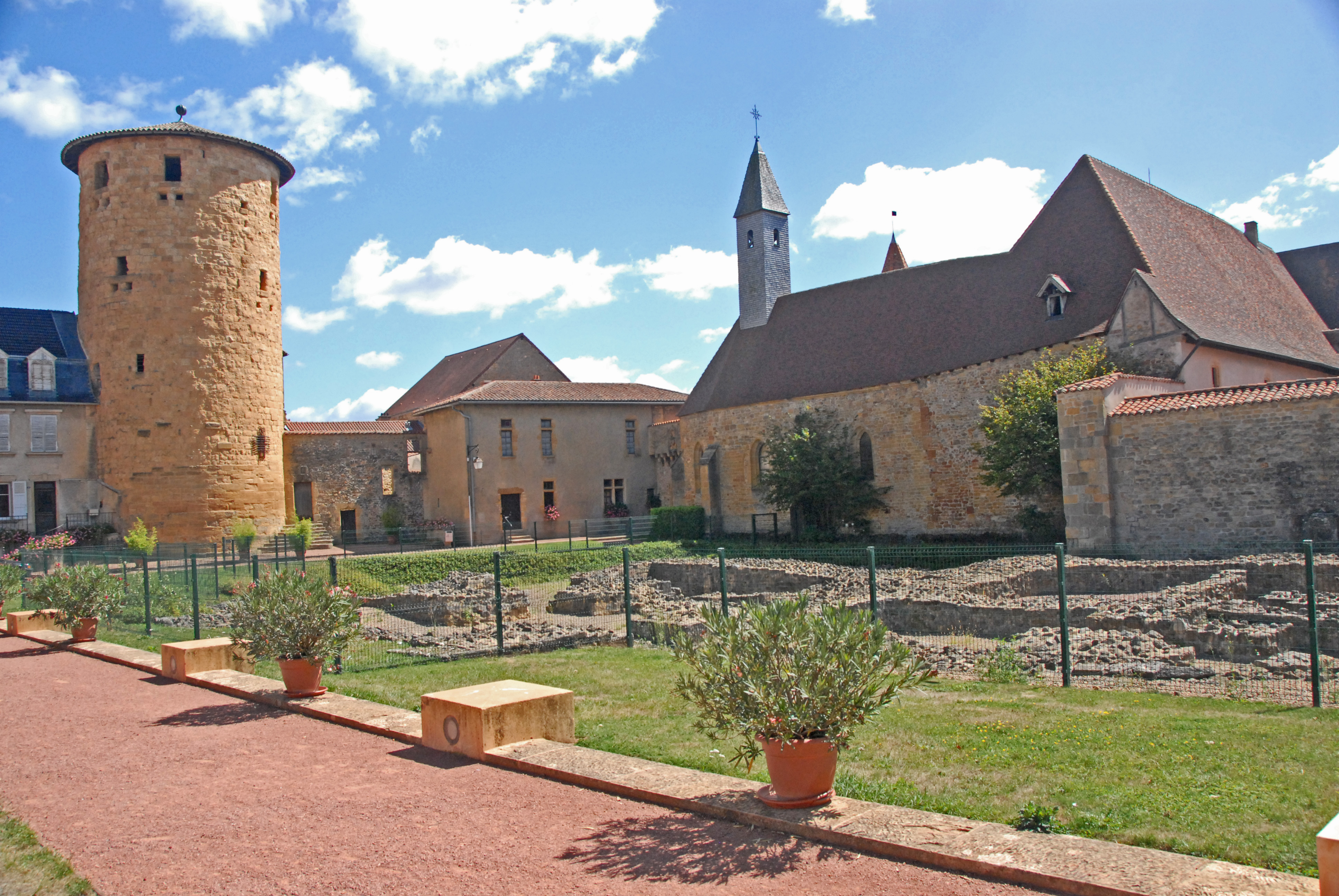
Abtei von NW

Das Kloster in Charlieu wurde im Jahr 872 von Boson, Bischof von Valence gegründet, und war einem Heiligen namens Fortunatus (frz. Saint-Fortunat) gewidmet. Sehr wahrscheinlich handelt es sich dabei um Venantius Fortunatus (* um 540 in Valdobbiadene bei Treviso, Italien; † zwischen 600 und 610 in Poitiers), der ein Dichter und Hagiograph der Merowingerzeit und Bischof von Poitiers war.
Die zu Beginn des 19. Jahrhunderts weitgehend zerstörte Abteikirche besaß zwei Vorgängerbauwerke, deren Grundrisse aus den ergrabenen Resten ihrer Grundmauern rekonstruiert werden konnten. Die beiden Vorgängerkirchen standen innerhalb des späteren Grundrisses der Folgekirche und waren genauer nach Osten leicht zu ihr verdreht ausgerichtet.
Die Erbauung der ersten Kirche wird auf das 9. Jahrhundert datiert, vermutlich infolge des Gründungsjahrgangs und ist dementsprechend zur vorromanischen karolingischen Epoche einzustufen.

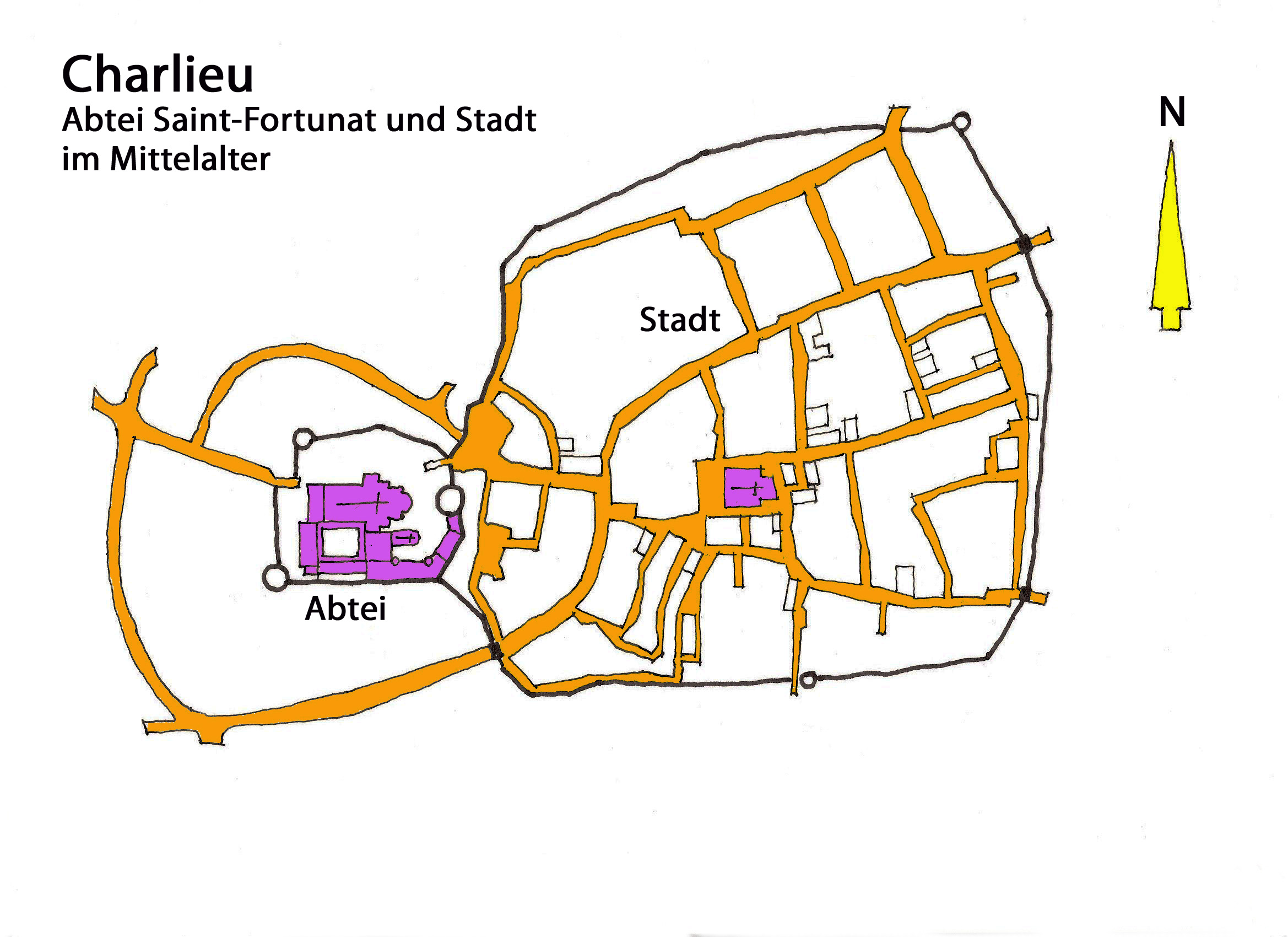
Stadtbefestigung im Mittelalter

Bei der zweiten Kirche handelt es sich eigentlich um den umfangreichen Umbau und die Erweiterung der ersten, da ihre Abmessungen nahezu identisch waren. Deren Außenwände wurden wahrscheinlich wiederverwendet. Man hat sie im 10. Jahrhundert im Westen um einen Narthex erweitert und die Konstruktionen insoweit ergänzt, als eine gänzliche steinerne Einwölbung möglich wurde.
Schon bald nach der Gründung der Abtei Cluny im Jahr 910 schlossen sich die Mönche des Fortunatusklosters unter dem später konsekrierten Abt Odo (927 – 942) im Jahr 927 dem Reformkloster Cluny an. Das Kloster wurde damit eine Benediktinerabtei, die erstmals im Jahr 994 als Carus Locus (=Charlieu) urkundlich erwähnt worden ist und zum Namensgeber der späteren Ortschaft wurde (siehe auch Kloster Cherlieu).
Aus dieser Zeit stammen wahrscheinlich die teilweise noch erhaltenen, überwiegend zweigeschossigen Konventsgebäude des Klosters, insbesondere die Umfassungsmauern des auf der Südseite der Kirche anschließenden Kreuzgangs, der Ostflügel aus dem Kapitelsaal mit einer sich nach Süden anschließenden Kapelle und dem Parlatorium; ferner aus den Resten des Südflügels, möglicherweise barg er im Erdgeschoss das Refektorium (Speisesaal).

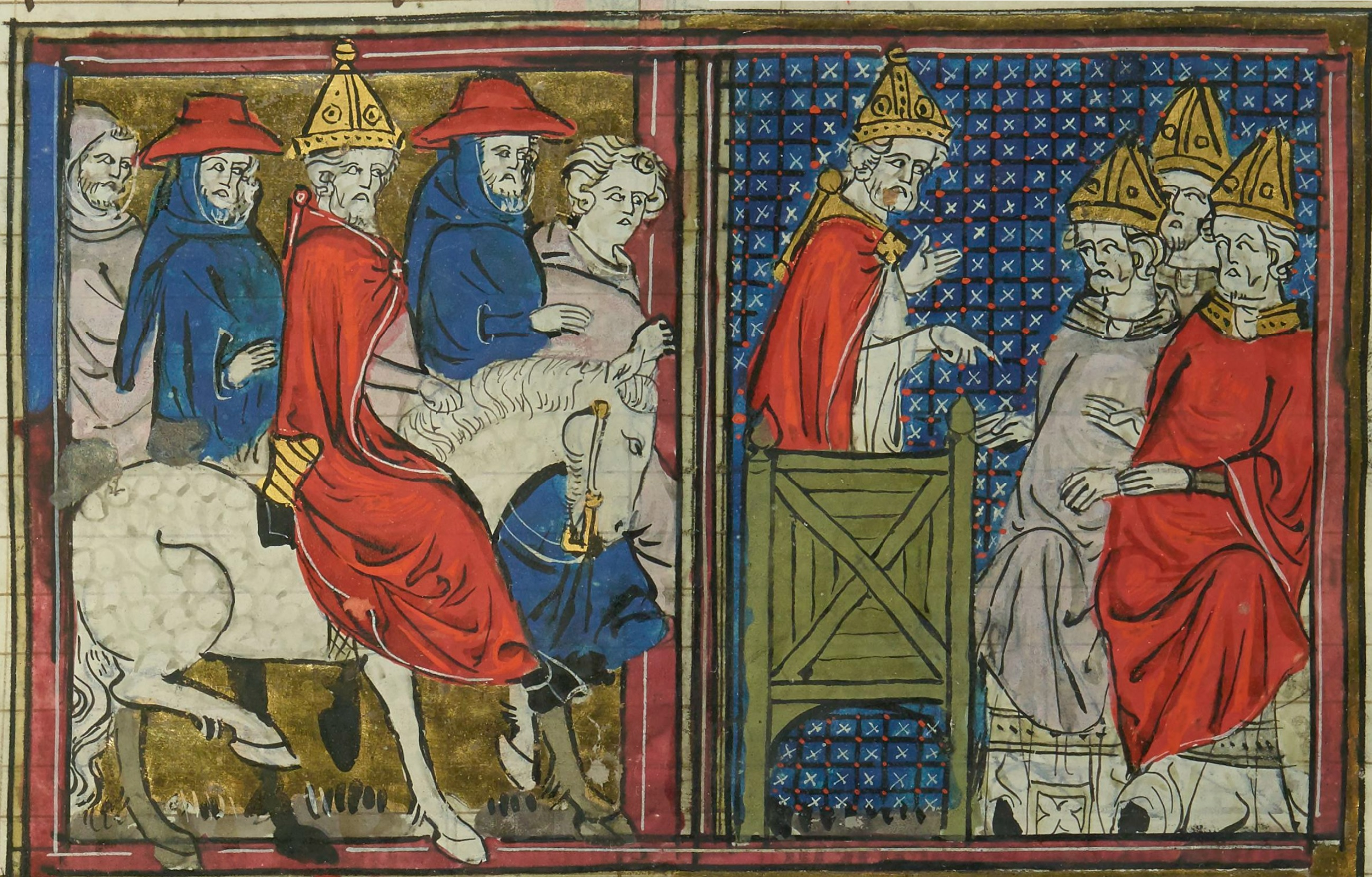
Urban II., 14. Jh. aus dem Roman de Godfroi de Bouillon

Die dritte Kirche von Charlieu entstand unter den Nachfolgern Abt Odilo (994–1049) und Abt Hugo (1049–1109), ein umfangreicherer Neubau, der 1094 durch Papst Urban II. geweiht werden konnte. Im Jahr 1130 wurde an die Westfassade des Neubaus ein offener zweigeschossiger Narthex angebaut, dessen Eingang sich geländebedingt nach Norden öffnete.
Der Grundriss der dritten Kirche Saint-Fortunat ist direkt vergleichbar mit der nur etwa 25 Kilometer entfernten Prioratskirche der Ste-Trinité d’Anzy-le-Duc aus dem 11. Jahrhundert, was eine gemeinsame Planung nahelegt. Die dreischiffige Anlage mit vortretendem Querhaus und fünfteiligem Staffelchor ist ebenso von ihrer Mutterkirche in Autun übernommen worden, die sich an dem Vorbild der 1088 zerstörten Abteikirche Cluny II orientierte.
In der Folgezeit blieb das Kirchenbauwerk weitestgehend unverändert.

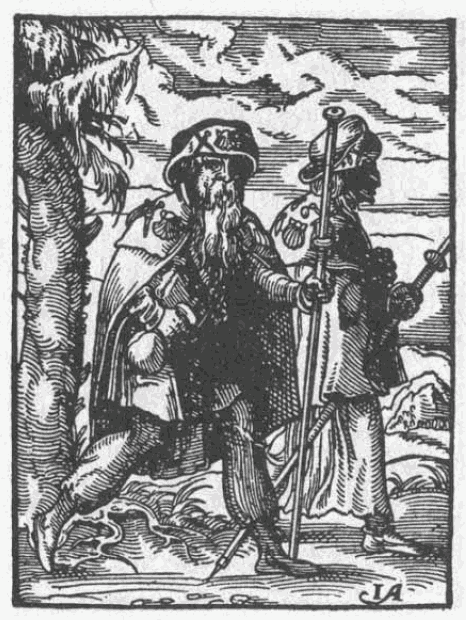
Jakobspilger, Holzschnitt von 1568

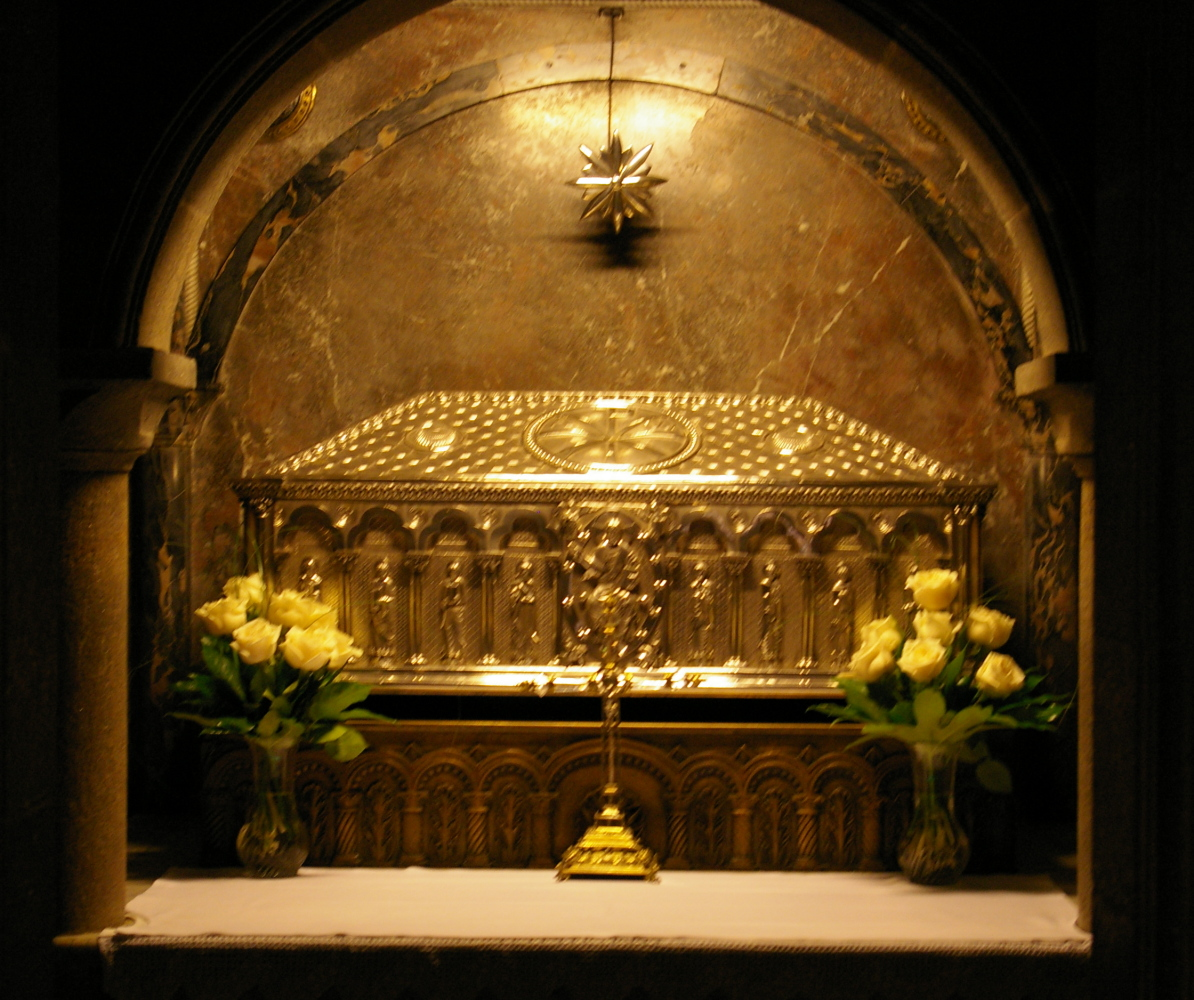
Jakobsgrab, Santiago-de-Compostela

Die Fertigstellung der dritten Kirche der Abtei Saint-Fortunat fiel zusammen mit der Blütezeit der Wallfahrten zum Grab des Apostels Jakobus des Älteren in Santiago de Compostela in der ersten Hälfte des 12. Jahrhunderts, in der die Pilger jährlich zu Hunderttausenden über die Pyrenäen nach Süden zogen. In dieser Zeit organisierten vor allem Mönchsgemeinschaften die Abwicklung der Wallfahrt. Es formierten sich vier Hauptrouten und ein Netz von Nebenrouten, an denen Kirchen, Klöster, Hospize, Herbergen und auch Friedhöfe entstanden.

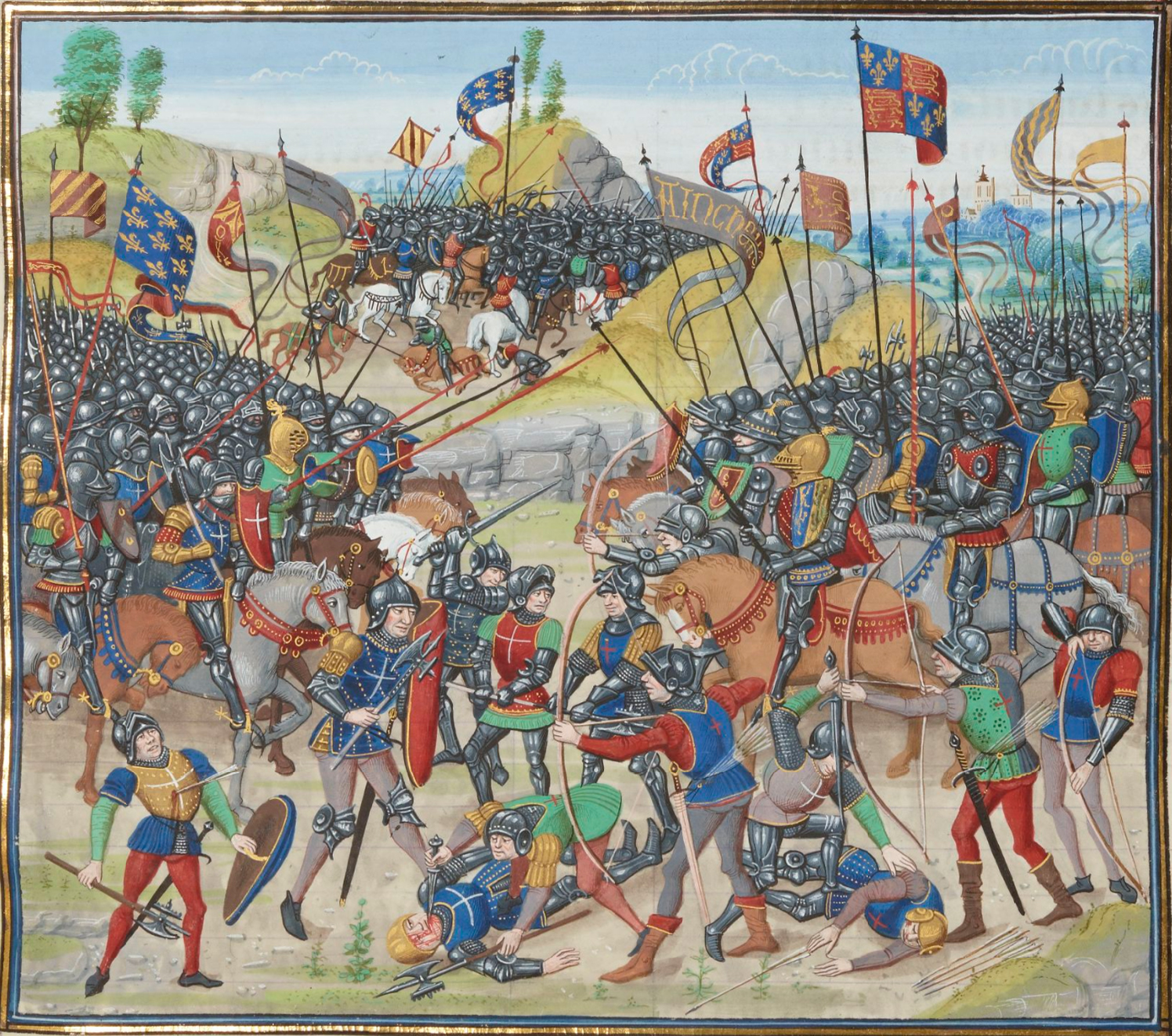
Schlacht von Auray (1364) im Hundertjährigen Krieg

So war auch Saint-Fortunat eine recht bedeutende Station des Jakobsweges an einer Nebenroute der Via Lemovicensis, mit dem Ausgangsort Vezelay, und das Priorat konnte mit seinem Kirchenneubau und dessen Reliquien an der Spendenwilligkeit der Jakobspilger teilhaben.

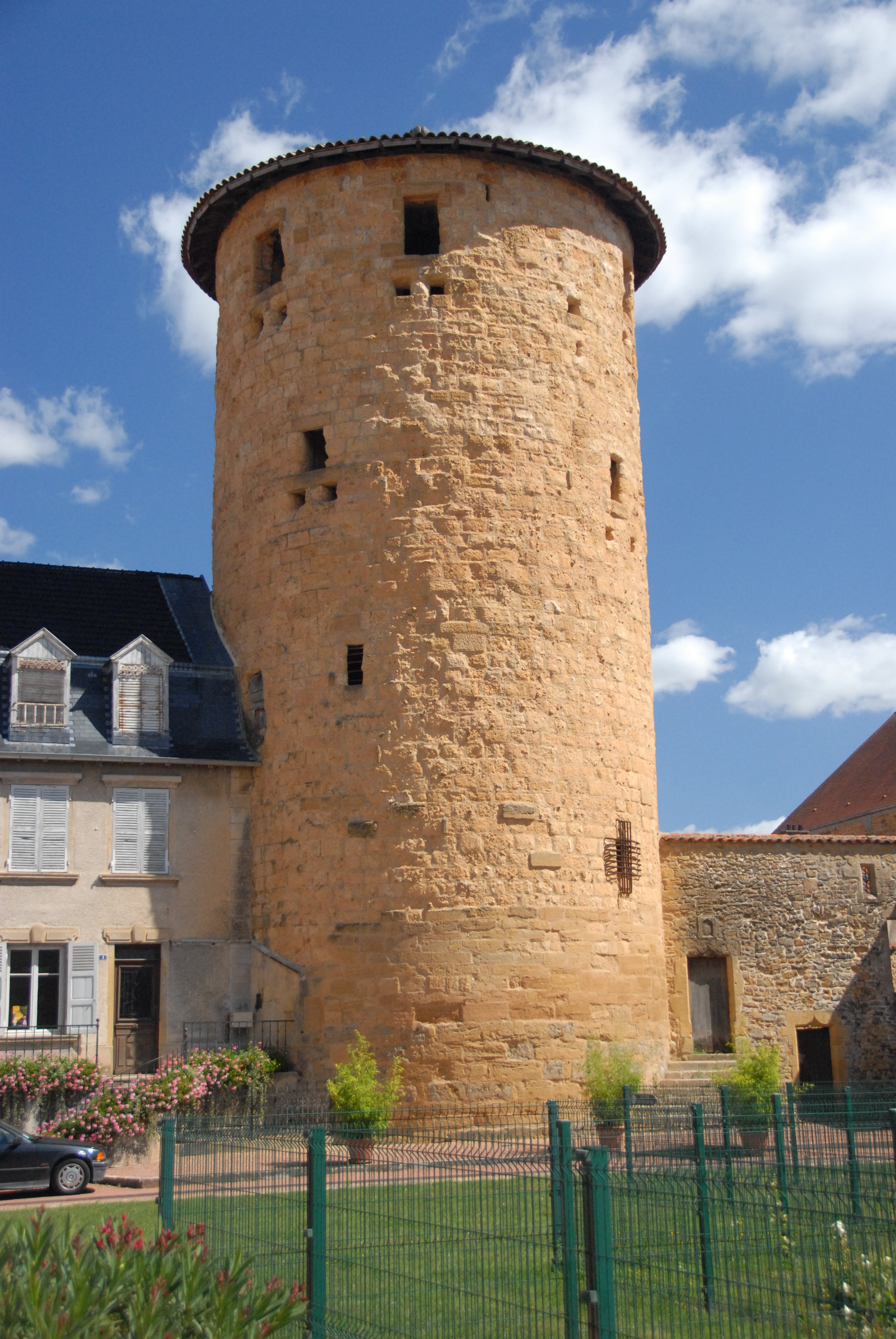
Turm Stadtbefestigung

Wegen seiner strategisch exponierten Lage an einer Verbindungsstelle zwischen Rhonetal und Loire und an der Grenze zum Burgund ließ König Philippe Auguste das unter seinen Schutz gestellte Kloster zusammen mit der Stadt im Jahr 1180 von einer Befestigung mit Wehrmauern und Türmen umgeben. Von dieser haben sich noch umfangreiche Reste erhalten.
Aus der Zeit des 13. Jahrhunderts stammen die inneren gotischen Arkaden des Kreuzgangs, die südliche Galerie ist eine teilweise Erneuerung jüngeren Datums.
Als die Streitigkeiten um Aquitanien zwischen England und Frankreich nach Mitte des 12. Jahrhunderts anhoben, gingen die Pilgerbewegungen zurück und die Kriege des 13. / 14. Jahrhunderts, vor allem der Hundertjährige Krieg (1339–1453), brachten einen dramatischen Einbruch. Die Klöster von Charlieu und Anzy-le-Duc mussten sich wieder auf die Pilger zu ihren eigenen Reliquien beschränken.
Im Vergleich zu anderen Klöstern der Benediktiner oder Cluniazenser fällt auf, dass sich rund um St-Fortunat eine Siedlung gebildet hat, die auch nach dem Absinken der Bedeutung Clunys weiter wuchs. Denkt man an Semur-en-Brionnais oder an Anzy-le-Duc, so war dort nach dem 12. Jh. Stagnation eingetreten. Charlieu blieb jedoch im 13. und 14. Jahrhundert wirtschaftlich wie militärisch bedeutend.
Im 16. Jahrhundert wurde an die Südostecke der Konventsgebäude das Haus des Priors als mehrflügelige, zweigeschossige Anlage errichtet. Seine Südwände stehen im Verlauf der Wehrmauer des Klosters, die zu diesem Zeitpunkt ihre ursprüngliche Bedeutung verloren hatte.
In den Folgejahren der Französischen Revolution, zu Beginn des 19. Jahrhunderts, fiel das Kirchengebäude bis auf wenige Reste der fast vollständigen Zerstörung zum Opfer. Neben den Grundmauern des Lang- und Querhauses und des Chors, sind die ehemalige Westwand des Langhauses, dessen erste Joche der Seitenschiffe mit ihren Gewölben, Teile der Südwand des Langhauses und der ganze Narthex erhalten geblieben und damit ihr Hauptschatz aus dem Westportal und den beiden Nordportalen. Gemeinsam mit der Zerstörung der Kirche wurden auch Teile der Konventsgebäude eingerissen, wie etwa der Süd- und Westflügel des Klosters.

## Bauwerke

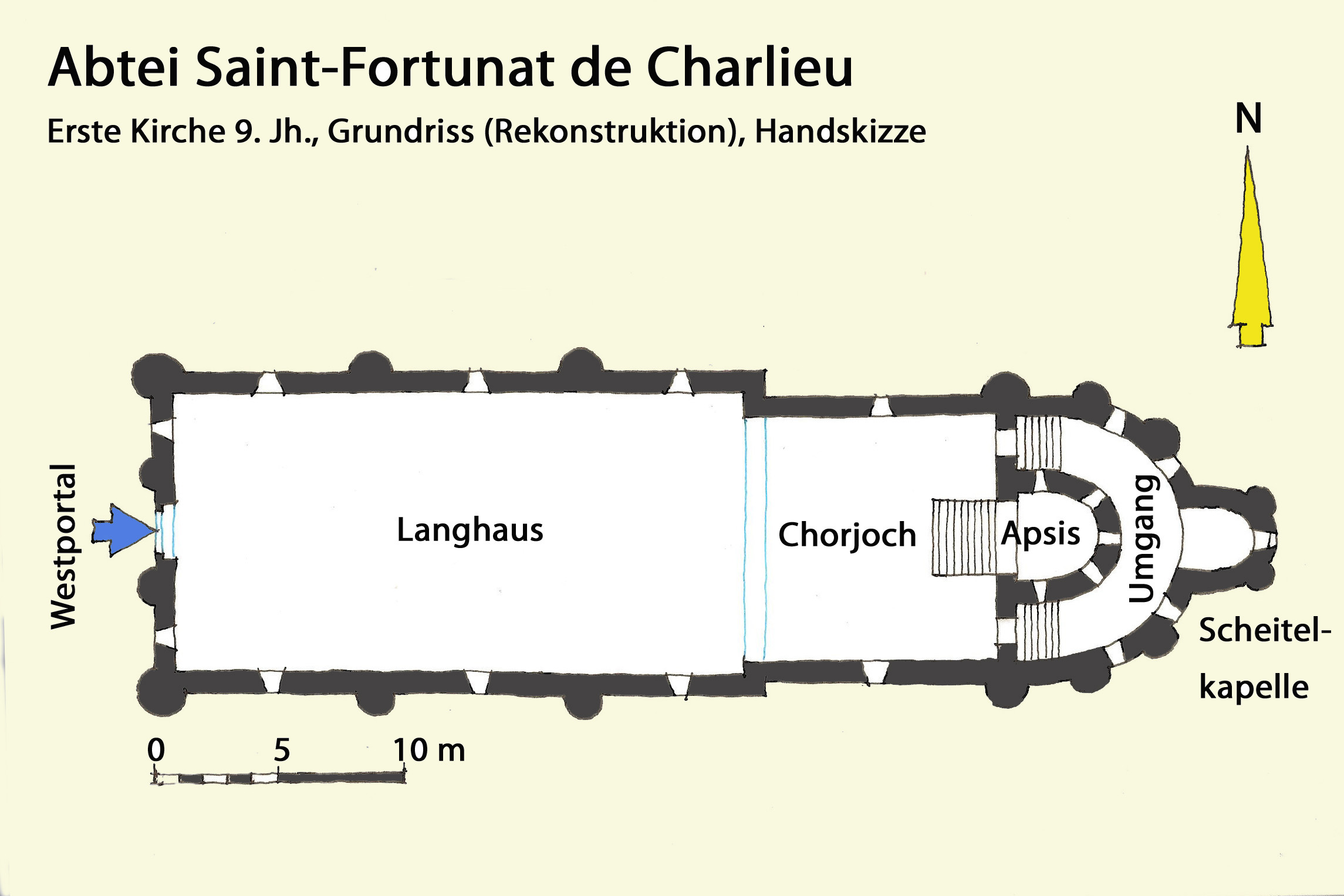
1. Kirche, Grundriss

### Erste Kirche
Abmessungen zirka, ohne Wandvorlagen (aus Grundriss entnommen und hochgerechnet)
- Gesamtlänge (außen): 45,30 m
- Länge Langhaus (außen): 24,50 m
- Breite Langhaus (außen): 13,00 m
- Breite Langhaus (innen): 11,20 m
- Länge Chorjoch (innen): 9,40 m
- Breite Chorjoch (außen). 11,60 m
- Breite Chorjoch (innen): 9,80 m

Das einschiffige Langhaus der Kirche stand auf einem rechteckigen stützenfreien Grundriss, der durch äußere halbrunde Wandvorlagen in drei Joche unterteilt war, zwischen denen kleine rundbogige Fenster ausgespart waren. Die Fassade (Westwand) war durch ebensolche Pfeiler in drei Abschnitte unterteilt mit einem schlichten rundbogigen Hauptportal, das in den Seitenfeldern von zwei Fenstern flankiert wurde. Im Osten folgte ein etwas schmaleres, nahezu quadratisches Chorjoch, mit je einem Fenster in den Seitenwänden. Dieses wurde östlich von einem Umgangschor abgeschlossen, dessen im Grundriss halbkreisförmige Außenwand an die Seitenwände des Chorjochs anschloss. An deren Scheitel trat eine kleine Apsidiole (kleine Apsis) hinaus. Die Wände des Umgangs und der Scheitelapsidiole wurden von sieben halbrunden Wandvorlagen unterteilt, zwischen denen fünf rundbogige Fenster ausgespart waren. Der Umgang umschloss eine halbrunde Chorapsis, in deren Wand fünf kleine Fenster eingelassen waren. Chorjoch und Umgangschor wurden durch eine Wand voneinander getrennt, in der eine zentrale rundbogige Arkadenöffnung ausgespart war, die von zwei kleineren rundbogigen Durchlässen flankiert wurden. Der Boden der Chorapsis und des Umgangs lag neun und sieben Stufen höher als das Chorjoch. Die großen Spannweiten von Schiff und Chorjoch ließen damals keine Steinwölbungen zu, sondern waren vermutlich von hölzernen Dachstühlen überdeckt. Der Chorumgang wurde vielleicht von einer durchgehenden gebogenen Tonne überwölbt, die Apsiden von halben Kuppelkalotten.

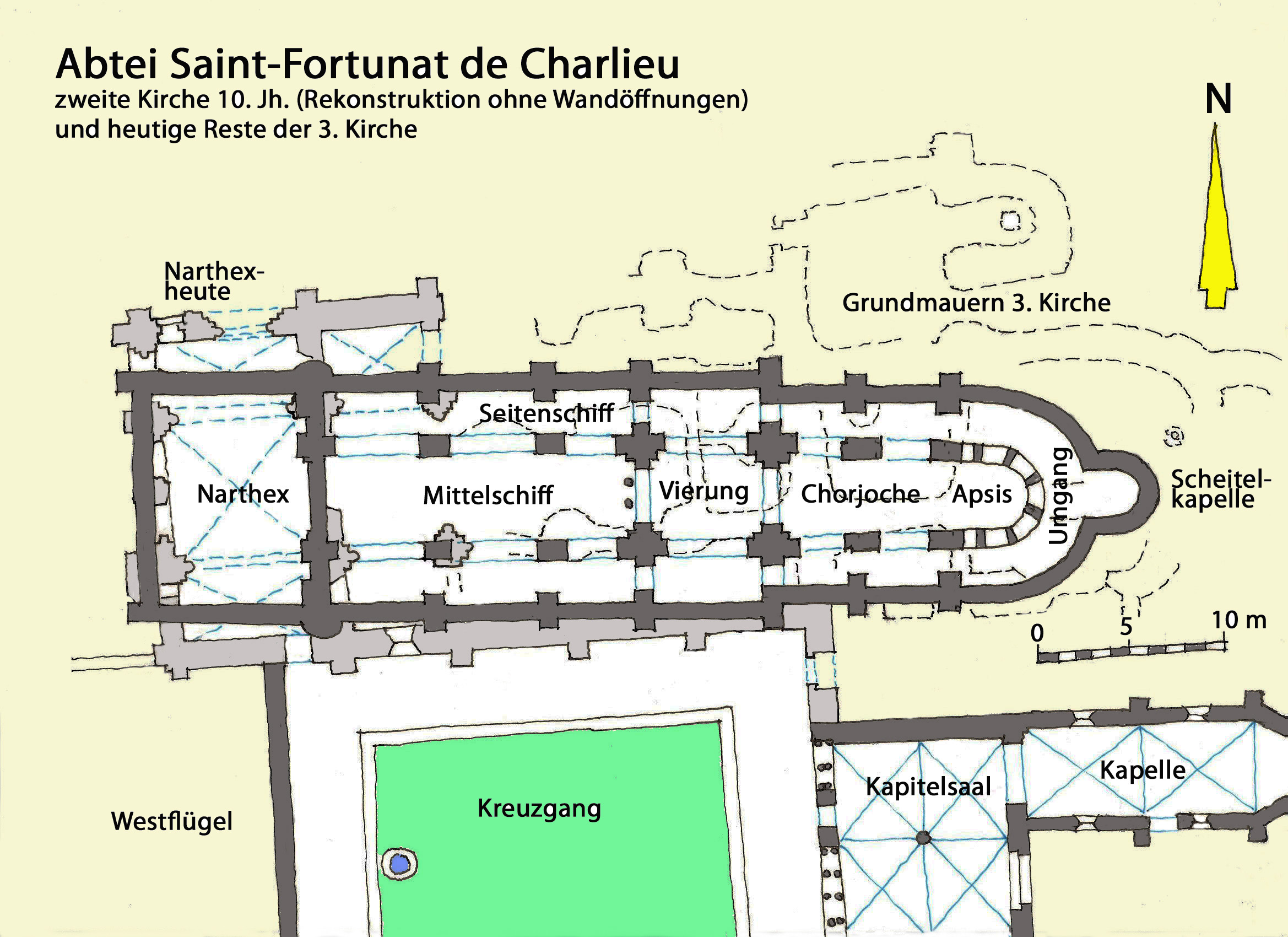
2. Kirche, Grundriss

### Zweite Kirche
Abmessungen zirka, ohne Wandvorlagen (aus Grundriss entnommen und hochgerechnet)
- Länge Langhaus mit Narthex (außen): 55,00 m
- Sonstige wie bei der ersten Kirche

Der Umriss der zweiten Kirche stimmt nahezu demjenigen der ersten überein, wurde aber im Westen um knapp zehn Meter mit einem Narthex in Breite des Langhauses erweitert, über dessen Aussehen es keine Belege gibt. Es ist durchaus möglich, dass man die Außenwände der ersten Kirche wiederverwendet hat. So hat man zunächst alle halbrunden Wandvorlagen entfernt. Auf den Längswänden von Langhaus und Chorjoch wurden innen und außen rechteckige Strebepfeiler mit geringeren Abständen aufgebracht. So wurde das ehemalige Langhaus in drei schmalere Joche und in ein breiteres Querhaus ohne seitliche Ausladung, aber mit einer Vierung aufgeteilt. Das ehemals einzige Chorjoch wurde in zwei Joche unterteilt. Durch Scheidewände auf rundbogigen Arkaden und rechteckigen Pfeilern entstand die Aufteilung in drei Schiffe. Die Arkaden der Vierungswände standen auf kreuzförmigen Pfeilern. Auch die beiden Chorjoche waren dreischiffig. Die ursprünglich fast geschlossene Chorapsis wurde vermutlich in eine umlaufende Arkadengalerie aufgelöst. In jedem Zwischenraum der Strebepfeiler war ein rundbogiges Fenster ausgespart. Das Mittelschiff war vermutlich tonnengewölbt, möglicherweise auch die Seitenschiffe, die vielleicht aber auch mit Kreuzgratgewölben überdeckt waren. Über den Aufriss der Schiffe sind keine Belege bekannt. Vielleicht war es der einer Pseudobasilika, ohne durchfensterte Obergadenzone.

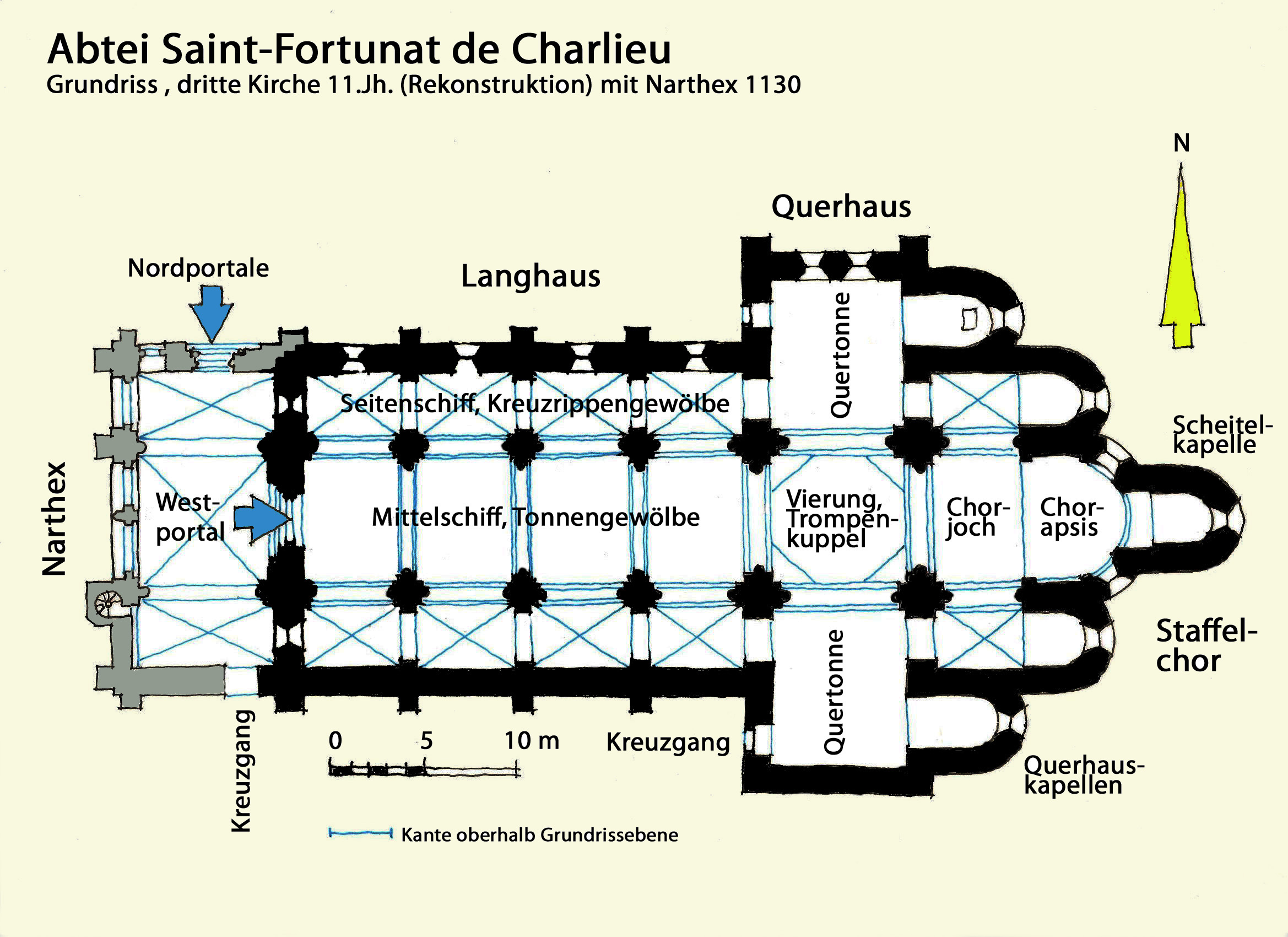
3. Kirche, Grundriss

### Dritte Kirche
Abmessungen zirka, ohne Wandvorlagen (aus Grundriss entnommen und hochgerechnet)
- Gesamtlänge mit Narthex (außen): 62,10 m
- Gesamtlänge ohne Narthex (außen): 53,30 m
- Länge Narthex (außen): 9,00 m
- Länge Langhaus (außen): 25,50 m
- Breite Langhaus (außen): 19,40 m
- Breite Langhaus (innen): 16,00 m
- Breite Mittelschiff (innen): 7,10 m
- Länge Querhaus (außen): 29,80
- Länge Querhaus (innen):26,70 m
- Länge Chorjoch mit Apsis (innen): 11,00 m

#### Langhaus
Die dritte Kirche von St-Fortunat war eine dreischiffige Basilika mit einem vierjochigen Langhaus und einer durchfensterten Obergadenzone. Die Schiffteilung wurde von Scheidewänden unter den Obergaden übernommen, die auf rundbogigen Arkaden standen mit scharfkantigen Rückversätzen. Diese standen wiederum auf Pfeilern mit kreuzförmigem Querschnitt, die mittelschiffseitig und zu ihren Arkaden hin mit halbrunden alten Diensten bekleidet waren. Die mittelschiffseitigen Dienste reichten hinauf bis zu den Ansätzen der Tonnengewölbe, wo sie in deren Gurtbögen übergingen. Die Seitenschiffjoche wurden von rundbogigen scharfkantigen Arkaden unterteilt und von Kreuzgratgewölben überdeckt.
Das Mittelschiff wurde von einem flach geneigten Satteldach überdeckt, die Seitenschiffe von ebensolchen Pultdächern. Die Außenwände des Mittelschiffes und der Seitenschiffe wurden außenseitig von rechtwinkligen Strebepfeilern in die Joche unterteilt, in die im Erdgeschoss und in der Obergadenzone rundbogige Fenster ausgespart waren.

Galerie Langhausreste
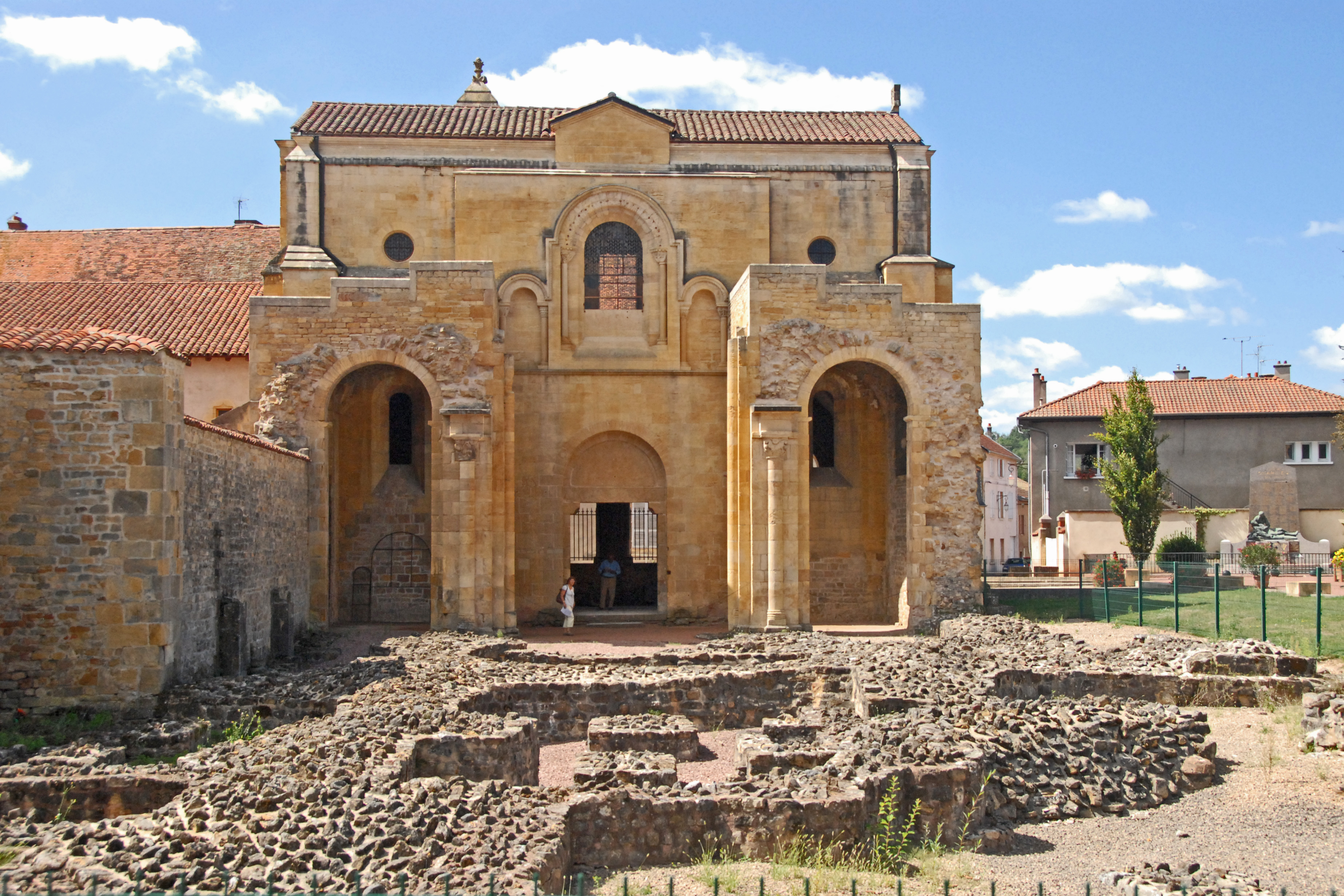
Westwand Langhaus + Grundmauern der Kirchen von O
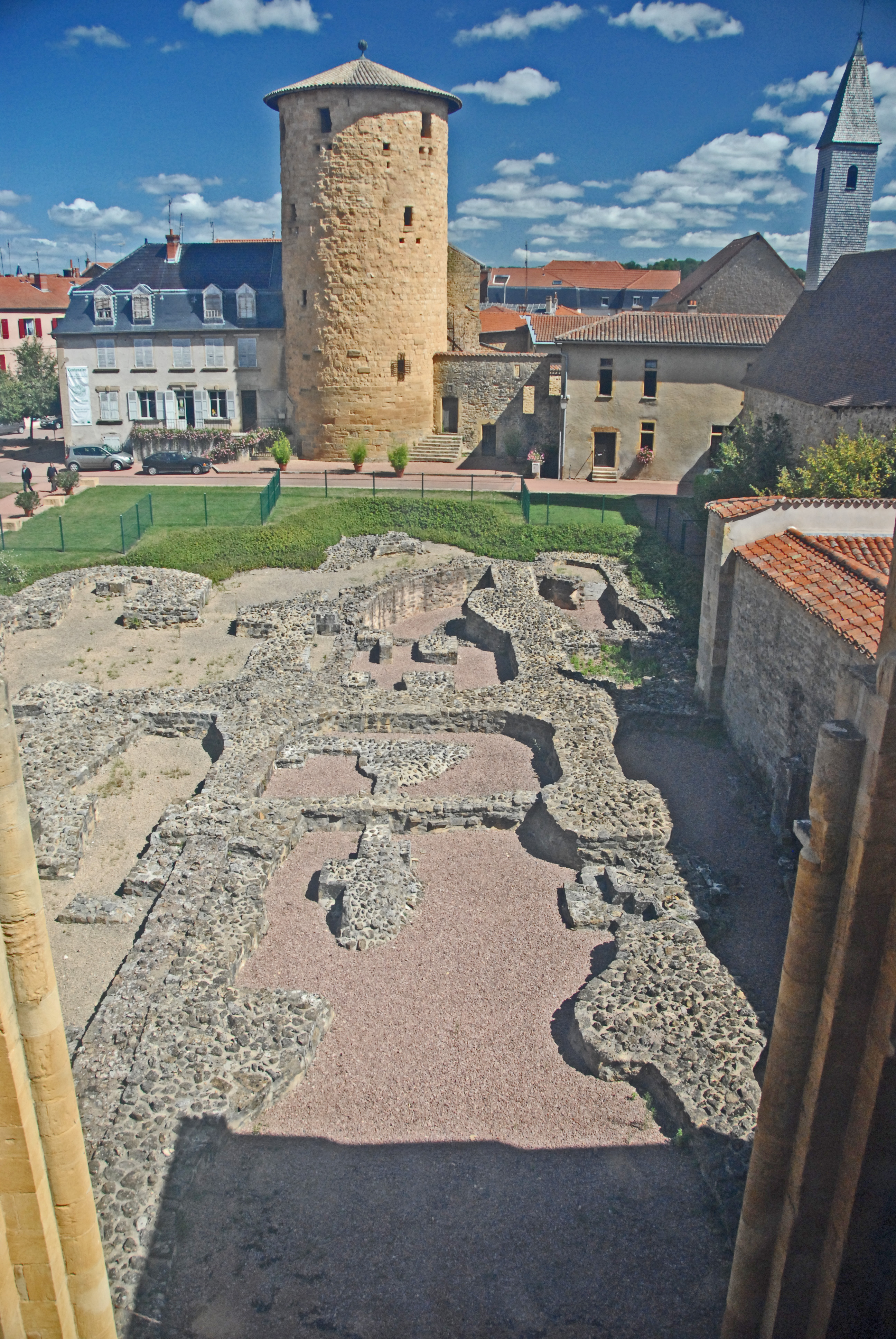
Grundmauern der Kirchen von W
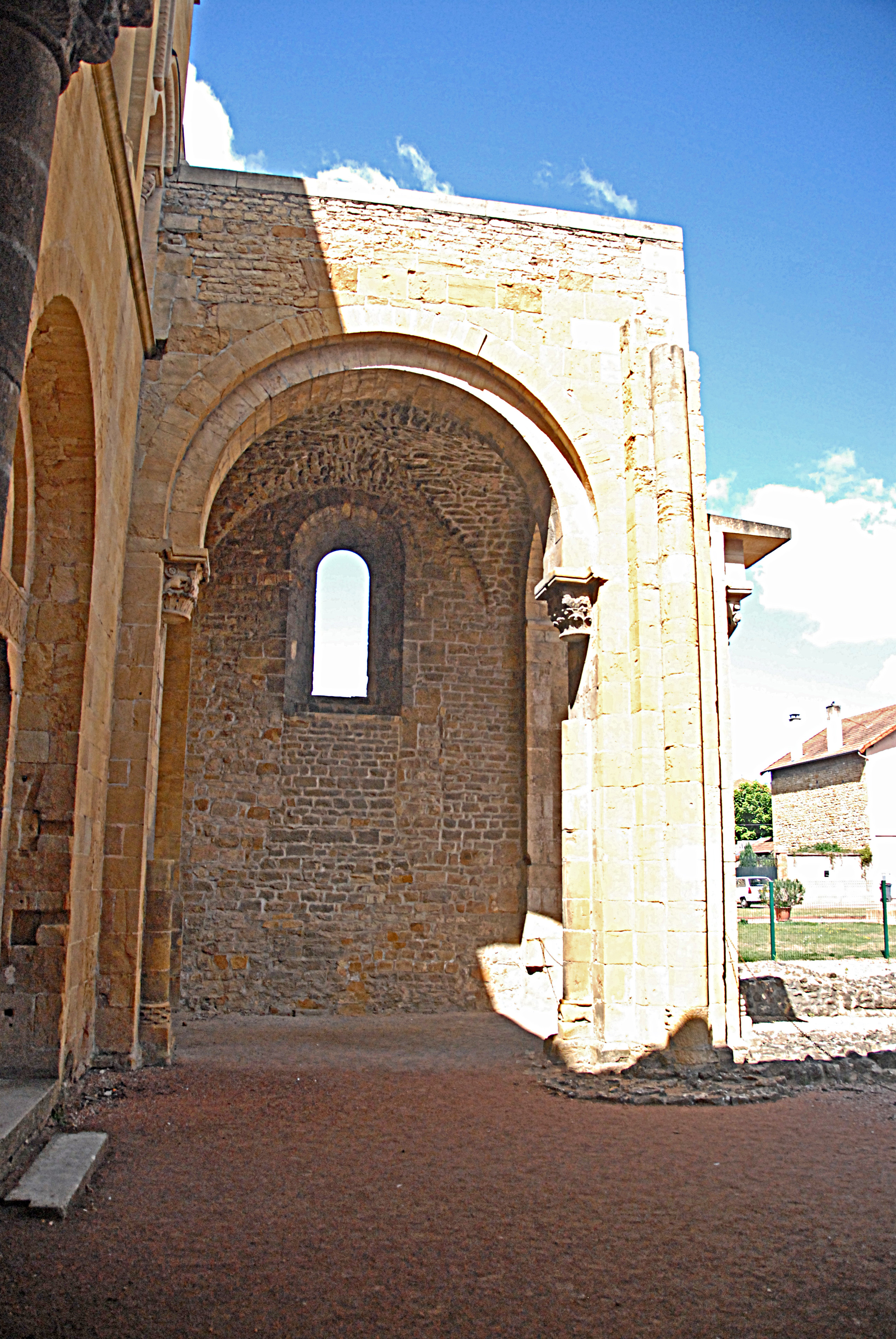
nördl. Seitenschiff, Joch 1
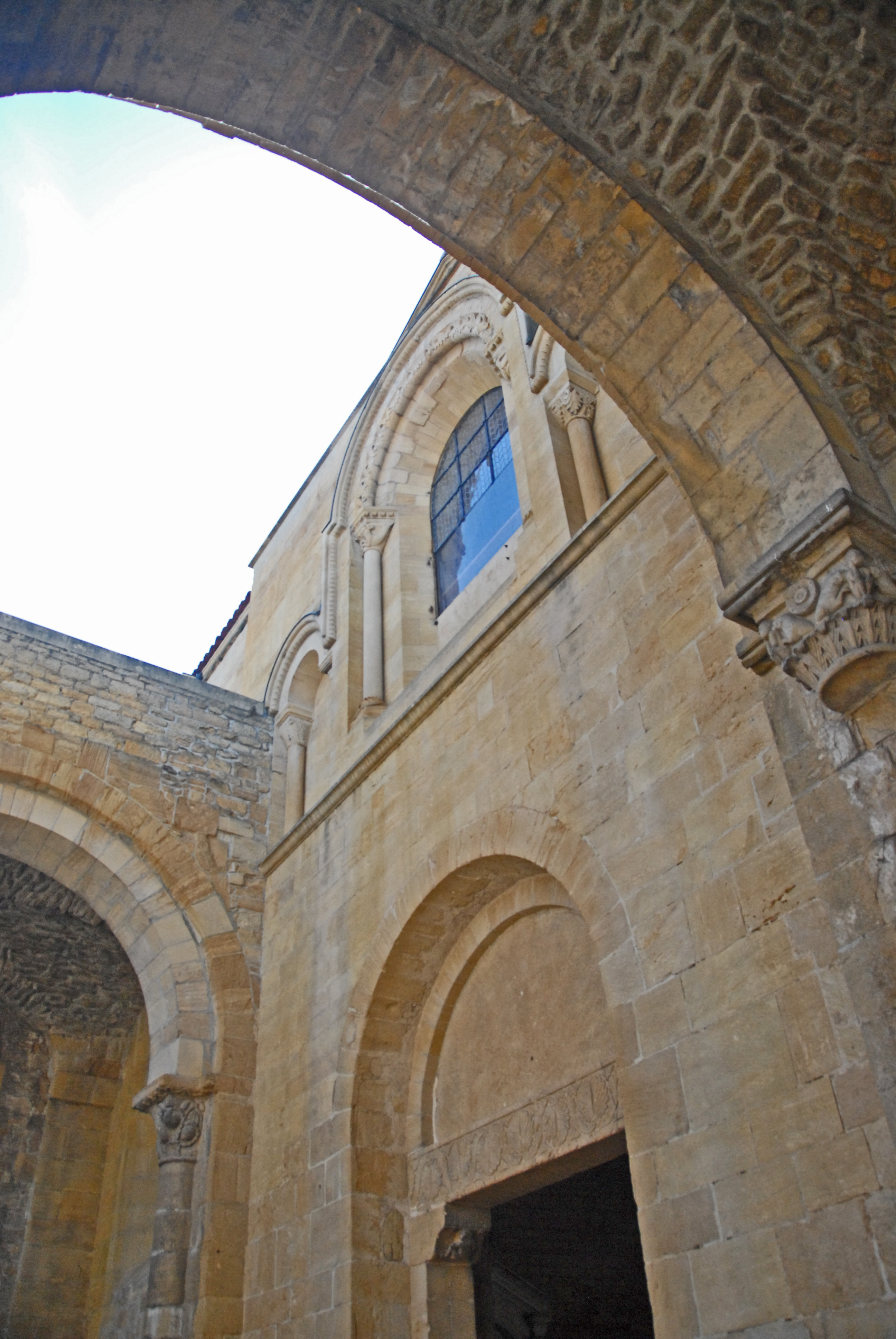
Mittelschiff Westwand
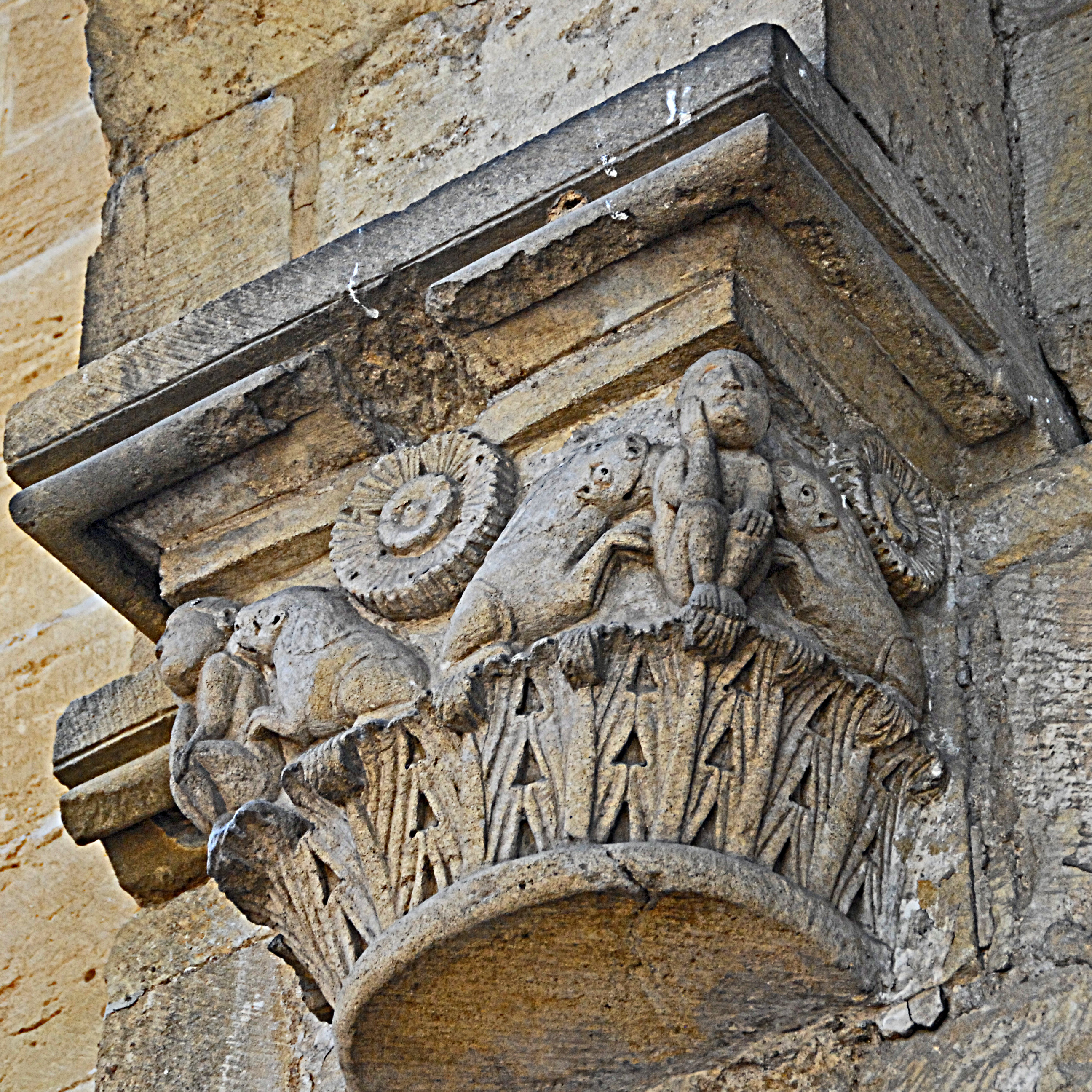
Scheidewandkapitell, Joch 1

#### Querhaus
Das weit ausladende Querschiff schloss mittig eine quadratische Vierung ein, deren Arkaden mit scharfkantigen Rückversätzen von vier Pfeilern getragen wurden, deren Querschnitte deutlich größer waren, als die des Langhauses. Die Querschiffarme wurden von Quertonnen überwölbt die von flach geneigten Satteldächern überdeckt waren. Ihre freien Außenwände waren mit einigen rundbogigen Fenstern ausgestattet. In der Westwand des südlichen Querhausarms befindet sich eine unmittelbar in den Kreuzgang führende Türöffnung. Die Vierung wurde von einer Trompenkuppel überwölbt. Über die Gestaltung des Vierungsturms kann man lediglich spekulieren. Möglicherweise war es ein mehrgeschossiger achteckiger Glockenturm, der allseitig von Klangarkaden durchfenstert war und mit einem flach geneigten achteckigen Pyramidendach abgedeckt war. Als Beispiel könnte der Vierungsturm von Ste-Trinité d’Anzy-le-Duc oder auch St-Hilaire de Semur-en-Brionnais genannt werden.
In der Ostwand des Querhauses befanden sich fünf rundbogige Arkadenöffnungen zum Staffelchor. Die mittlere, auch Triumphbogen genannt, entsprach denen der Vierung. Dahinter schloss der Chorraum an, dessen Grundriss auf einem Rechteck mit anschließender halbrunder Apsis stand. Er wurde von einer Tonne mit anschließender Halbkuppelkalotte überwölbt, die von einem flach geneigten Satteldach mit einem anschließenden halben Kegeldach überdeckt werden. Im Scheitel der Chorapsis schloss eine Apsidiole an, die ähnlich gestaltet war, wie der Chor, jedoch deutlich kleiner und niedriger. Der Chor wurde beidseitig flankiert von je zwei solcher Apsidiolen, deren Apsiden im Grundriss nach außen hin jeweils weiter zurück gestaffelt waren. Diese Staffelung erfolgte auch mit den Höhen der untereinander anschließenden Dächer.

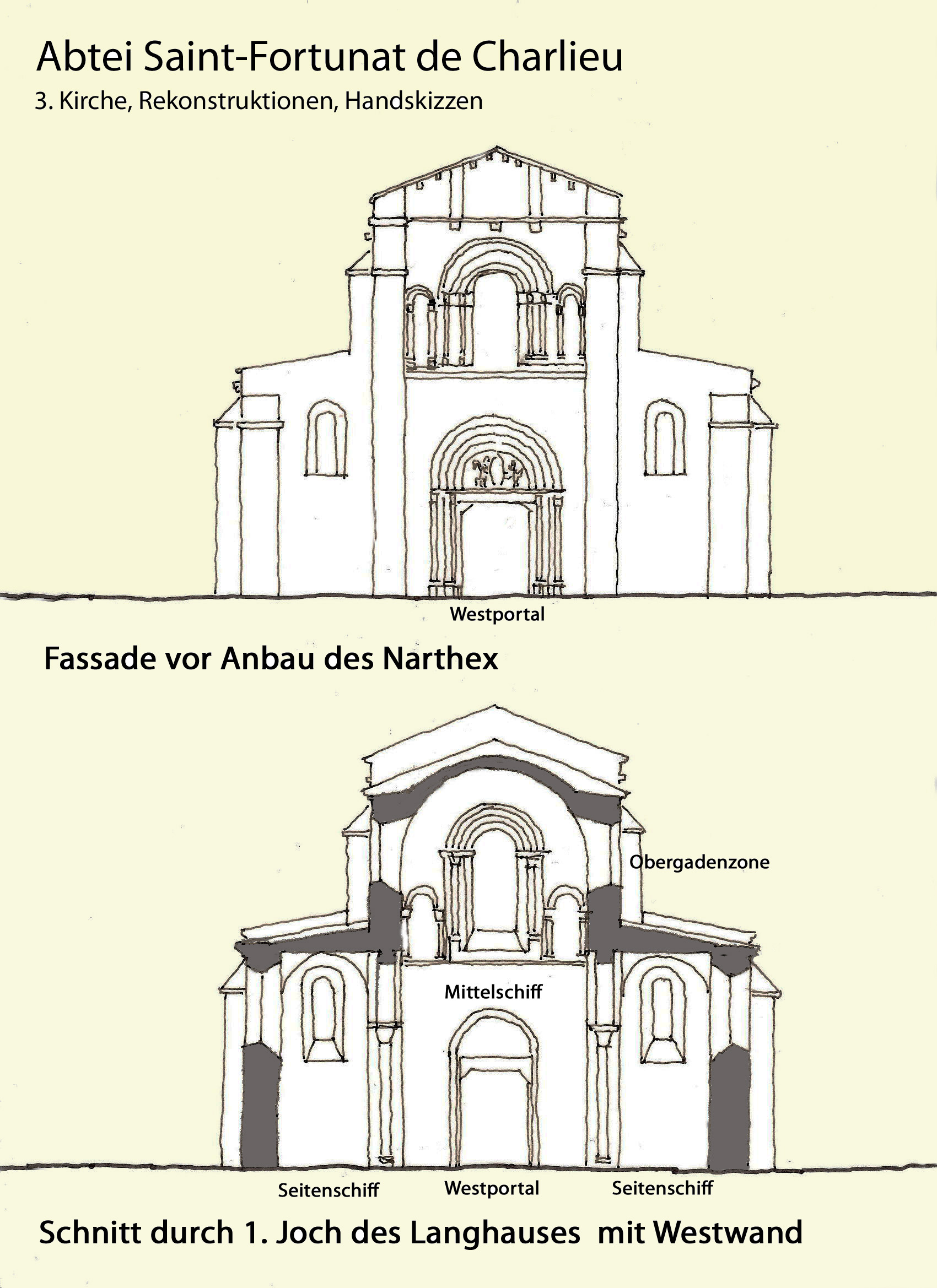
3. Kirche, Fassade, Ansicht u. Schnitt

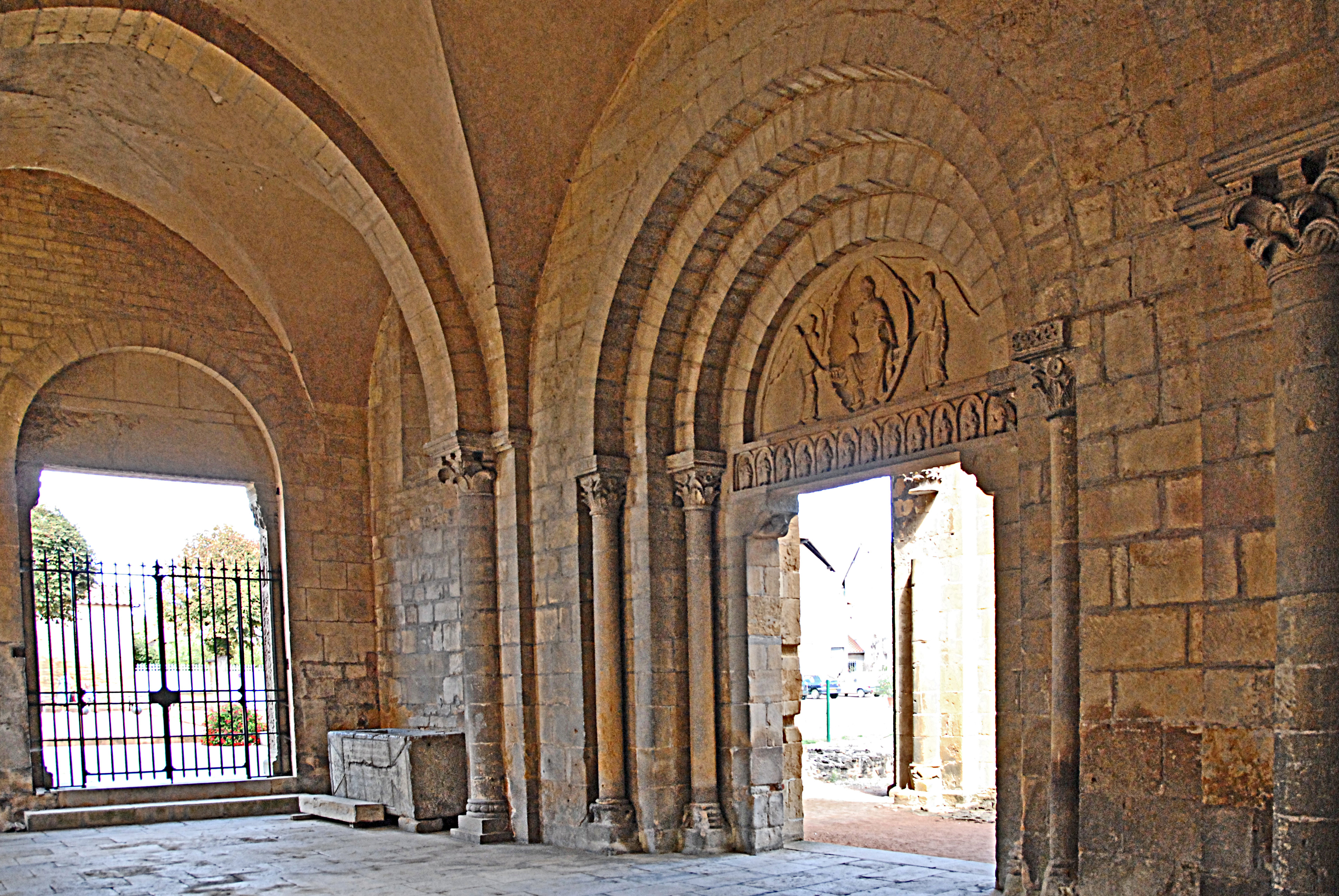
Fassade Erdgeschoss

#### Fassade
Die ehemalige Fassade von St-Fortunat wird heute von dem zweigeschossigen Narthex verdeckt, kann aber in dessen Innern geschossweise eingesehen werden (siehe auch Handskizze).

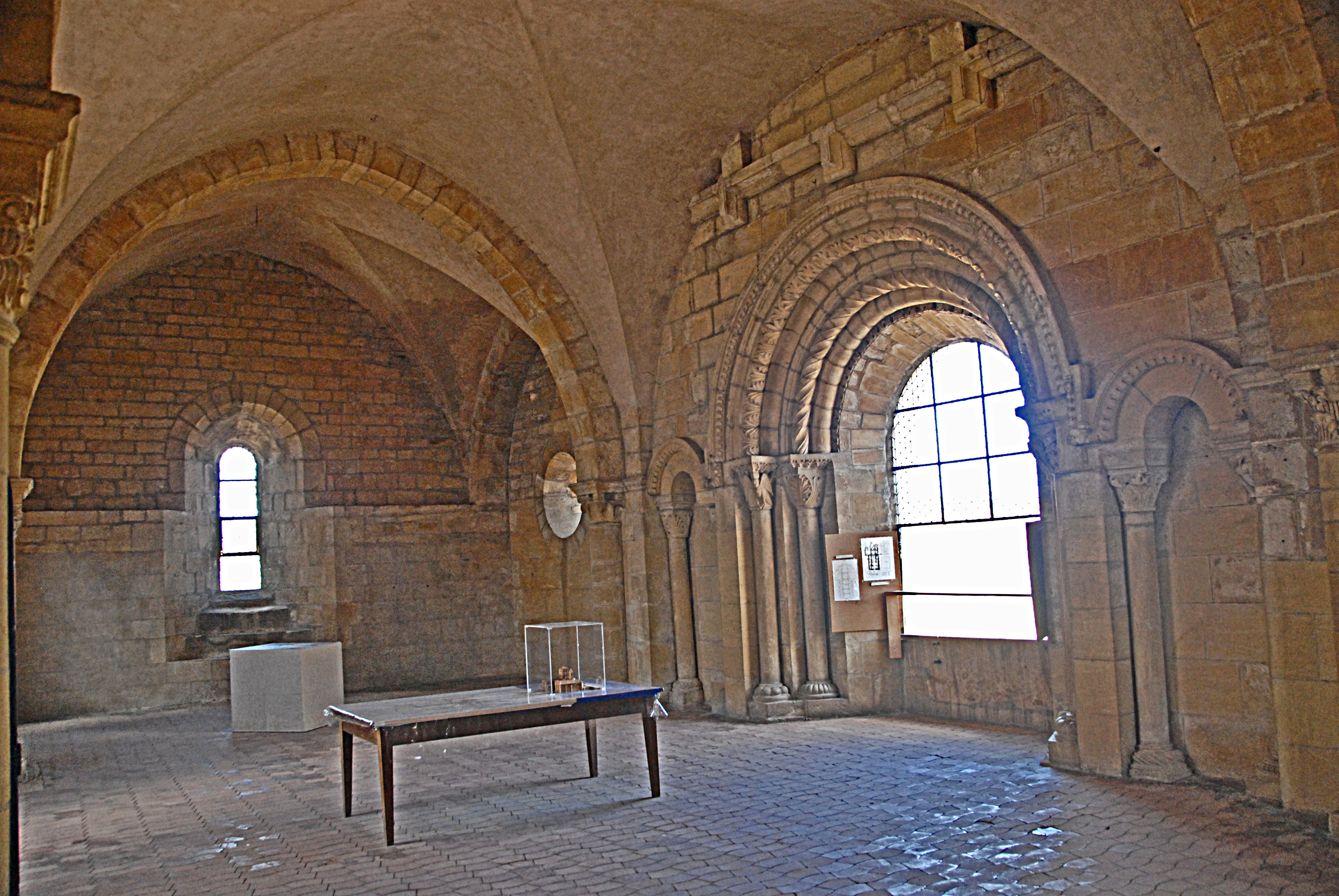
Fassade Obergeschoss

Die vertikale Gliederung der Fassadenwand entspricht derjenigen des Aufrisses des Langhauses. Im Grundriss rechteckige Strebepfeiler in Verlängerung der Seitenschiff- und Scheidewände teilen sie in drei Abschnitte, entsprechend den drei Schiffen, die oberseitig abgeschrägt sind und bis knapp unter die Traufhöhen der Langhausdächer hinaufreichen. Die schrägen Oberseiten der Wandabschnitte verlaufen parallel ein Stück über den dahinter ehemals anschließenden Dachflächen des Mittelschiffs und der Seitenschiffe. Der zentrale Abschnitt wird durch Kraggesimse vertikal in zwei Geschosse unterteilt.

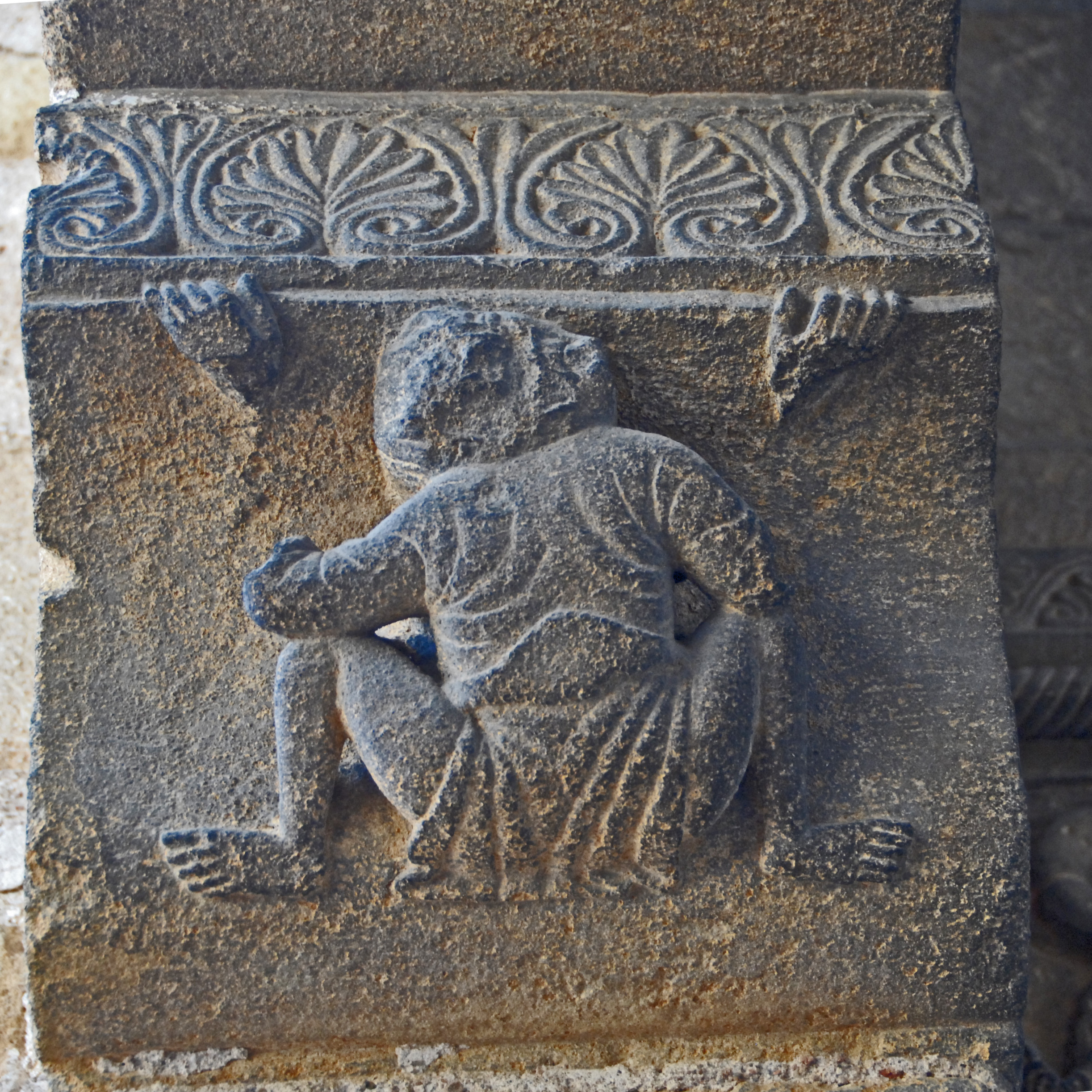
Laibungskapitell Werstportal

Im Erdgeschoss befindet sich das Hauptportal der Kirche (Westportal), ein klassisches Stufenportal. Es besteht aus vier scharfkantigen Keilsteinbögen, von denen zwei auf Säulchen in Rückversätzen der Wand stehen und mit skulptierten Kapitellen und profilierten Kämpfern und Basen ausgestattet sind. Der innere Bogen umschließt das halbkreisförmige leicht zurücktretende Tympanon und steht oberflächenbündig auf den Enden des Architravs, der auf Kragsteinen über den scharfkantigen Türlaibungen aufliegt (Beschreibung der Reliefs siehe separaten Abschnitt).
Im Obergeschoss öffnet sich ein großes rundbogiges Fenster mit mehrstufigen Archivolten. Auf beiden Seiten stehen in Rückversätzen der Wand je zwei Säulchen, die mit figürlich und pflanzlich skulptierten Kapitellen, profilierten Kämpfern und skulptierten Basen ausgestattet sind. Auf den Kämpfern stehen je zwei Bögen aus Rundstäben, die von einem schmäleren Zwillingsprofil begleitet werden. Der innere Rundstab weist eine glatte Oberfläche auf, der folgende ist spiralförmig gedreht, der nächste ist wieder glatt und der letzte ist mit Blattfächern dekoriert. Die Bögen werden außen von einem Perlstab und einem kantigen Kragprofil überfangen. Das Fenster wird beidseitig von schlanken rundbogigen Blendarkaden flankiert, die in Wandnischen eingefügt sind. Ihre scharfkantigen Keilsteinbögen befinden sich etwa in Höhe der Fensterkapitelle. Ihre Säulchen sind ähnlich den benachbarten ausgestattet. Die Bögen werden mit den gleichen Profilen wie beim Fenster überfangen. Das Giebelfeld über dem Fenster wird von Profilen, die wie Kreuzrippen aussehen, dekoriert, einmal waagerecht in ganzer Giebelbreite, knapp über dem Fenster und entlang der schrägen Giebeloberseiten. Sie werden von kurzen senkrechten Stücken des gleichen Profils unterstützt. Zwischen dem waagerechten und den schrägen Profilen sind zwei senkrechte Profile in Form schmaler Wandpfeiler eingestellt.

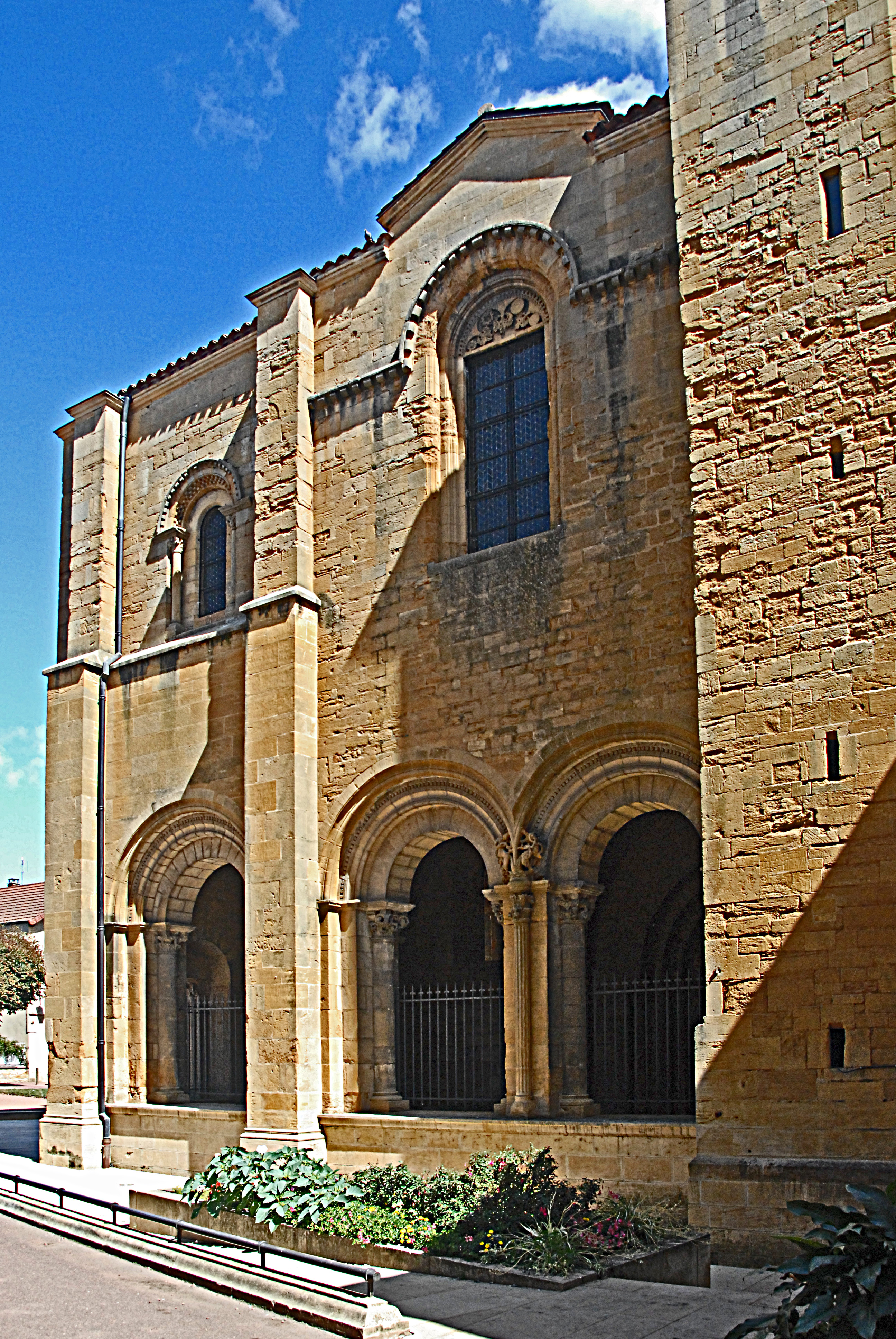
Narthex, Westseite von SW

In den beiden seitlichen Abschnitten der Fassade sind schlanke rundbogige Fenster mit aufgeweiteten Gewänden ausgespart.
Auf der Ostseite der Fassadenwand sind ebenfalls noch die ersten beiden Joche der Seitenschiffe erhalten inklusive ihrer Kreuzgratgewölbe. Hier kann man auch die Formen der Arkadenbögen der Scheidewände und Seitenschiffe und die Pfeiler des Langhauses mit ihren Kapitellen erkennen.

#### Narthex

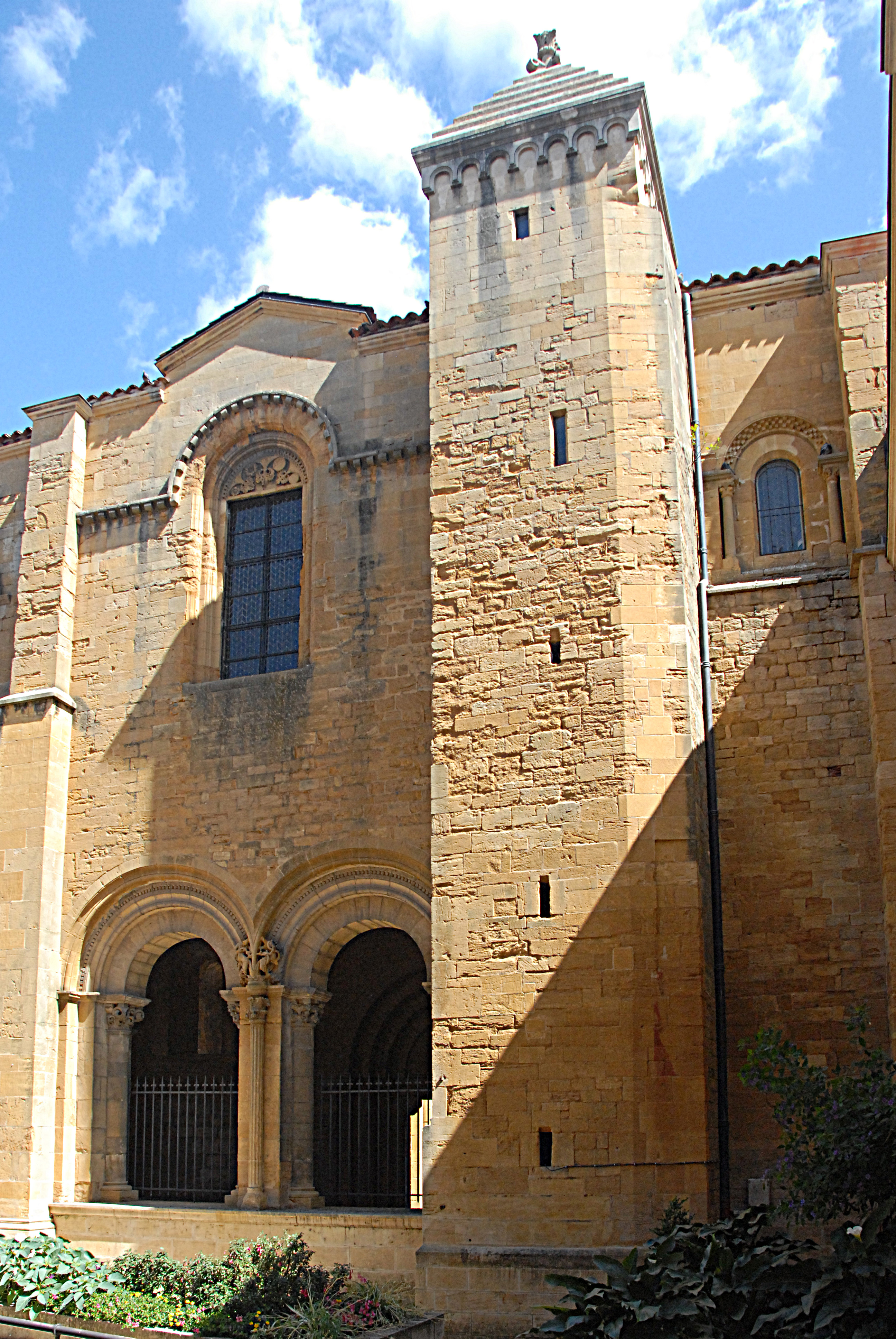
Narthex, Westseite von W

Der Narthex erinnert mit seinem quer zum Langhaus ausgerichteten, flach geneigten Satteldach an ein nicht ausladendes Querhaus, das mit roten Hohlziegeln im römischen Format, auch Mönch-Nonnenziegel genannt, eingedeckt ist. Das Dach liegt etwa auf Höhe desjenigen des ehemaligen Mittelschiffs.
Die Westseite übernimmt die Dreiteilung der Fassade mit Strebepfeilern bis unter die Traufe, allerdings wird der Querschnitt des Strebepfeiler rechts der Mitte deutlich vergrößert, da er eine Spindeltreppe aufnimmt. Der Treppenturm reicht ein Stück bis über die Traufen und wird von einem steilen steinernen Pyramidendach abgedeckt. Seine Traufen werden von einem kleinen Bogenfries unterstützt. Auf der Außenseite sind fünf schlitzartige Fensterchen ausgespart. Die südwestliche Kante des Turms ist mit einer halben Meter breiten Fase abgeschrägt.
Profilierte Traufgesimse kragen über den Wänden und Pfeilervorlagen aus und werden auch über die Ortgänge der Giebelwände geführt. Die äußeren Abschnitte der Westwand werden etwa in zwei Drittel ihrer Wandhöhe mit einem kantigen oberseitig abgeschrägten Kragprofil horizontal unterteilt, das auch um die Strebepfeiler herumgeführt wird. Oberhalb dieses Profils treten die Pfeilervorlagen auf etwa die Hälfte ihrer Tiefe zurück.
Zwischen den Vorlagen und dem Treppenturm sind gut einen Meter hohe Brüstungen wandbündig eingebaut, die oberseitig mit auskragenden Platten abgedeckt sind. Die Strebepfeiler weisen an ihren Basen Sockelverbreiterungen auf, deren profilierte Versätze etwa handbreit unter den Oberseiten der Brüstungen bleiben.
Im nördlichen Wandabschnitt ist im Erdgeschoss über der Brüstung eine große rundbogige Öffnung ausgespart, deren gestuftes Gewände die ganze Breite zwischen den Pfeilern einnimmt. Mehrere Bögen aus Rundstäben und anderen Profilen stehen auf scharfkantigen Rückversätzen der Wand. Denen folgt innen ein scharfkantiger Bogen auf halbrunden Diensten, die mit skulptierten Kapitellen, profilierten Kämpfern und Basen ausgerüstet sind. Die Kämpferprofile setzen sich bis zu den Pfeilen fort.
Im größeren zentralen Wandabschnitt sind zwei derartige Öffnungen ausgespart, die gemeinsam auf einem Pfeiler stehen. Auf dessen Außenseite ist ein halbrunder kannelierter schlanker Dienst aufgeblendet, der wie die anderen Dienste ausgestattet ist und auf deren Höhe liegt. Die äußeren Bogenprofile treffen sich etwas oberhalb des Kämpfers, wo auf beiden Seiten schwungvoll gestaltete Skulpturen von vorgebeugten Personen in einem wuchernden Rankenwerk sitzen. Der rechts neben dem Treppenturm befindliche Wandabschnitt ist im Erdgeschoss geschlossen.

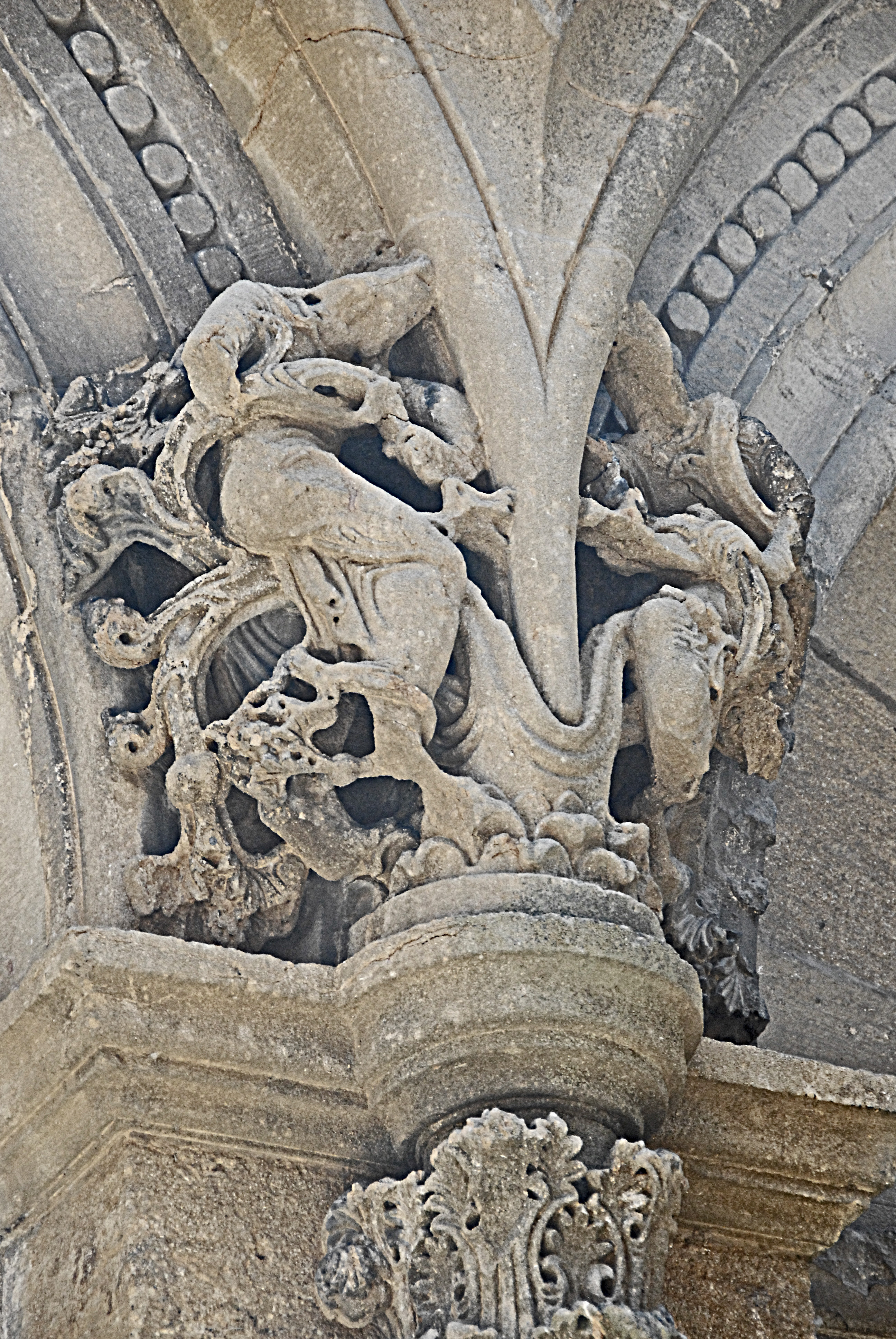
Narthex, Westseite, Bogenansätze

Im Obergeschoss ist in jedem Wandabschnitt ein rundbogiges Fenster ausgespart, dessen Brüstung kurz über dem geschossteilenden Kragprofil liegt. Das mittlere Fenster ist das größte. Sein Gewände ist mit verschiedenen Profilen abgestuft. Der äußere runde Keilsteinbogen wird von einem Kragprofil mit einfachem Rollenfries überfangen, das an den Bogenabsätzen waagerecht abschwenkt und bis gegen die Strebepfeiler geführt wird. Die rechteckige Fensteröffnung wird von einem halbkreisförmigen Tympanon überdeckt, das mit einem Flachrelief dekoriert ist. Es zeigt einen halben Sechspass mit pflanzlichen Rosetten und Blattfächern und wird von einem Perlstabprofil überfangen. Etwas oberhalb des Fensters wird die Traufe ein gutes Stück unterbrochen und durch einen Zwerchgiebel mit flacher Neigung ersetzt.

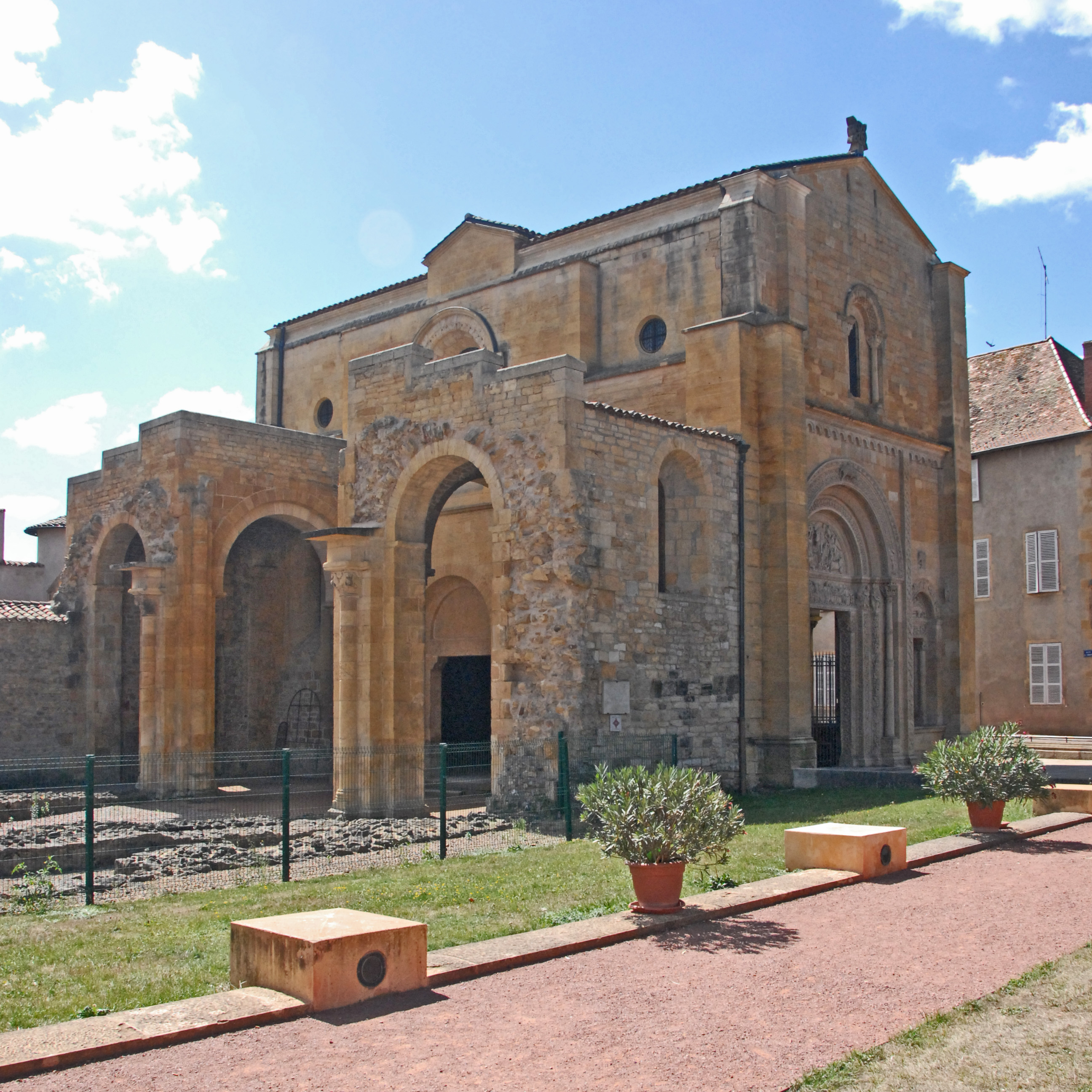
Narthex von NO

Das rundbogige Fenster im linken Wandabschnitt ist deutlich kleiner. In seitlichen Rückversätzen der Laibungskanten stehen Säulchen mit skulptierten Kapitellen, profilierten Kämpfern und Basen auf kantigen Plinthen. Auf den Kämpfern steht ein kantiger Keilsteinbogen, der von einem Kragprofil mit einem einfachen Rollenfries überfangen wird.
Das rundbogige Fenster im rechten Wandabschnitt neben dem Treppenturm ist noch etwas kleiner. Seine in Wandrückversätze eingestellte Säulchen sind wie vorstehend ausgestattet. Sie tragen einen Bogen, dessen Sichtseite mit einem dreifachen Rollenfries dekoriert ist.

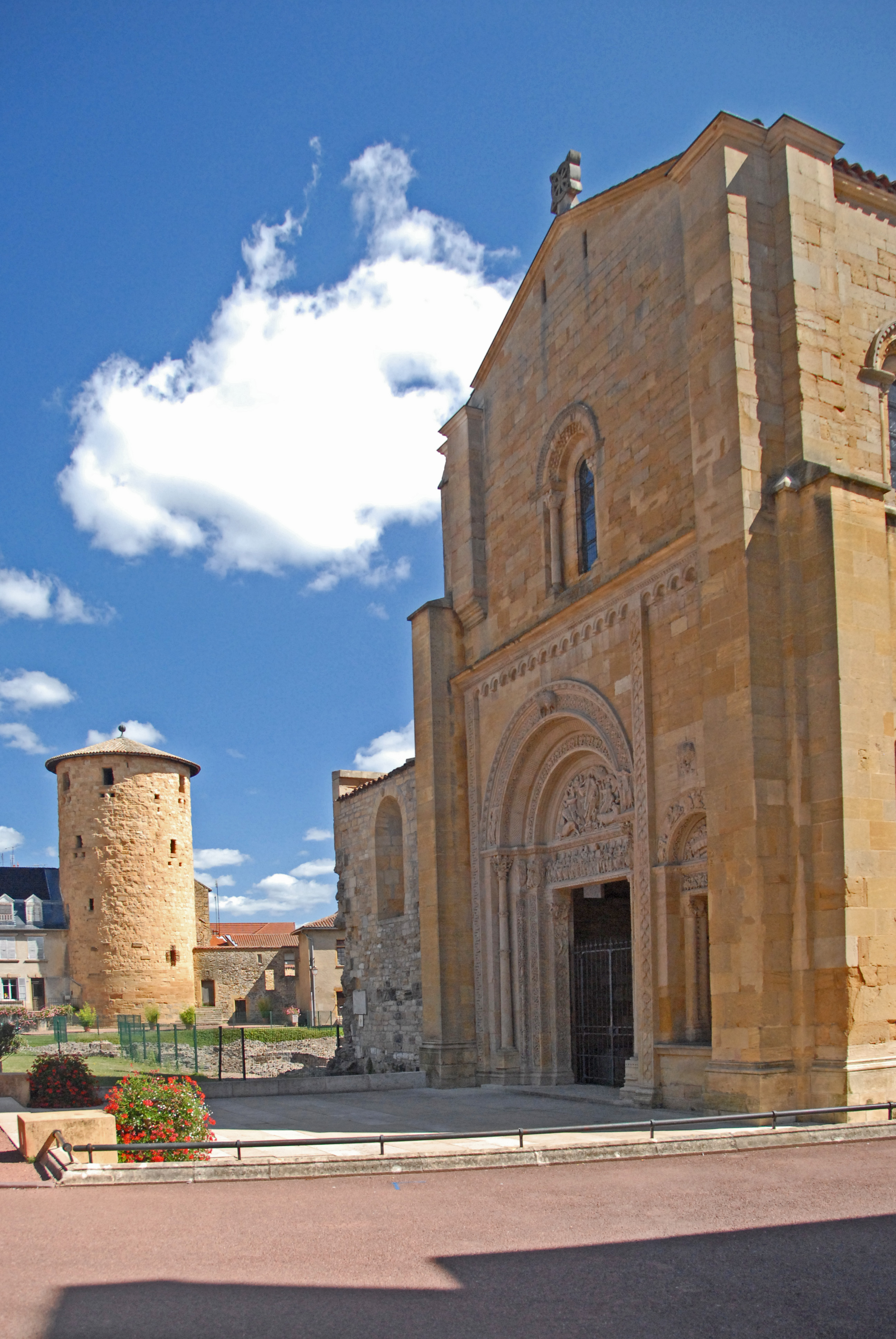
Narthex, von NW

Die Nordseite des Narthex ist eine Giebelwand, die an ihren Kanten, geringfügig eingerückt, von im Querschnitt rechteckigen Strebepfeilern begrenzt wird, die bis unter die Traufen reichen. Der linke Strebepfeiler wird ein Stück oberhalb des geschossteilenden Kraggesimses unterbrochen und darüber um eine Pfeilerbreite nach innen versetzt nach oben weitergeführt. Dieses weit ausladende Kraggesims liegt auf derselben Höhe, wie das Gesims auf der Westseite. Es ist unterseitig hohlkehlenartig ausgerundet. Darunter folgt ein Bogenfries. Die Strebepfeiler weisen die gleichen Sockel auf wie die Pfeiler der Westwand.
Das Erdgeschoss der Nordwand ist vertikal im Verhältnis von etwa drei zu eins durch einen Pilaster unterteilt, der aufwändig mit Blattornamenten dekoriert ist. Ein zweiter ähnlicher Pilaster befindet sich auch auf der linken Seite des großen Portals, unmittelbar neben dem Strebepfeiler. In diesen beiden Abschnitten sind das zweite und dritte Portal ausgespart, für die Saint-Fortunat kunsthistorisch besondere Beachtung findet. (Siehe separater Abschnitt)
Das kleinere Portal besitzt eigentlich keine echte Portalöffnung. In dieser Öffnung versperrt nämlich eine Brüstung den Durchgang, genau wie in derjenigen auf der Westseite. Sie wird aber durchweg in den Quellen als „kleines Portal“ bezeichnet. Im Obergeschoss ist zentriert ein rundbogiges Fenster ausgespart, das demjenigen im linken Abschnitt der Westwand entspricht.
Die Ostwand des Narthex besteht überwiegend aus der weitgehend erhaltenen Westwand des Langhauses der Kirche. Allerdings ist der obere Teil der Giebelwand des Mittelschiffs über dem Fenster abgetragen worden. Außerdem hat man die westlichen Kopfwände der Seitenschiffe ein gutes Stück aufgemauert. Die ehemalige Westwand der Kirche weist noch die alten Portal- und Fensteröffnungen auf. In der Ostwand des Narthex ist oberhalb der Seitenschiffe je ein kreisrundes Ochsenauge ausgespart. In der Mitte der Ostwand des Narthex ist der gleiche Zwerchgiebel zu finden, wie derjenige auf der Westwand.
Das Innere des Narthex besteht aus zwei Geschossen, die beide jeweils von zwei Gurtbögen in drei Raumabschnitte unterteilt sind, die den drei Schiffen des Langhauses entsprechen. Die leicht angespitzten runden Gurtbögen stehen auf halbrunden alten Diensten, die rechteckigen Wandpfeilern vorgeblendet sind und mit pflanzlich skulptierten Kapitellen, profilierten Kämpfern und Basen und kantigen Plinthen ausgestattet sind. Die Kämpfer sind auch um die Wandpfeiler herumgeführt.
Die Raumabschnitte werden von Kreuzgratgewölben überdeckt, deren Grate über den Kämpferprofilen aus den Kanten der Wandpfeiler hervorgehen. Die Wandpfeiler auf der ehemaligen Fassade lösen deren Strebepfeiler ab. Die Rundungen der Gewölbezwickel an den Wänden und Gurtbögen sind leicht angespitzt. Die Ostwände der Geschosse sind überwiegend die ehemaligen Fassadenabschnitte des Langhauses (siehe Abschnitt Fassade). Die östlichen Wandabschnitte in den Seitenschiffen des Obergeschosses sind mit der Erbauung des Narthex entstanden und weisen je ein kreisrundes Ochsenauge auf.

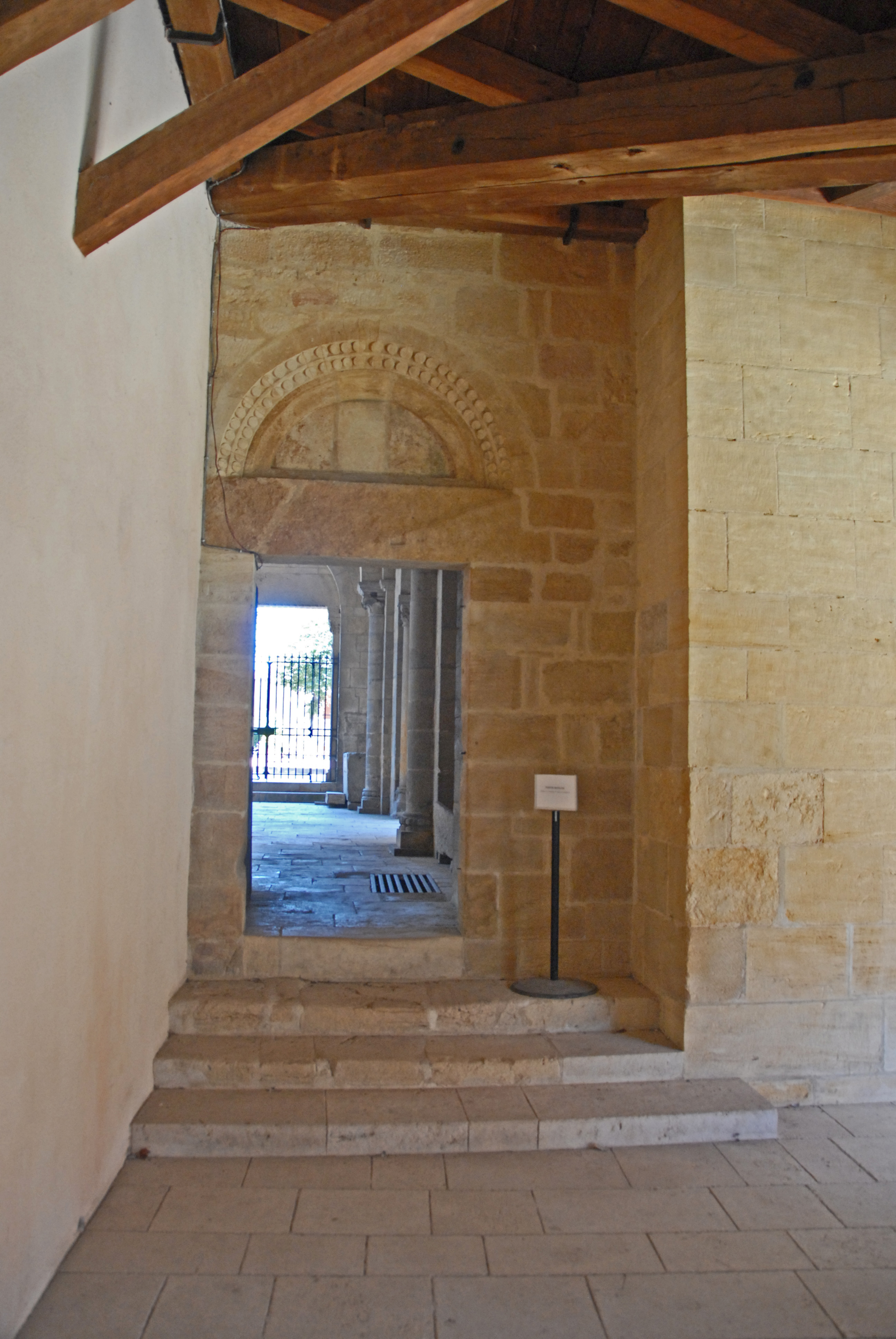
Kreuzgang, Durchlass zum Narthex

Die Öffnungen in den West- und Nordwänden des Narthex entsprechen denen, wie sie bei deren Außenseiten beschrieben sind, jedoch ohne deren äußeren Dekor. In den südlichen Raumabschnitten gibt es in der Westwand je eine kleine Tür in den Treppenturm, in deren Erdgeschoss befindet sich in der Südwand eine Tür zum Kreuzgang des Klosters.

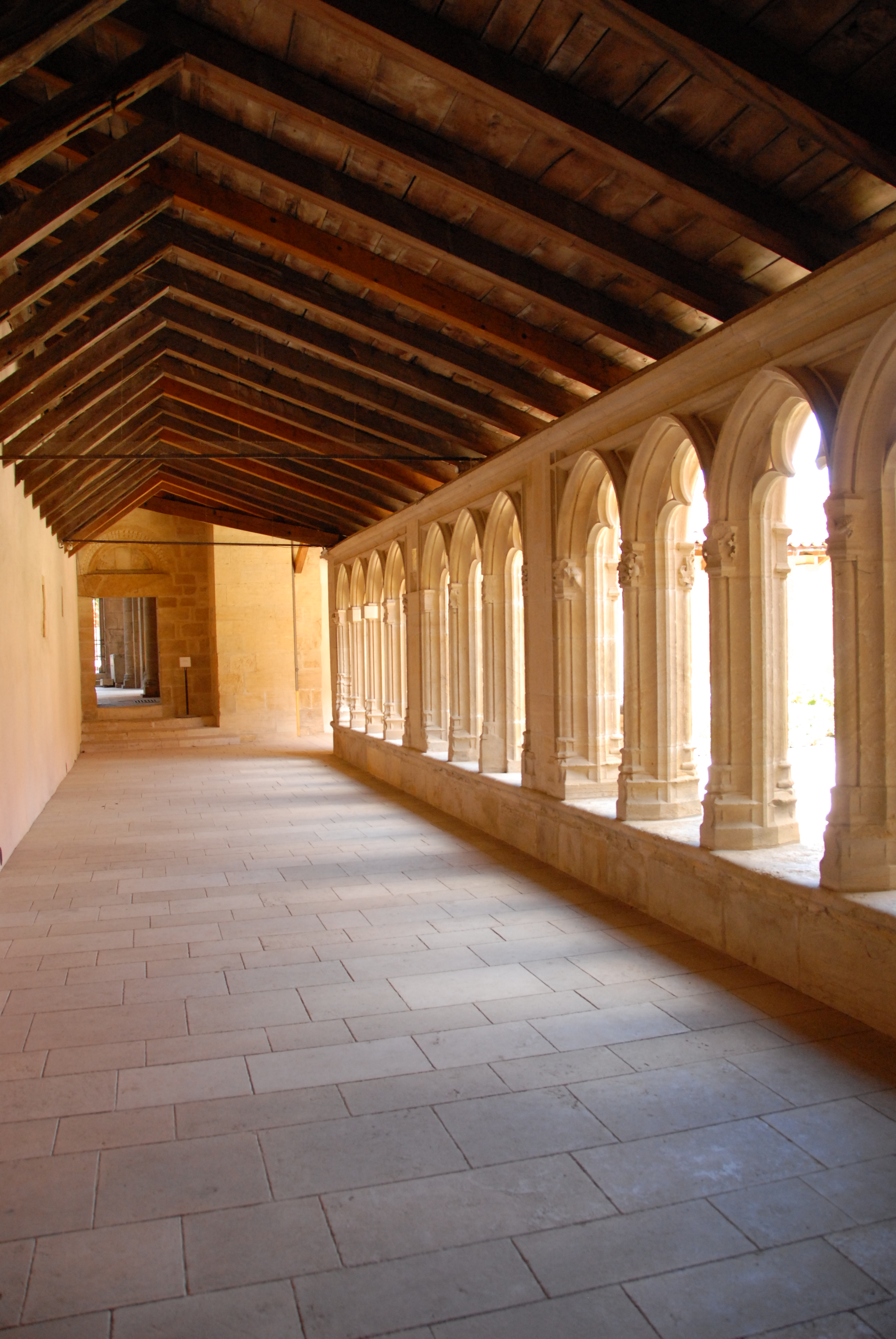
Kreuzgang, Westgalerie

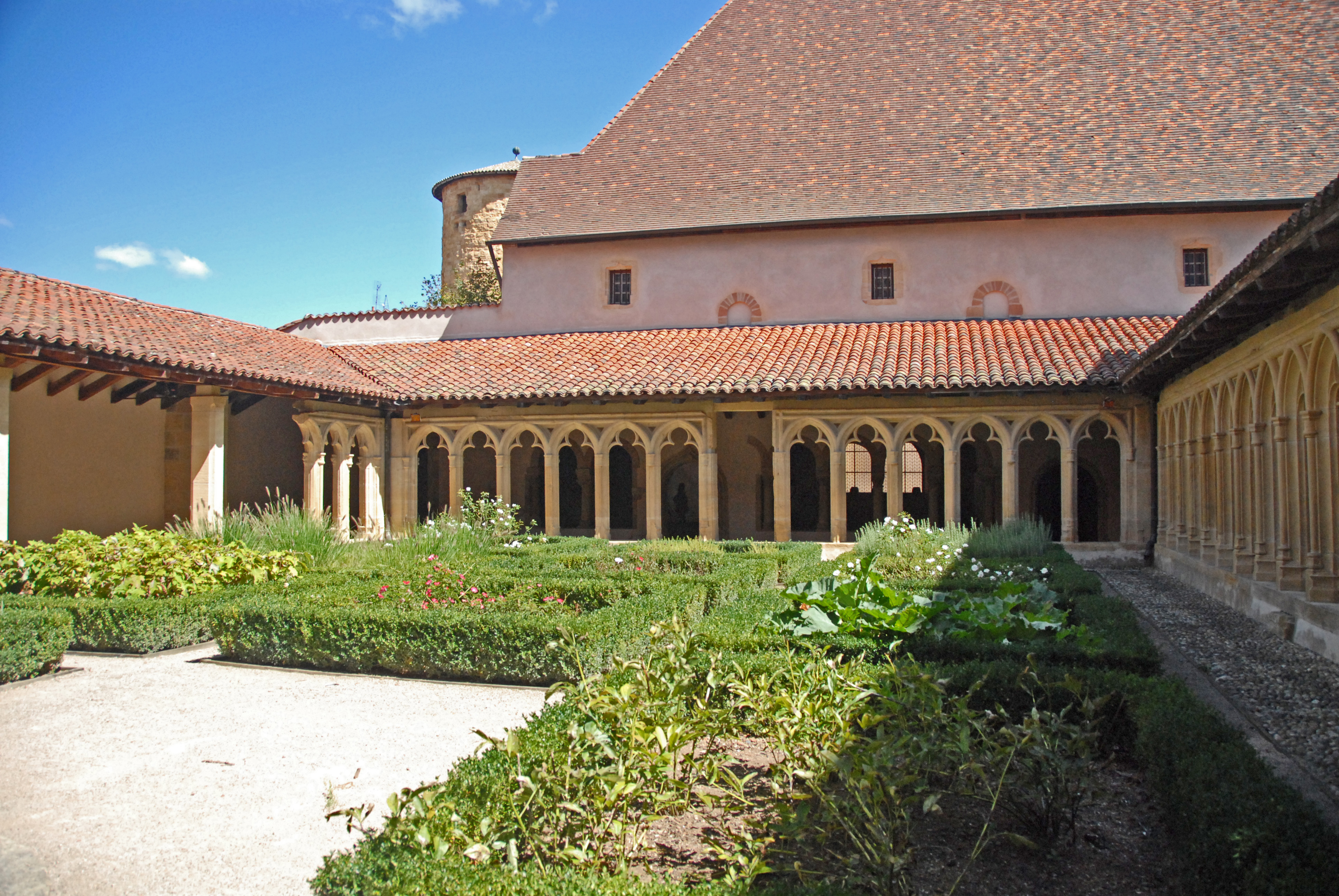
Kreuzgang, Hof von W

Galerie Narthex
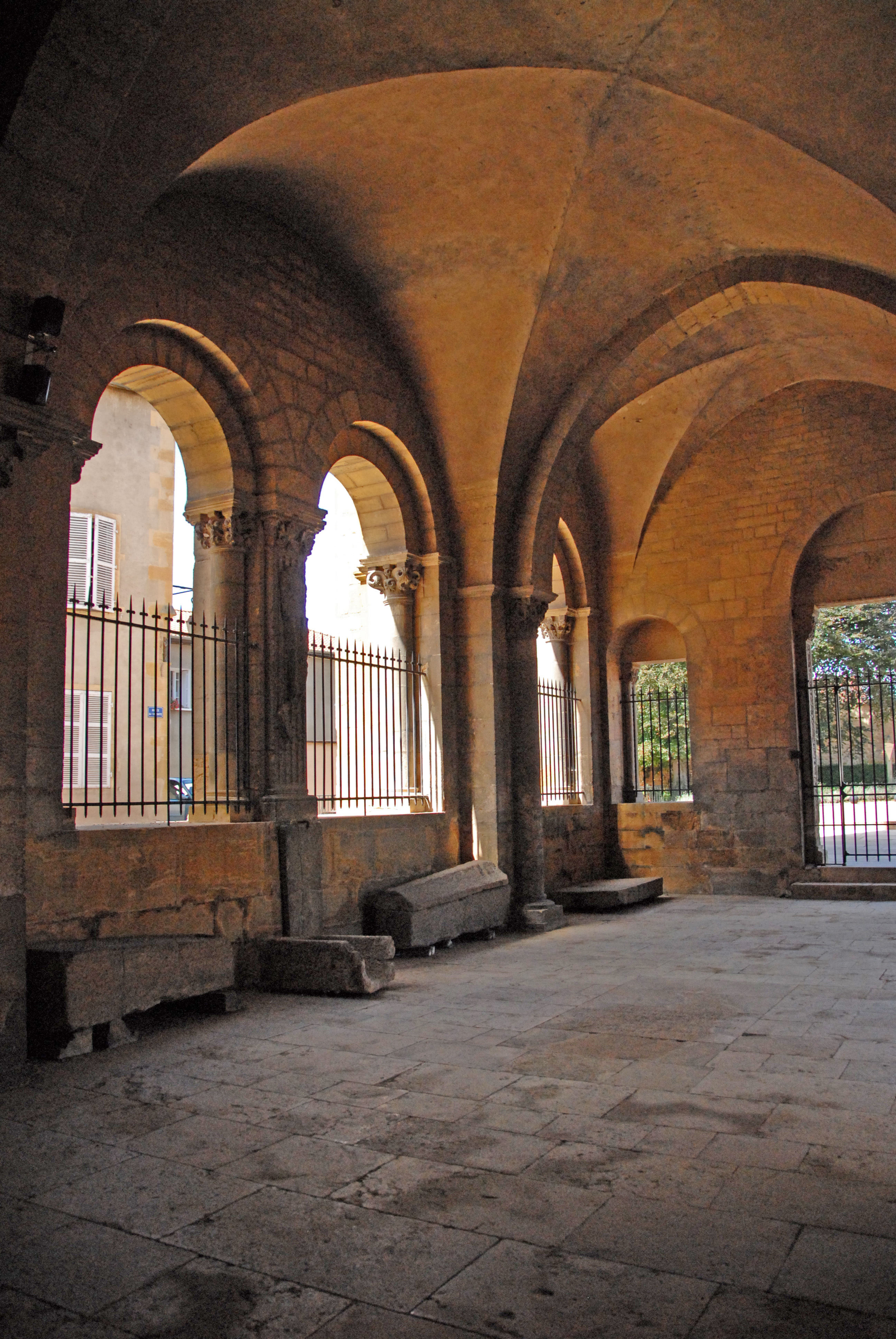
EG, Nordwestecke
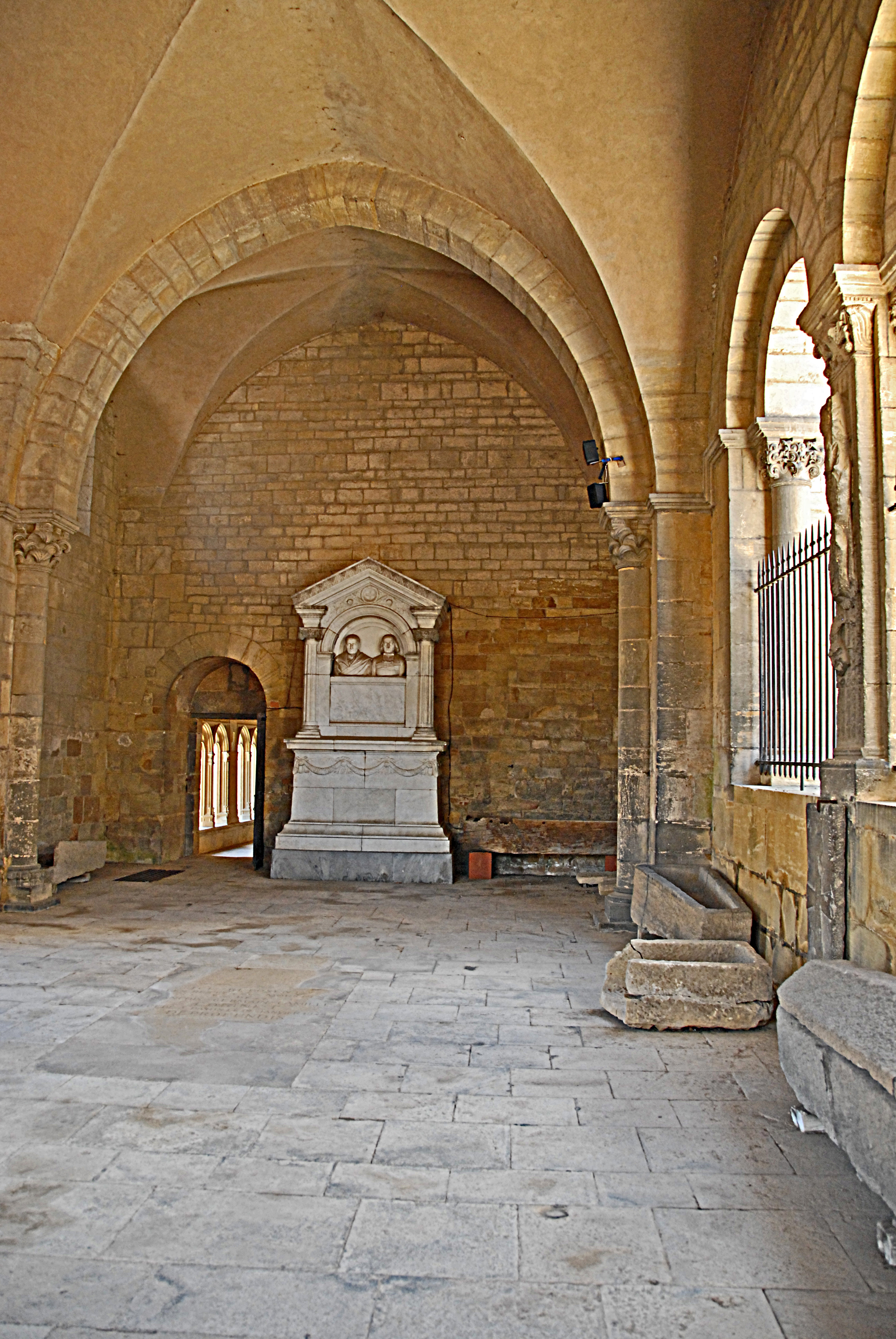
EG, südl. Bereich
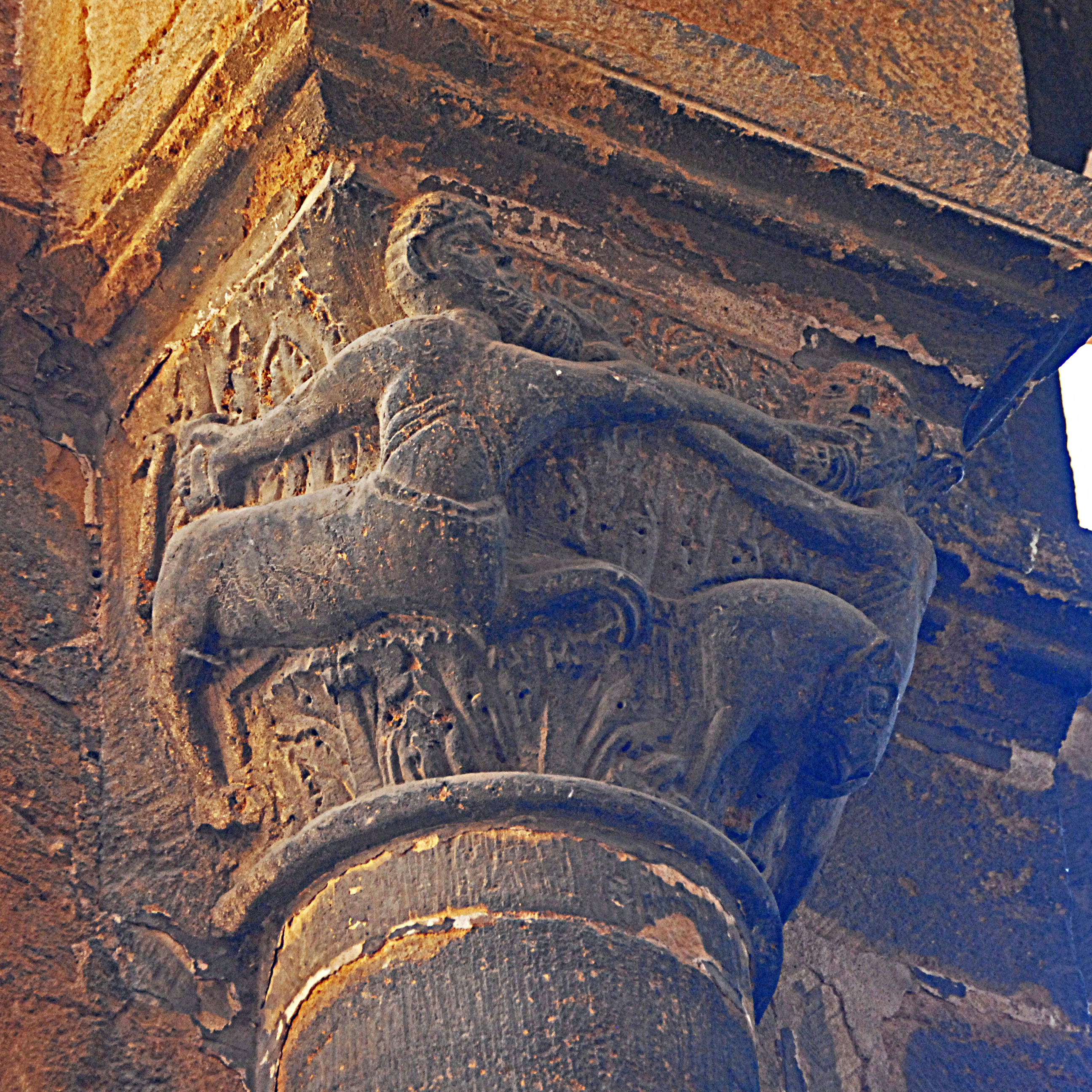
Kapitell
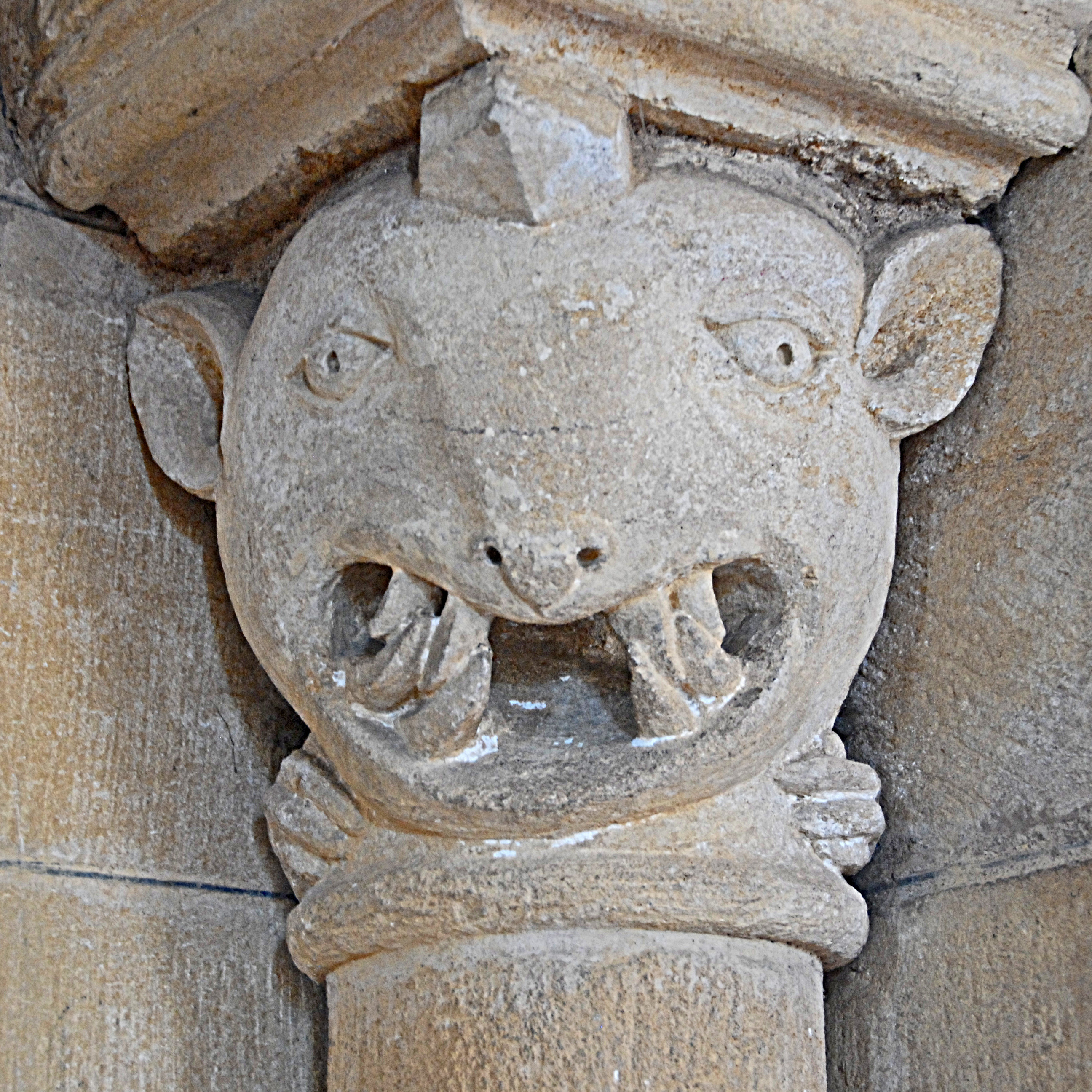
Narthex, Kapitell OG
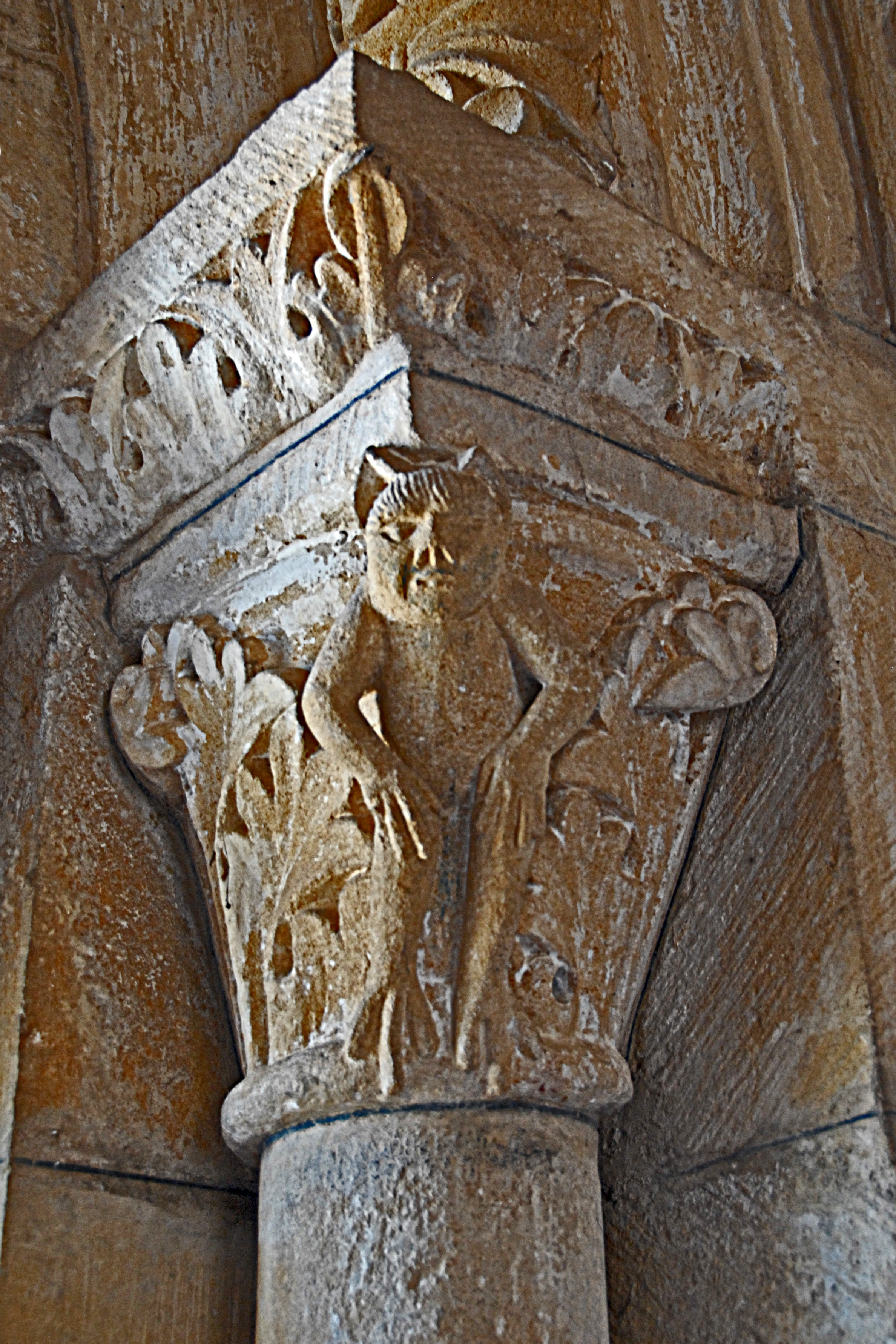
Kapitell Fassade
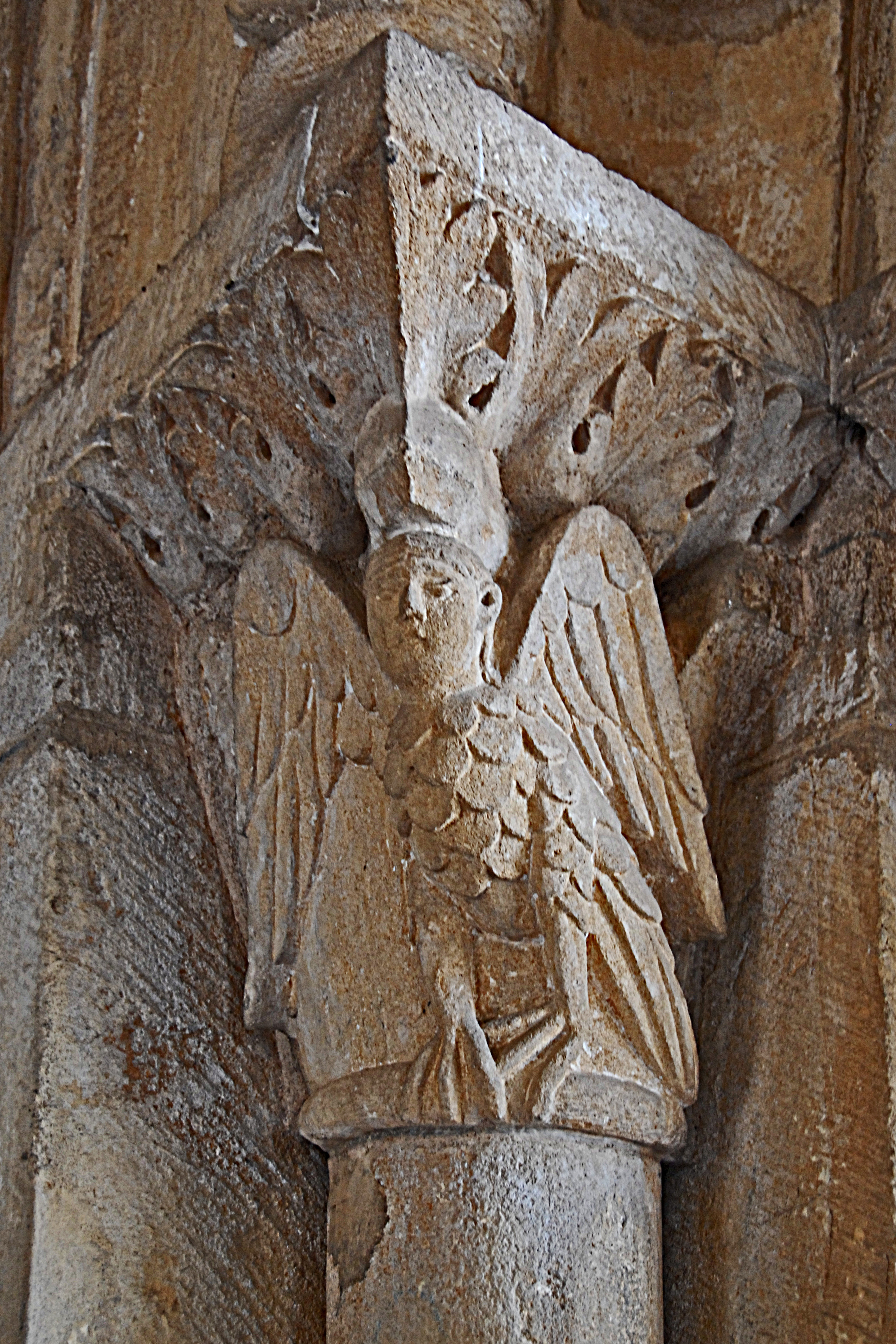
Kapitell Fassade
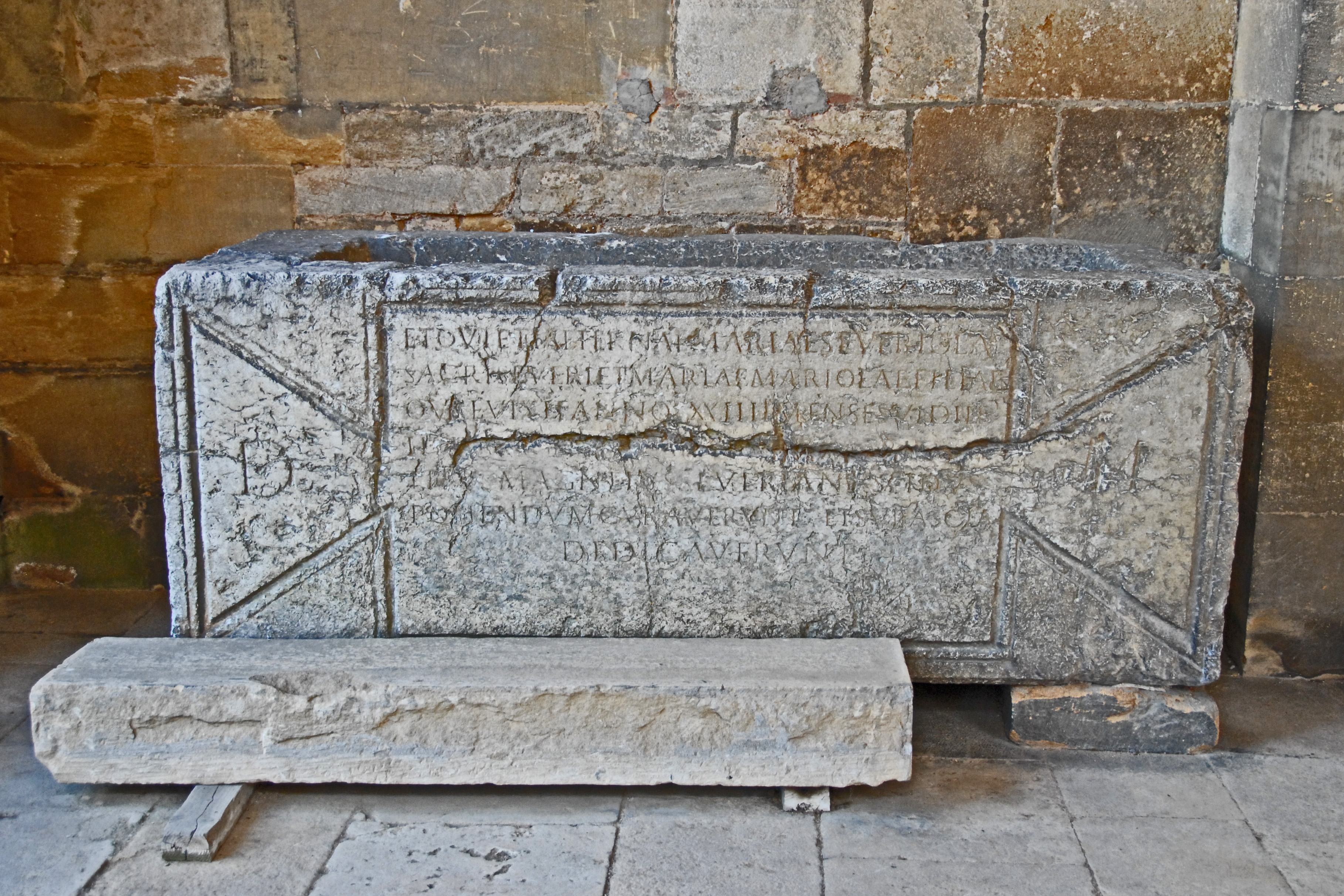
EG,  Sarkophag
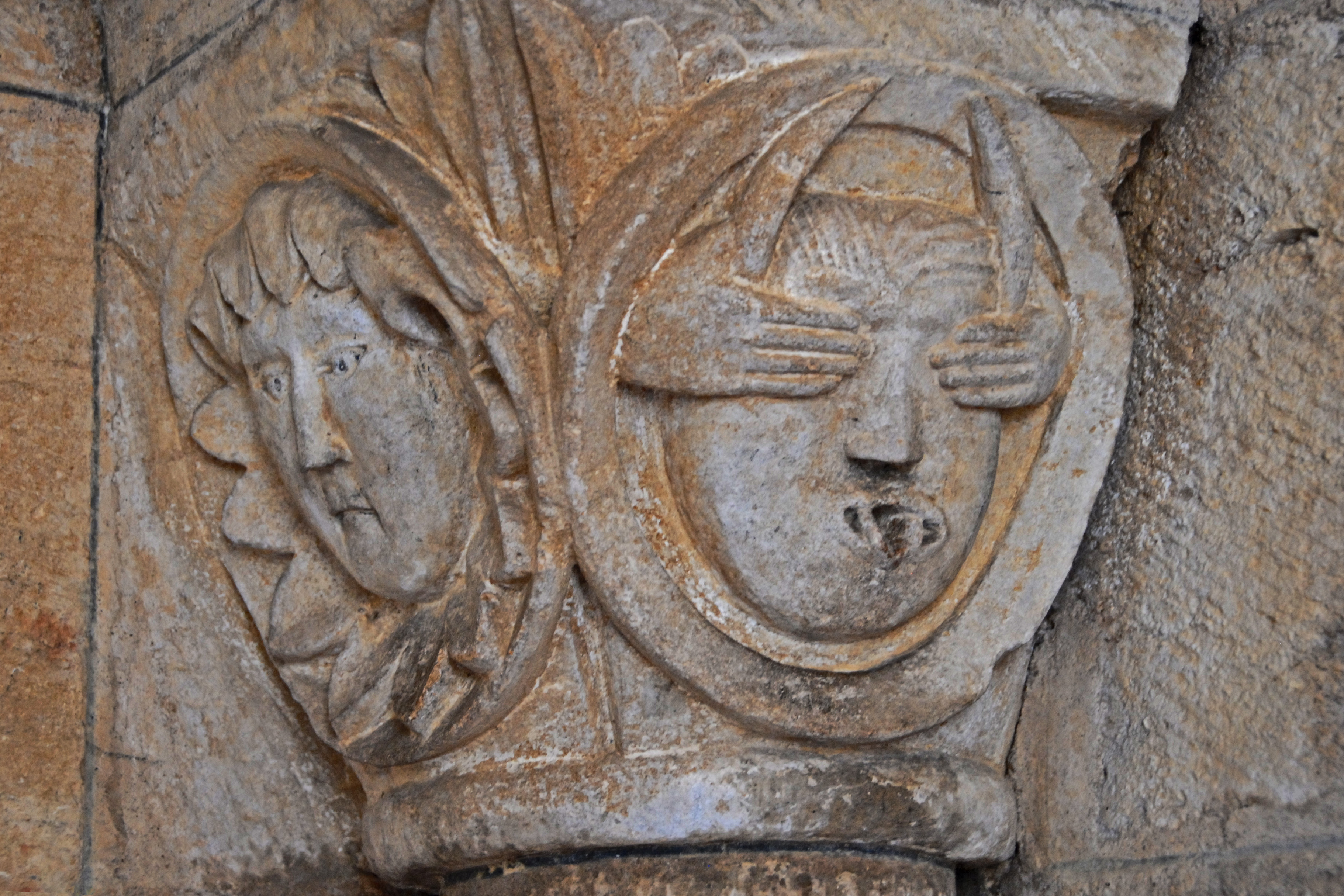
Kapitell, OG

### Konventsgebäude des Klosters
Die Dächer der Konventsgebäude sind nahezu alle von hölzernen Satteldachstühlen überdeckt, die mit roten Hohlziegeln im römischen Forma eingedeckt sind. Die meisten Konventsgebäude waren zweigeschossig, bis auf den Kreuzgang.

#### Kreuzgang

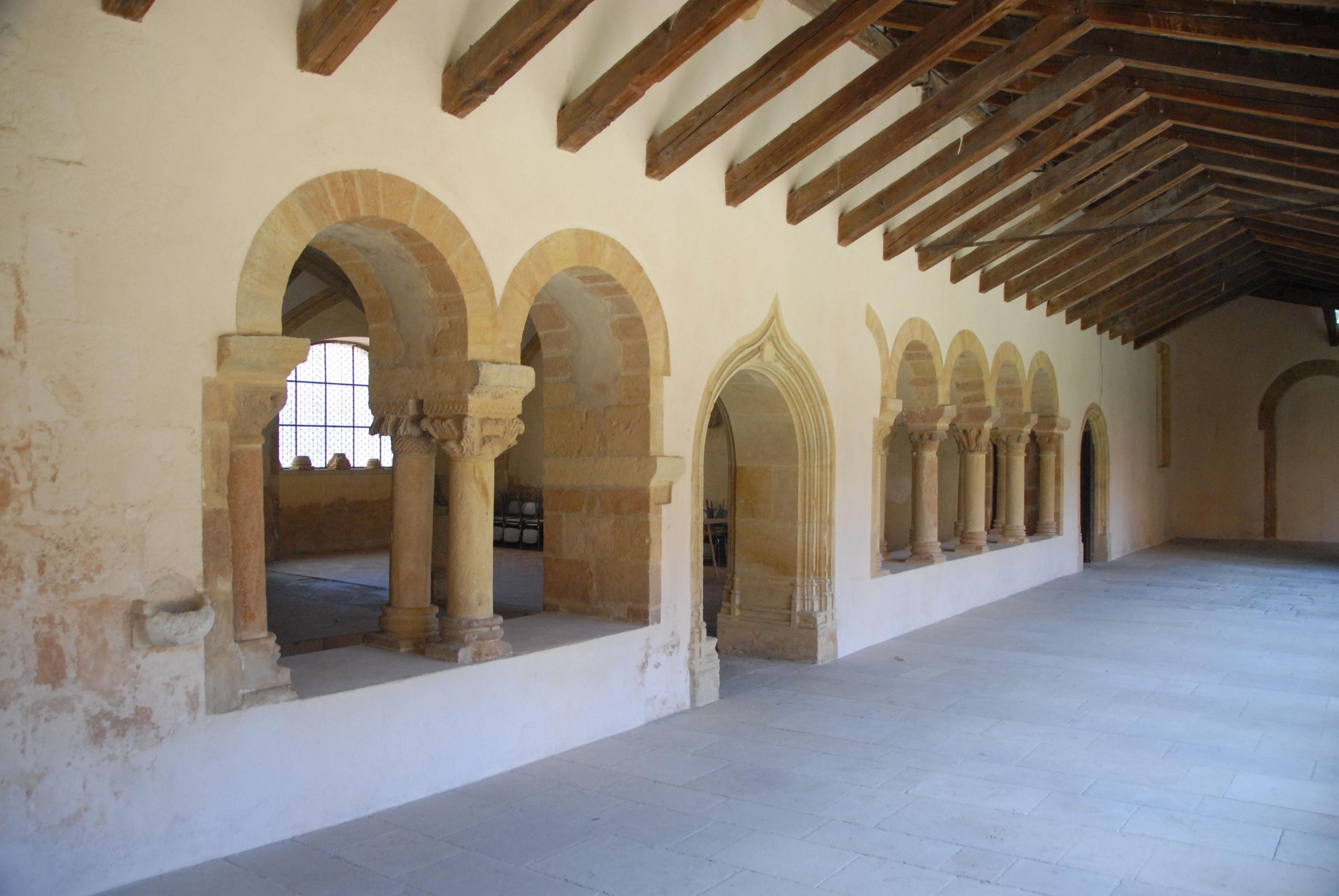
Kreuzgang, Ostgalerie

Der gotische Kreuzgang löste im 13. Jahrhundert einen romanischen ab. Er weist einen nicht ganz rechtwinkligen Grundriss auf, die Nordgalerie folgt der leicht schrägen Ausrichtung der Kirche. Dementsprechend ist die Westgalerie etwa kürzer als die Ostgalerie. Die Innenseiten des Kreuzgangs bestehen aus einer Reihung schlanker spitzbogiger Arkaden, die von Pfeilern in gotischem Stil getrennt werden, denen auf der Innen- und Außenseite halbe Säulchen vorgeblendet und mit Kapitellen, Kämpfern und Basen ausgerüstet sind. In den Bögen befinden sich dreipässige Maßwerke. Die Umfassungswände des Kreuzgangs sind die Südwand des Langhauses der Kirche mit den erhaltenen Strebepfeilern, die westliche Wand des ehemaligen südlichen Querhausarms, mit der erhaltenen Tür, und die vier Wände der nur teilweise erhaltenen Konventsgebäude. Der Kreuzgang wird von einem unterseitig offenen asymmetrischen Satteldachstuhl überdeckt. Im Hof des Kreuzgangs gab es etwa in der Mitte der Westgalerie einen Trinkwasserbrunnen.

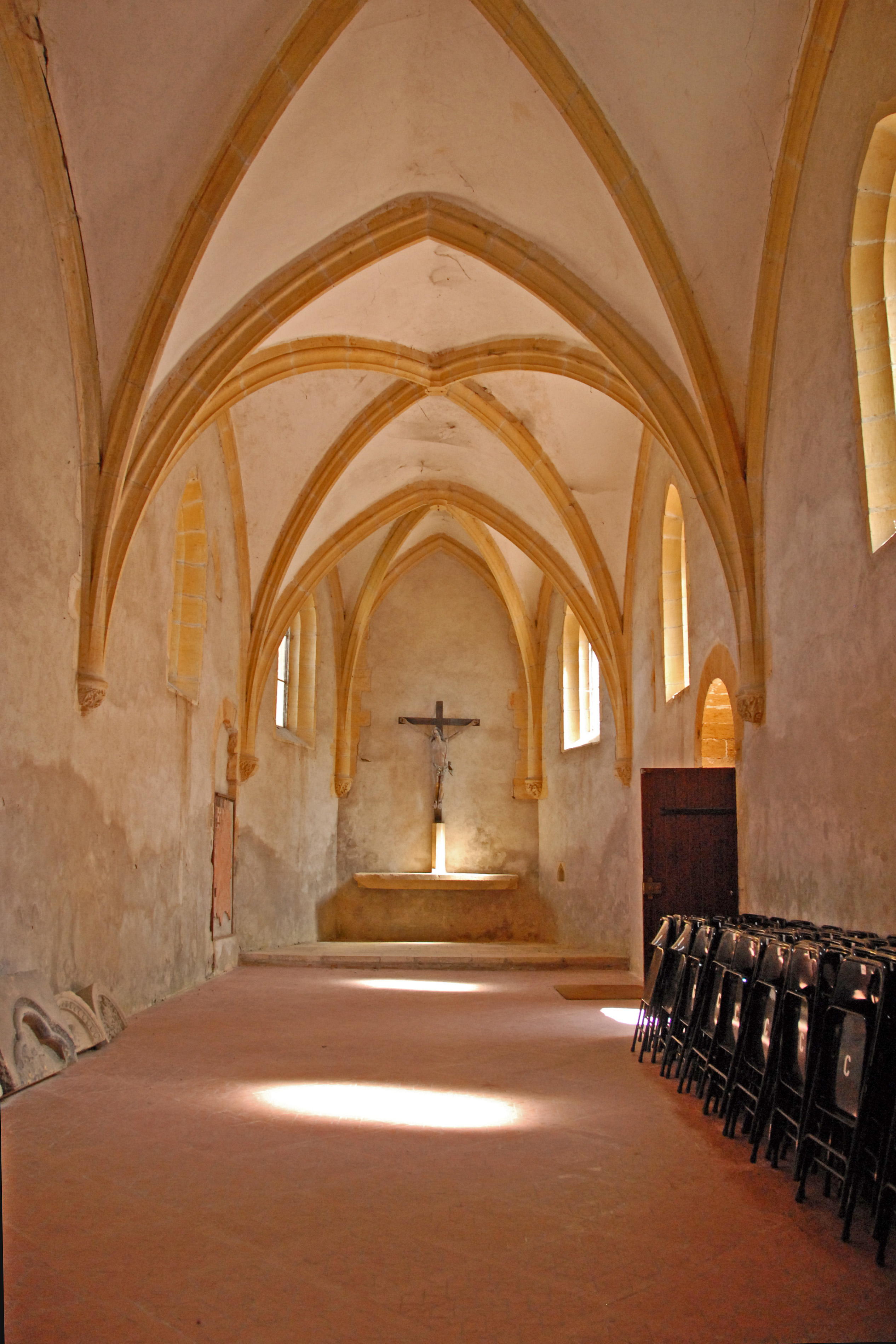
Kapelle aus Kapitelsaal

#### Ostflügel
Fast die östliche Hälfte des Ostflügels besteht aus dem Kapitelsaal, der sich fast in ganzer Breite zum Kreuzgang hin mit rundbogigen romanischen Arkaturen auf Brüstungen öffnet. Einer Zwillingsarkade folgt eine rundbogige Tür und weiter eine vierbogige Arkatur, die untereinander von kurzen Wandstücken getrennt sind. Die scharfkantigen Keilsteinbögen stehen auf Zwillingssäulchen, die hintereinander angeordnet und mit skulptierten Kapitellen, profilierten Kämpfern und Basen ausgerüstet sind. Die Laibungskanten der Tür sind abgeschrägt und in mehrere schmale Rundstäbe aufgelöst, die sich im Bogenscheitel ausgerundet zuspitzen. Der leicht rechteckige Kapitelsaal besitzt eine Nordwand, die ehemals auch die Giebelwand des südlichen Querhausarms der Kirche war. Er wird von vier gotischen Kreuzrippengewölben überdeckt, die sich gemeinsam auf einer kräftigen Säule in Raummitte treffen. Sie lösten vermutlich im 13. Jahrhundert romanische Kreuzgratgewölbe ab. Dem nordöstlichen Gewölbe schließen sich die Kreuzrippengewölbe einer Kapelle an, aus zwei rechteckigen Gewölben und einer polygonalen Apsis. In der freien östlichen Außenwand des Kapitelsaals ist ein breites rundbogiges Fenster ausgespart. Zwischen den sechs Strebepfeilern der Kapelle sind kleine spitzbogige Fenster ausgespart. In ihrer Südwand öffnet sich eine Tür zum Wirtschaftshof des Klosters. Wie bei anderen Klöstern, könnten auch hier die Räume des Dormitoriums über dem Kapitelsaal im Obergeschoss untergebracht gewesen sein.

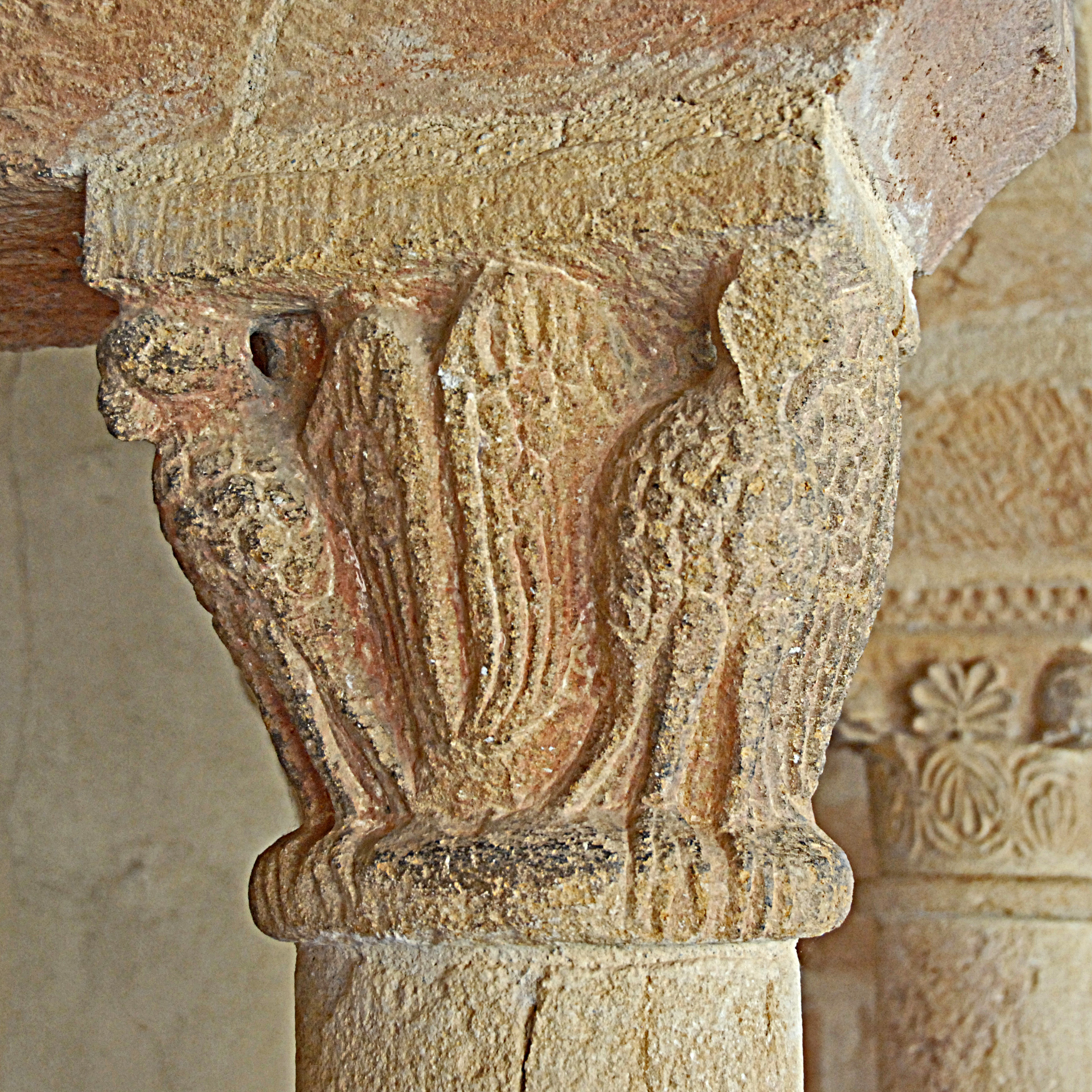
Kapitell, Kapitelsaal
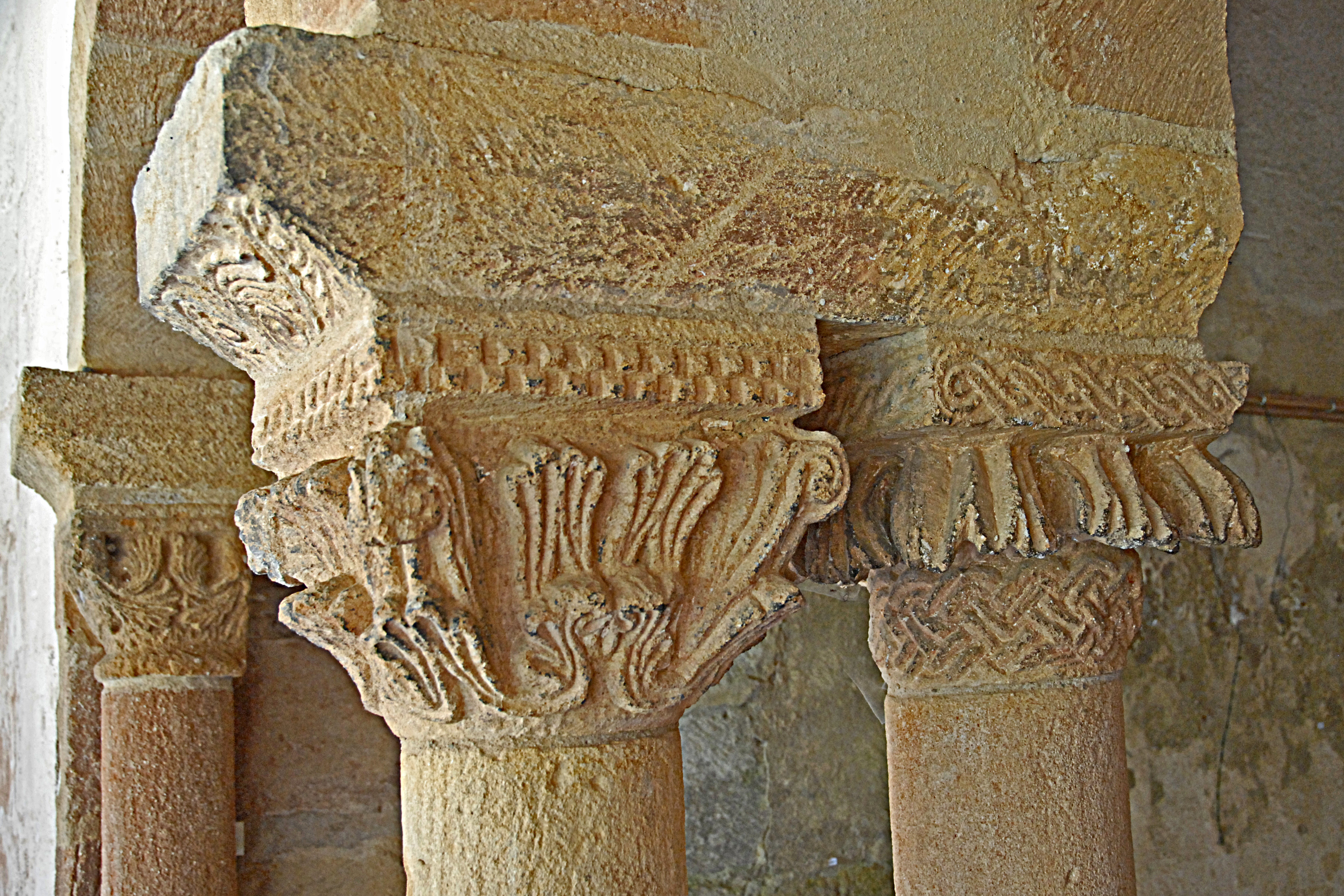
Kapitell, Kapitelsaal

In der Mitte des Ostflügels befindet sich ein kleinerer Raum, der als Parlatorium gedeutet wird, ein Raum, in dem die Mönche von ihrem Schweigegelübde entbunden waren und in dem – zeitlich beschränkt – gesprochen (und angehört) werden durfte. Er wird von zwei Kreuzrippengewölben überdeckt und weist eine rundbogige Tür zum Kreuzgang und eine weitere zum Klosterhof auf. Heute ist in diesem Raum ein kleines Lapidarium eingerichtet, in dem verschiedene meist steinerne Fragmente ausgestellt sind. Wichtigstes Exponat ist ein romanisches Relief mit einer Darstellung der Verkündigung zweier Heiliger, das man nach seinem Stil in das erste Viertel des 12. Jahrhunderts einordnen kann. Eine weitere Tür führt in den letzten Raum im Erdgeschoss des Ostflügels, der möglicherweise schon zum jüngeren Haus des Priors gehörte.

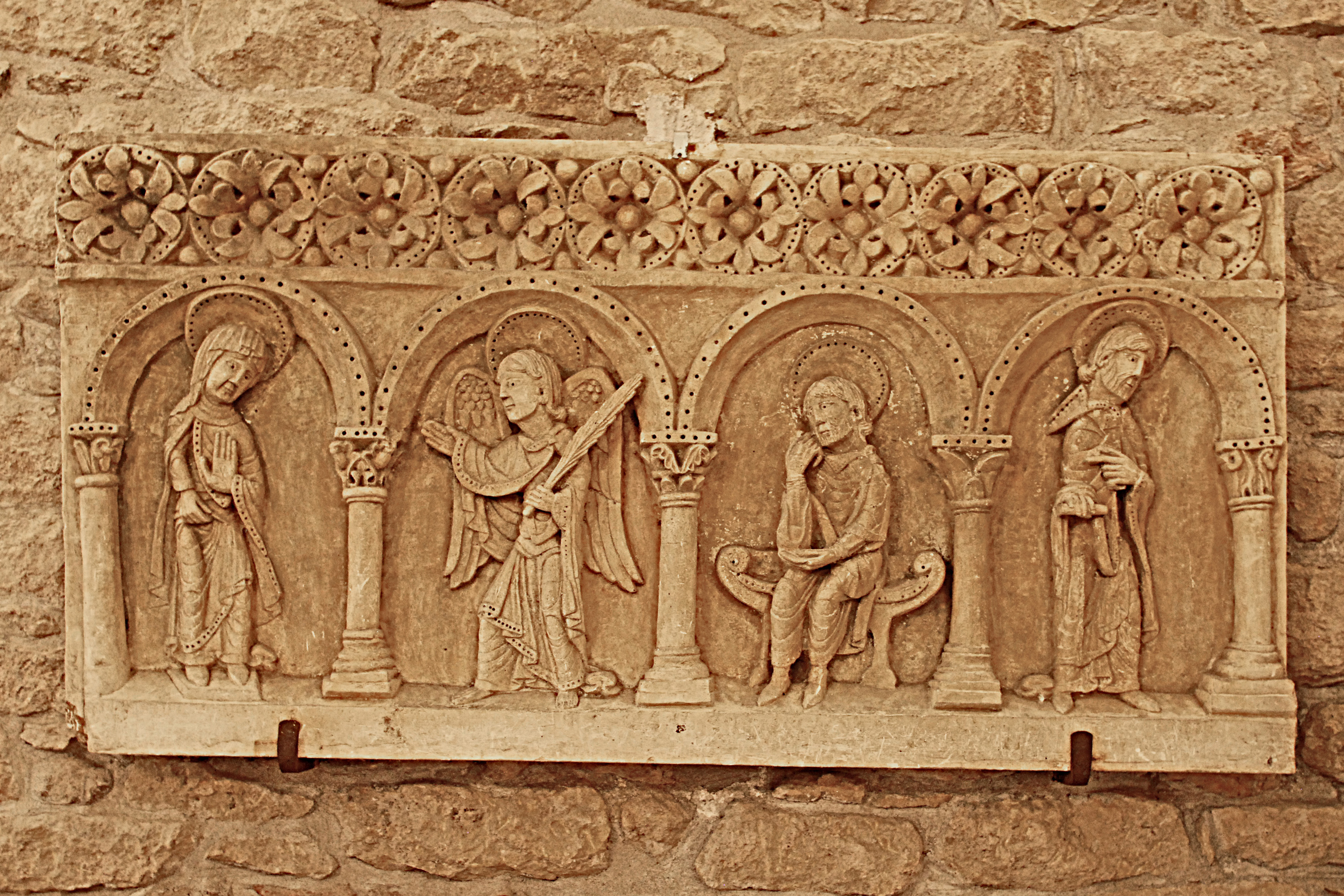
Lapidarium, Arkatur, Engel m.Heiligen

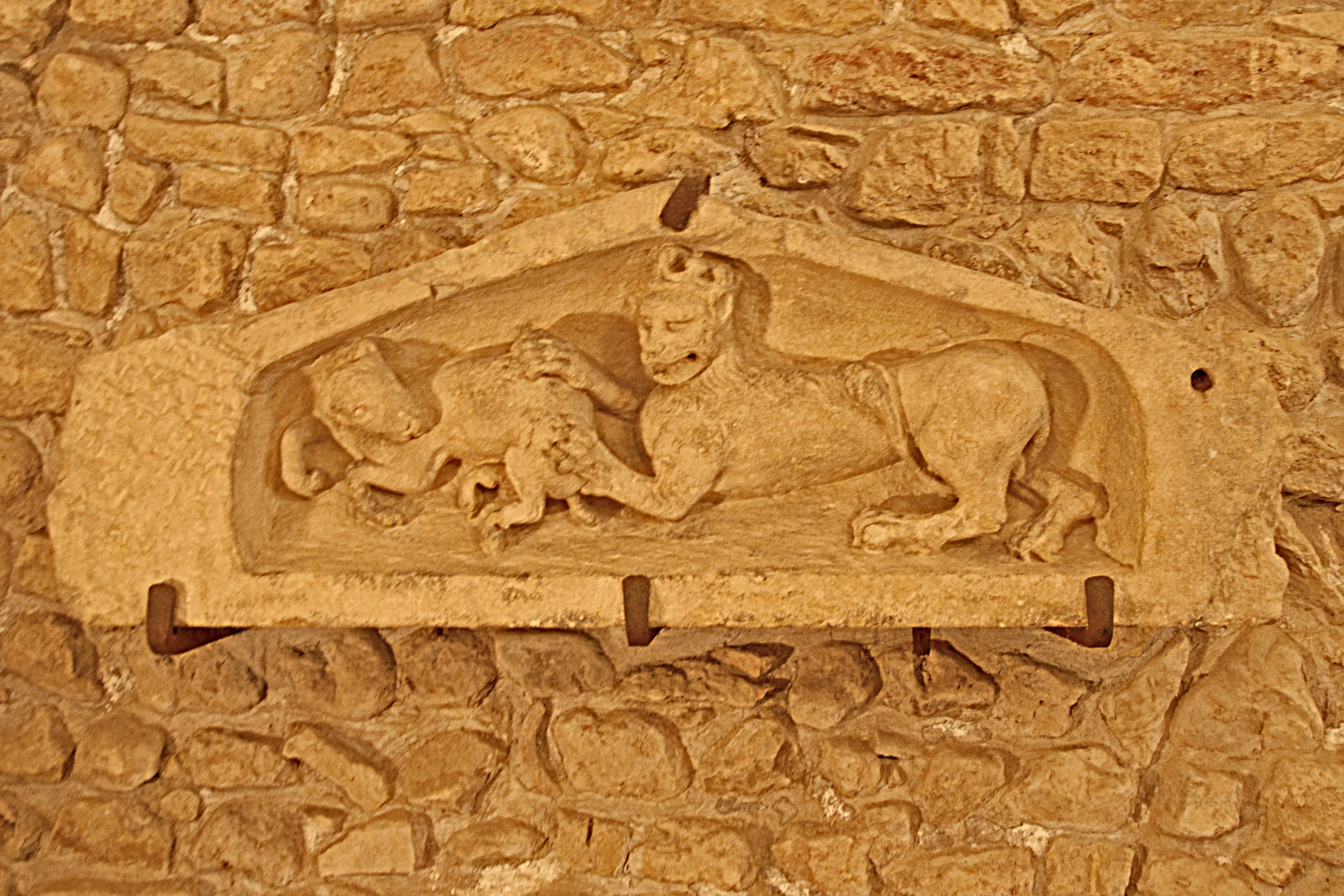
Lapidarium, Löwe greift Beute

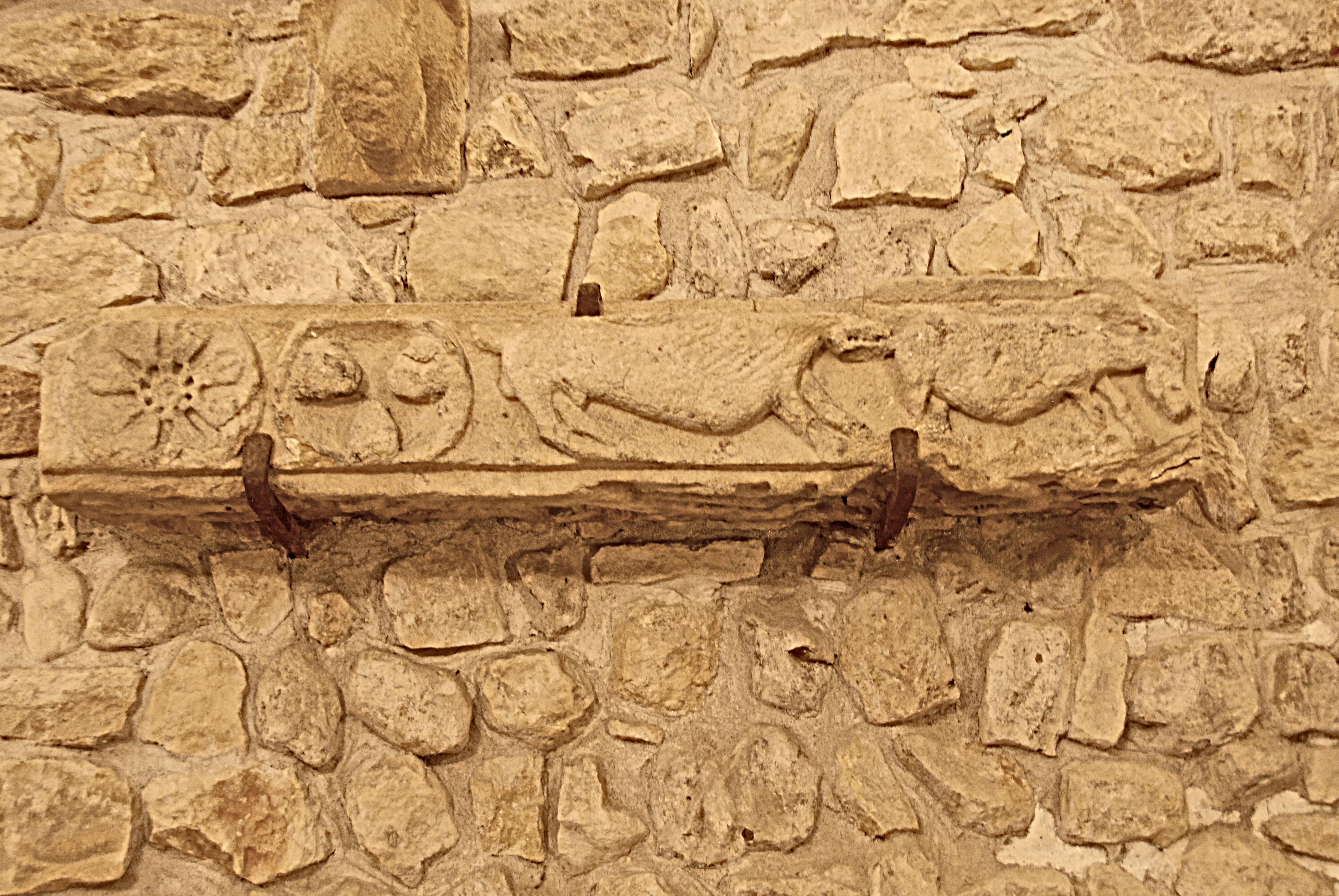
Lapidarium, Relief mit Stieren

Galerie Lapidarium
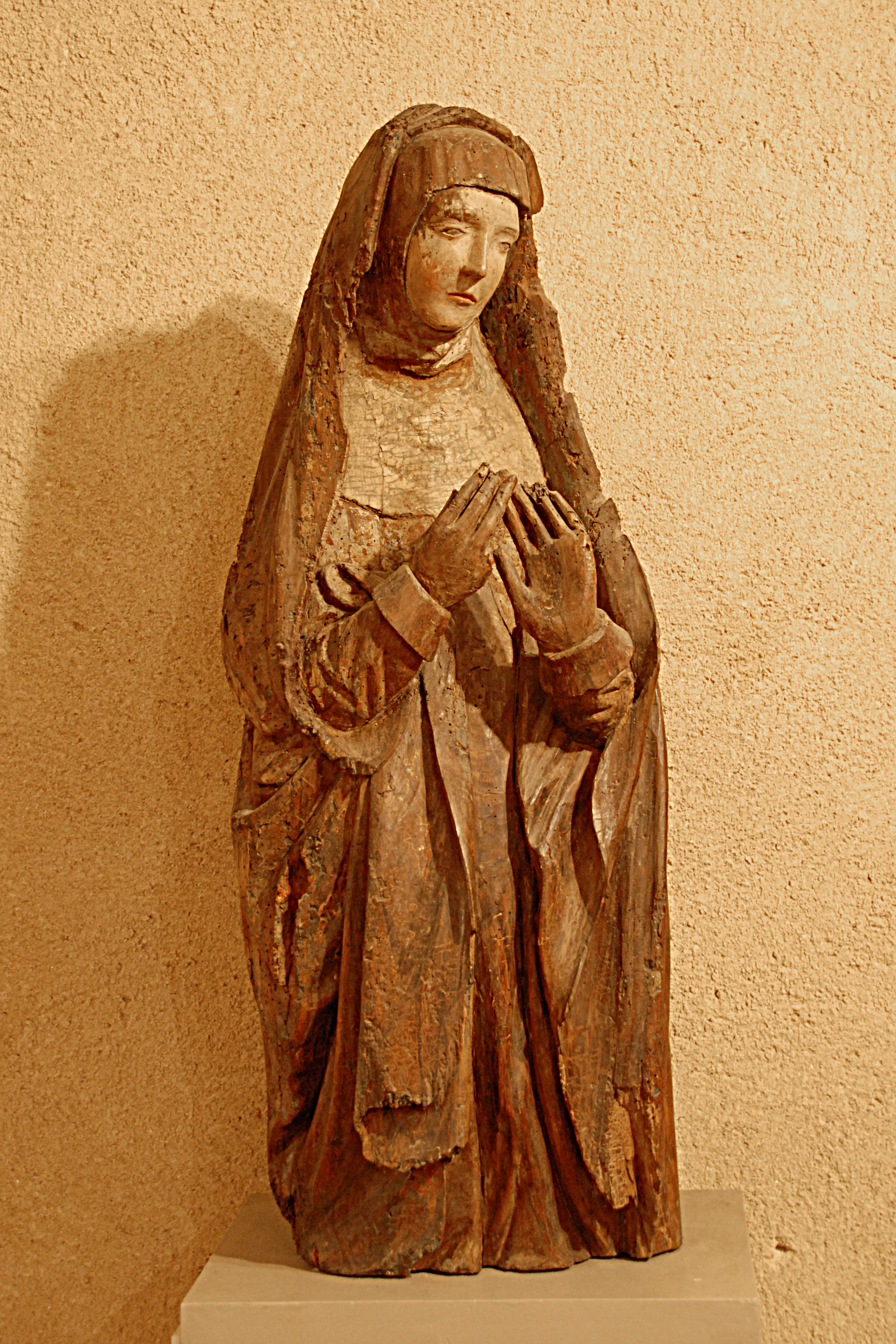
Madonna
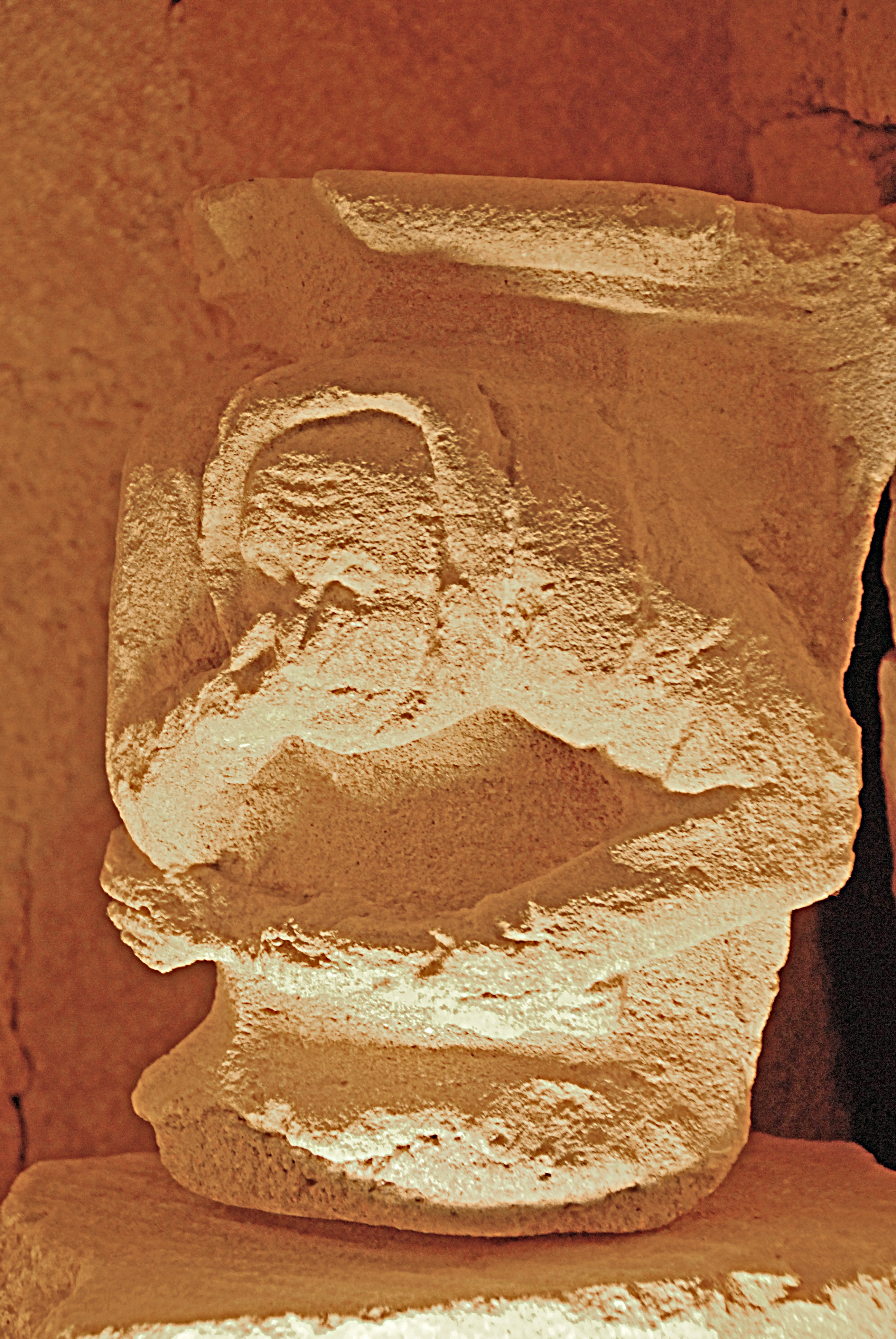
Kapitell m. Mönch
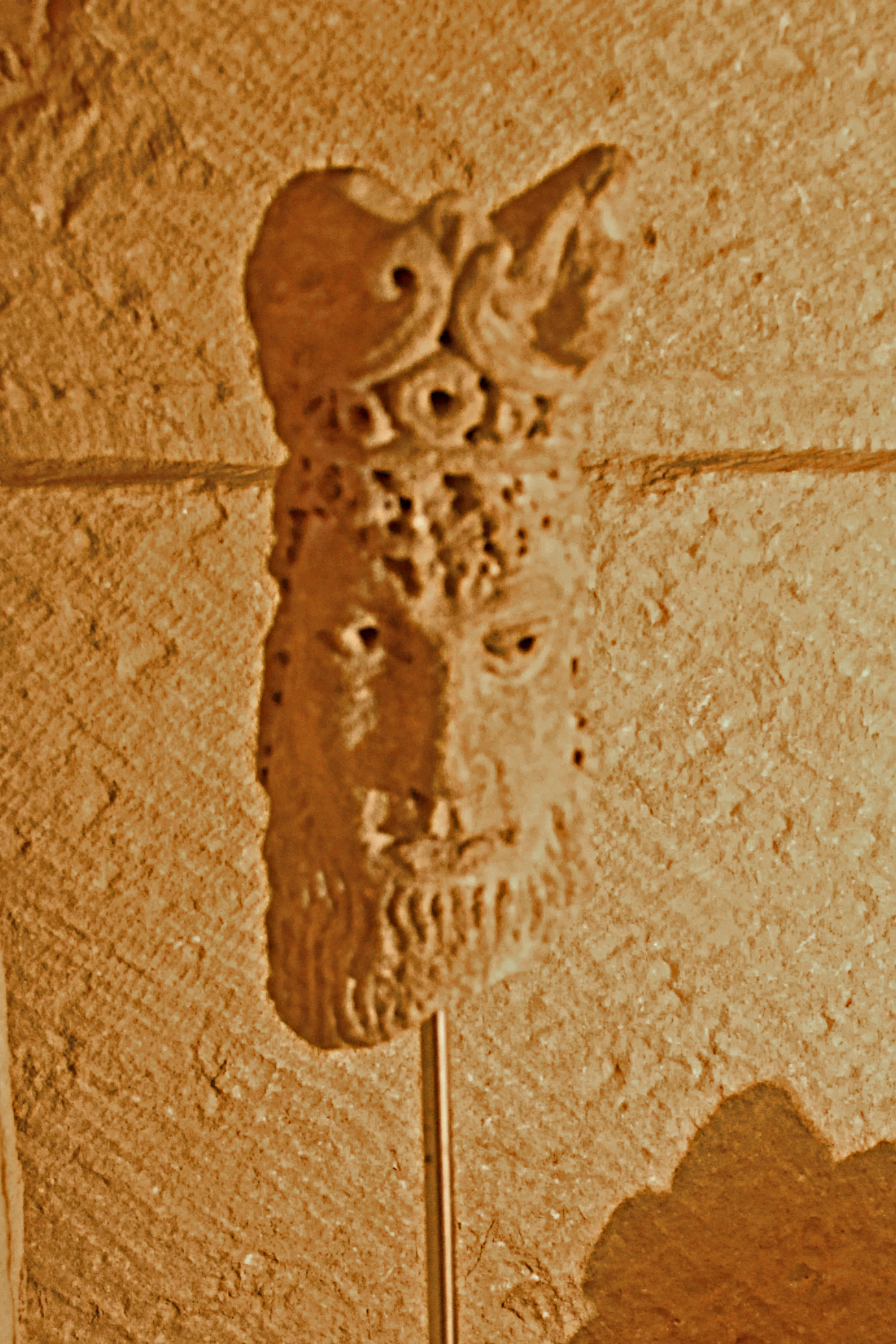
Bärtiger mit Krone
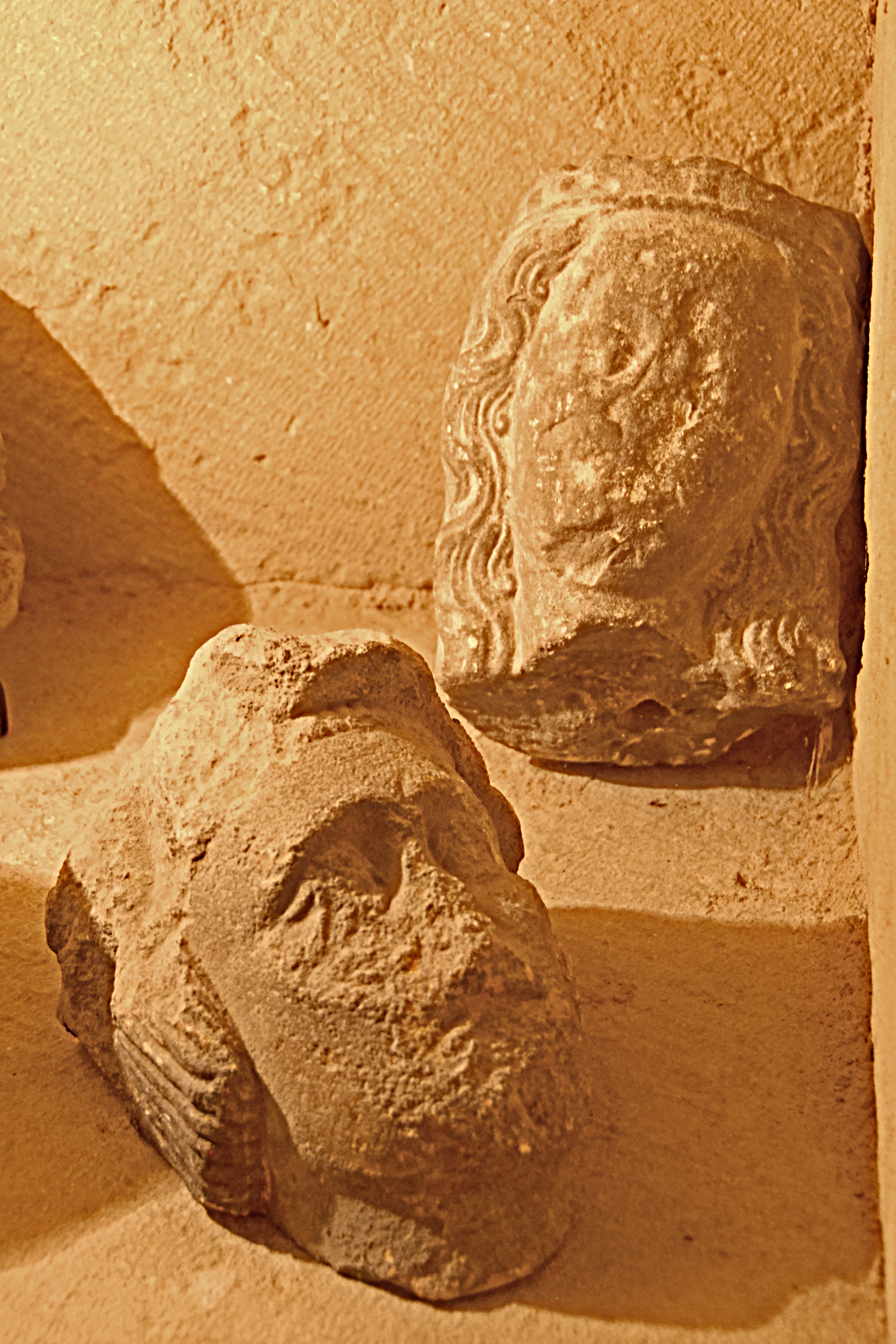
2 Köpfe

#### Südflügel
Er könnte aber mit dem anschließenden Raum im Südflügel zu den Räumen der Küche gehört haben, an die sich ein großer Raum anschloss, vielleicht das Refektorium.

#### Westflügel
Im Westflügel des Klosters waren weitere Räume des Konvents untergebracht, wie etwa eine Fraterie und andere Wirtschafts- und Nebenräume. Hier befindet sich heute ein kleines Museum.

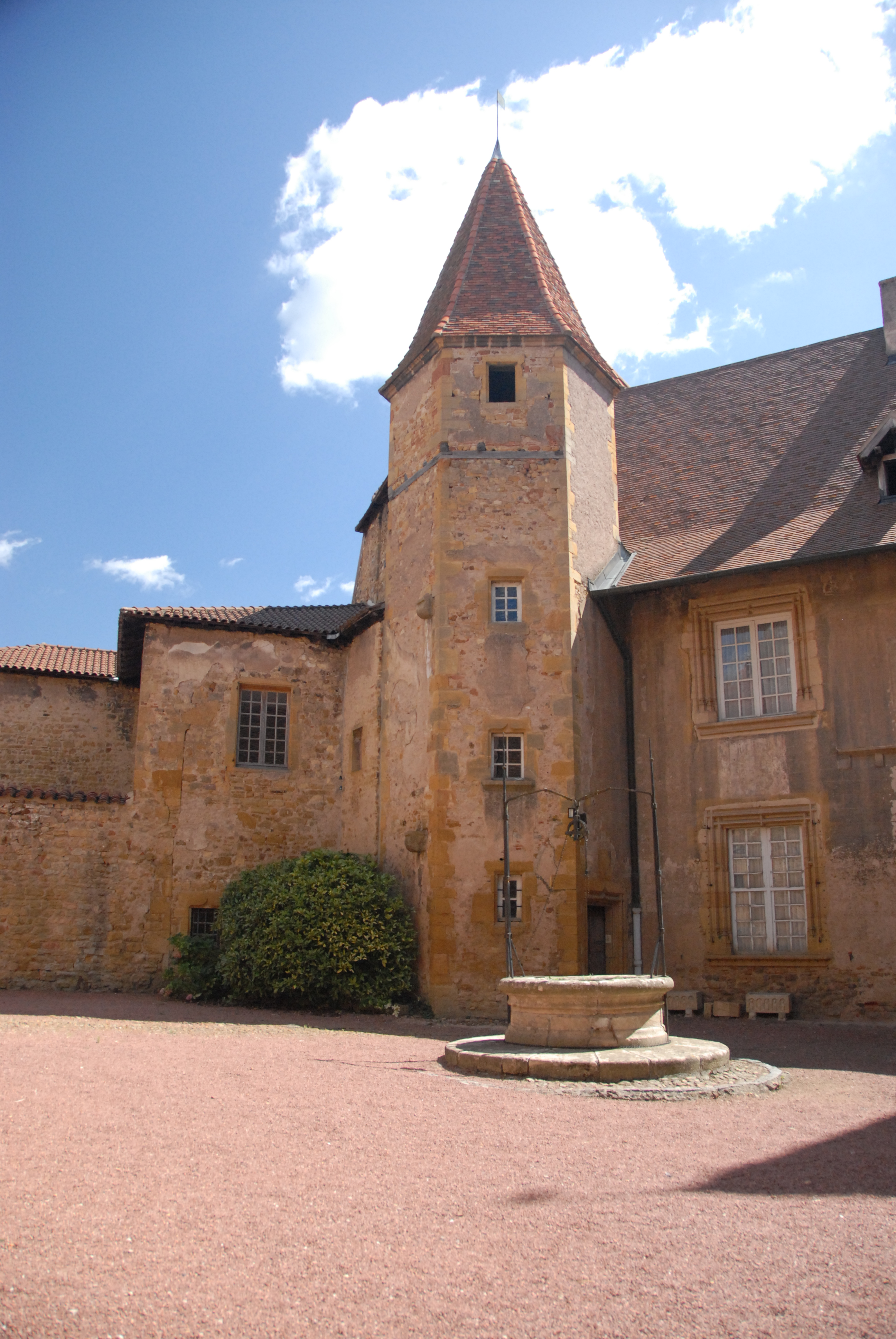
Wirtschaftshof, Haus des Priors

Galerie Kreuzgang
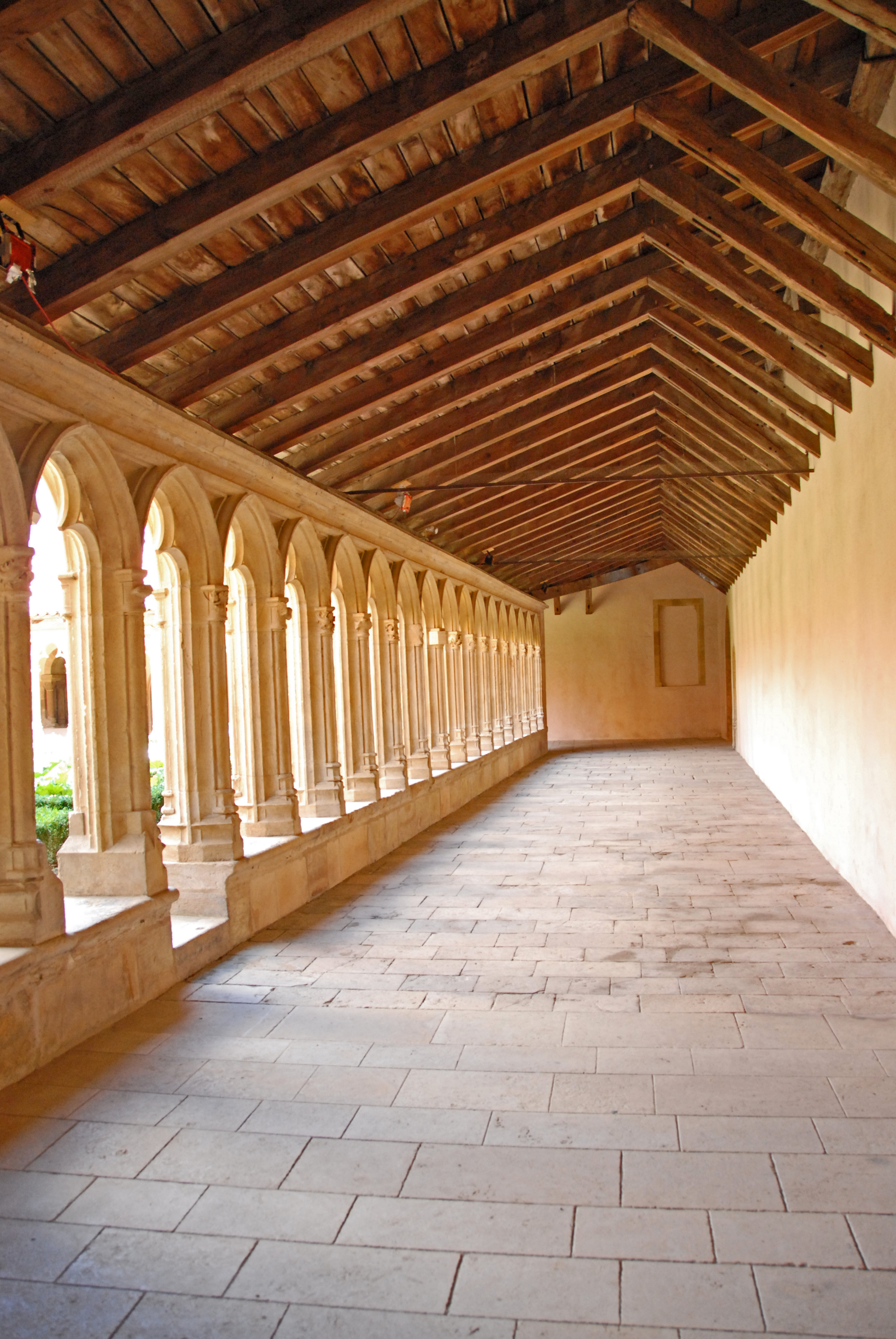
Südgalerie
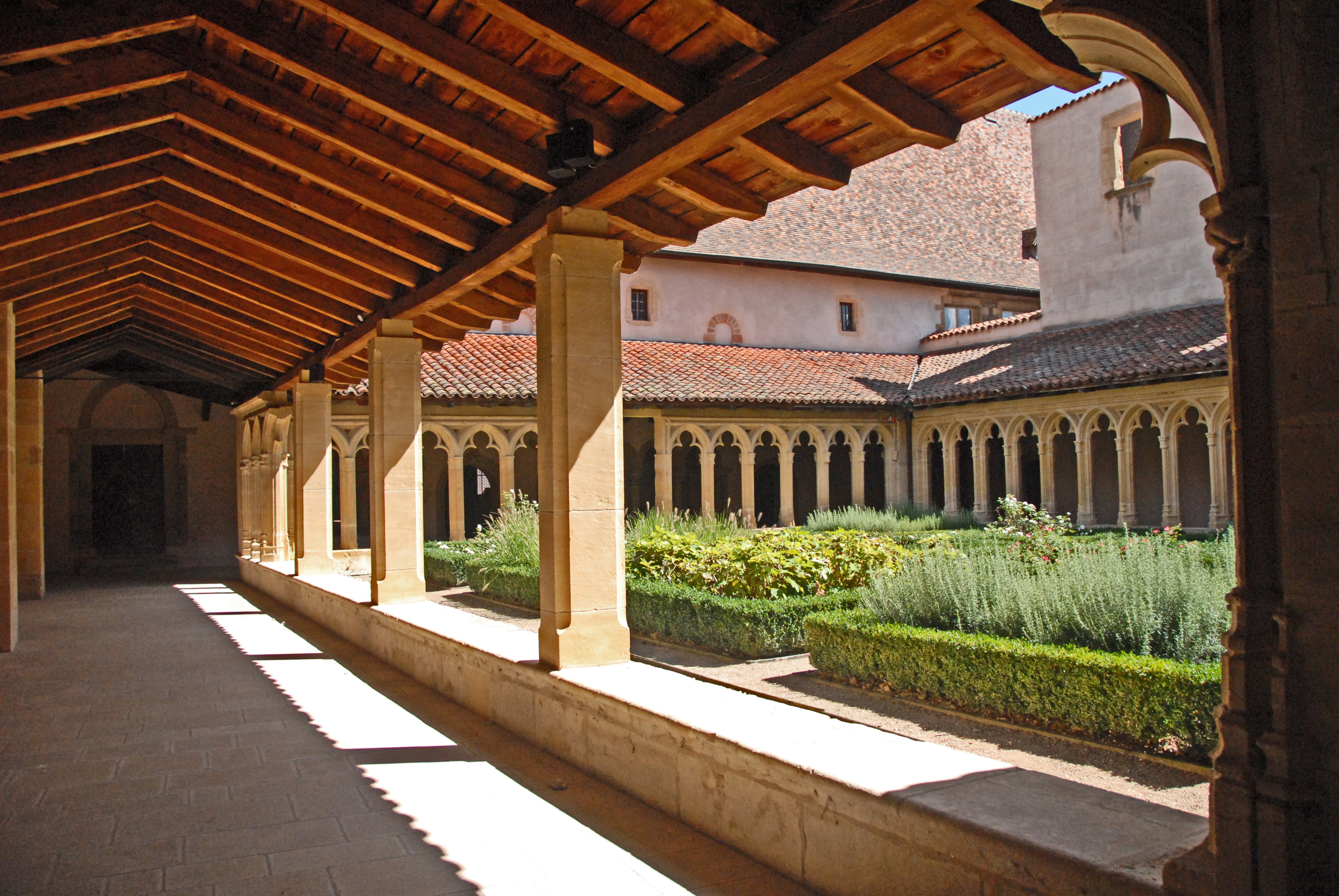
Aus Nordgalerie
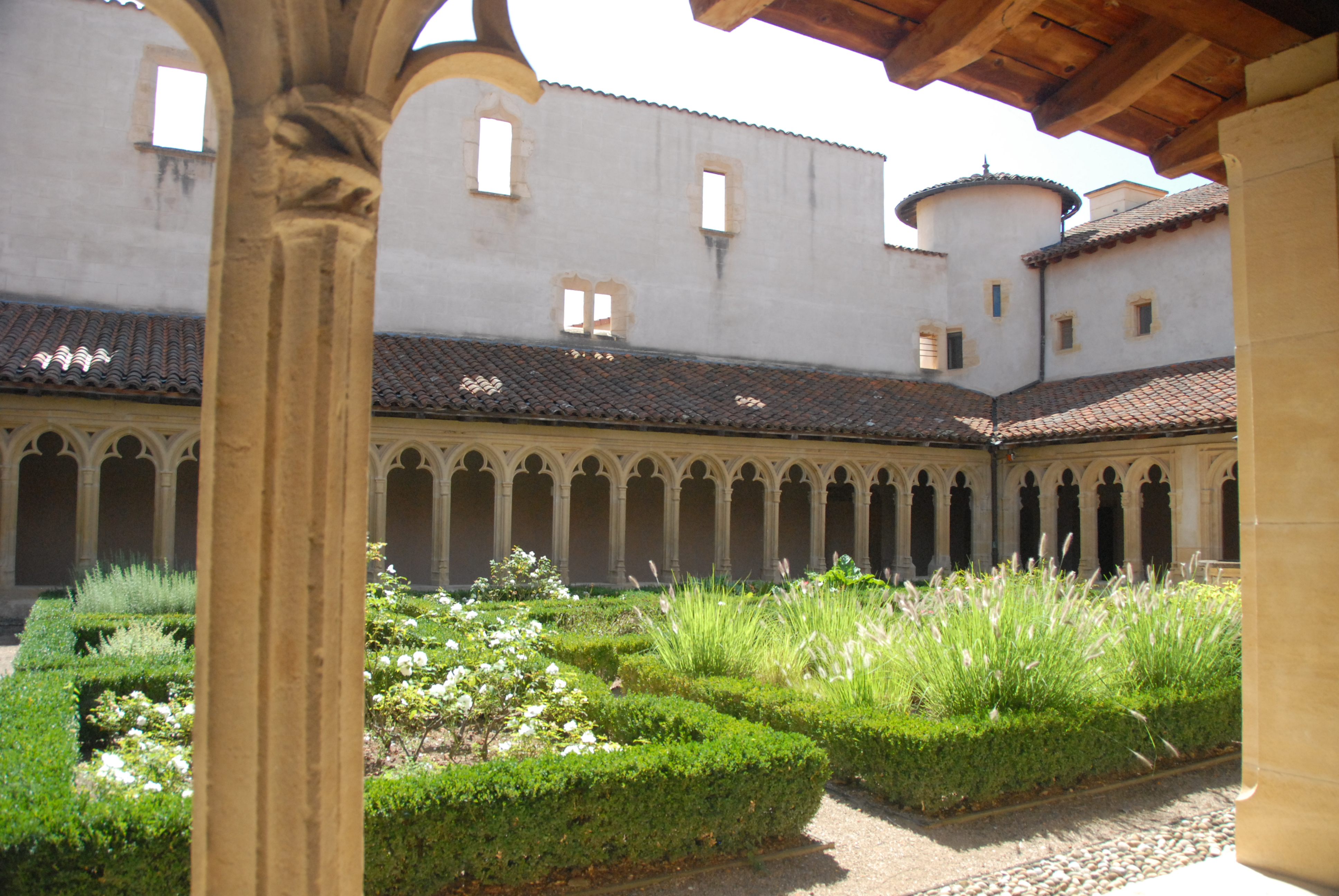
Aus Nordgalerie
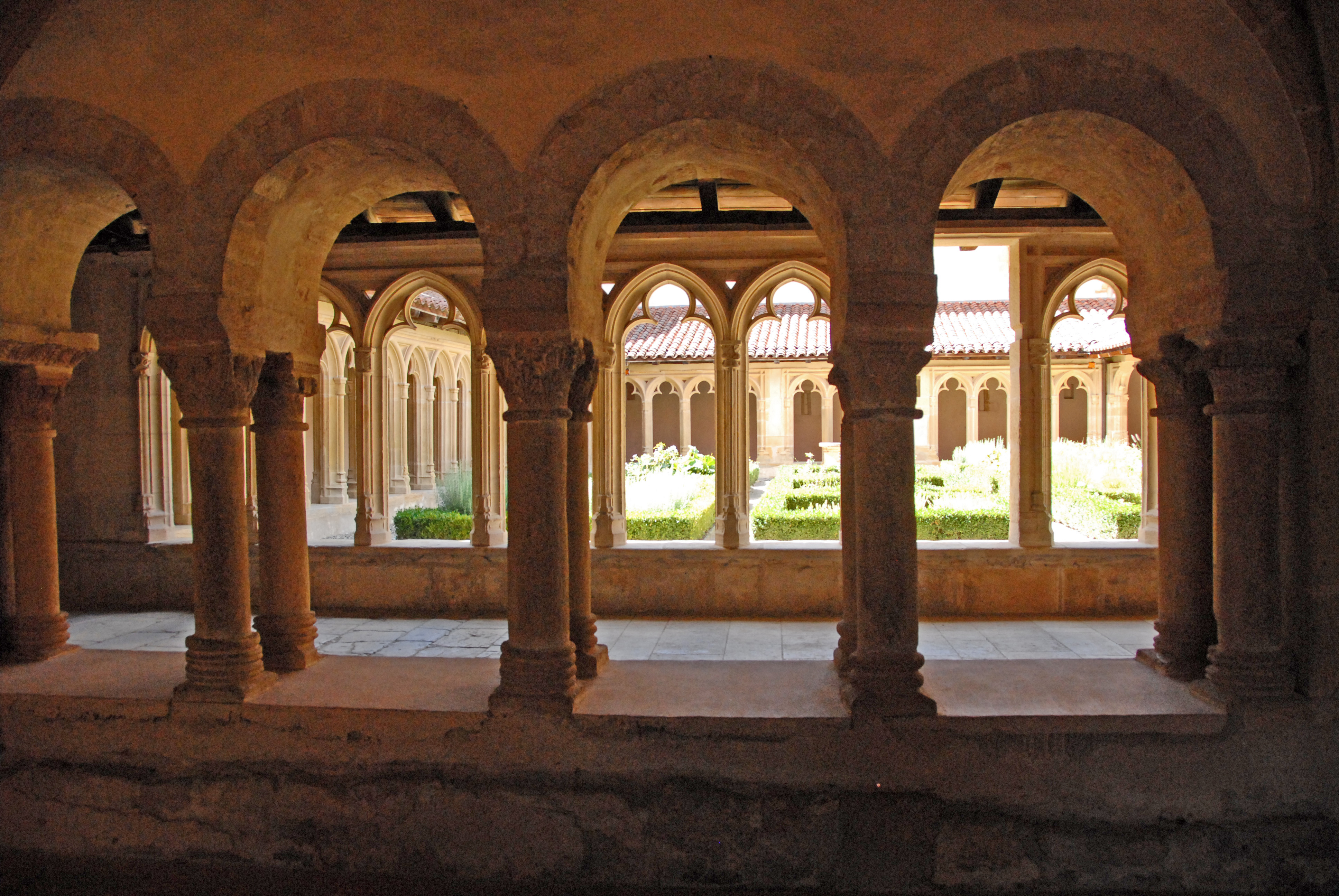
Aus Kapitelsaal

#### Haus des Priors
Das mehrflügelige Haus des Priors schließt an die Südostecke der Konventsgebäude an. Seine Südwände stehen im Verlauf der Wehrmauer des Klosters. Die größere Dicke dieser Wände lassen darauf schließen, dass die Wehrmauern aus dem 12. Jahrhundert hier Wiederverwendung fanden. Etwa mittig der Südfassade des Hauses befindet sich ein der Stadt zugewandtes Hauptportal. Zum Wirtschaftshof weisen weitere Eingänge zu den beiden Treppentürmchen, die auch die Obergeschosse der angeschlossenen Konventsgebäude erschließen.

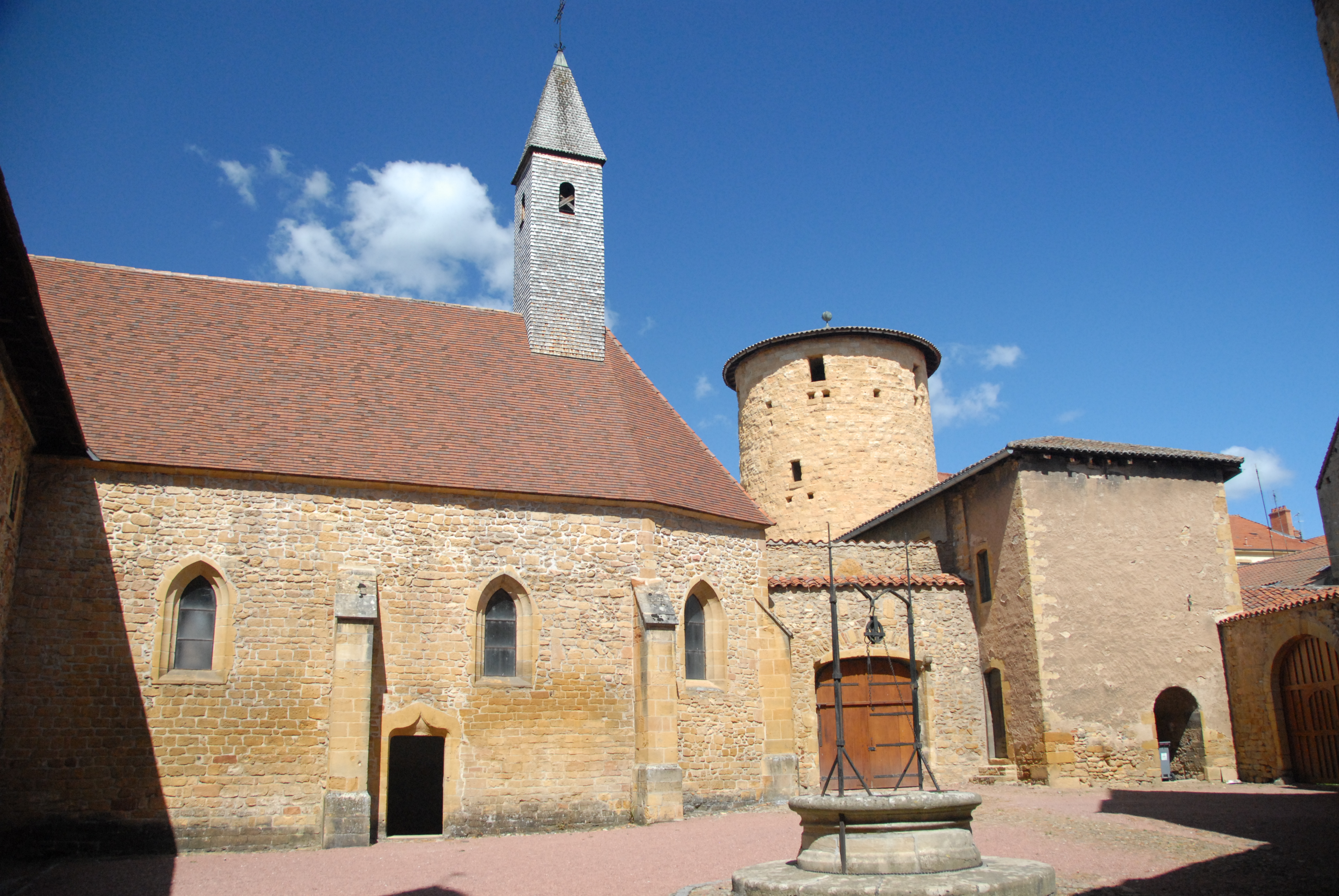
Kapelle vom Wirtschaftshof

#### Wirtschaftsgebäude und Wirtschaftshof
Im Zentrum des Wirtschaftshofs gibt es einen Trinkwasserbrunnen.
Die an das Haus des Priors im Osten anschließenden Wirtschaftsgebäude des Klosters folgen ebenfalls dem Verlauf der Stadtmauer, die sie als eine ihrer Außenwände nutzten, bis hin zu dem östlich des Chors der ehemaligen Kirche aufragenden runden Wehrturm der alten Stadtbefestigung. Auf dessen Nordseite ist noch ein Wohnhaus jüngeren Datums angebaut. Zwischen der Chorapsis der Kapelle und den gegenüber stehenden Gebäuden schließt eine Wand mit einem breiten Portal den Wirtschaftshof ab.
Das Klosterareal wird im Westen, auch etwa im Verlauf der ehemaligen westlichen Wehrmauer, durch ein neuzeitliches Gebäude abgeschlossen.

## Portalskulptur
Die große kunsthistorische Bedeutung von Saint-Fortunat ist weniger auf dessen Architektur, als auf die erhaltene Bauskulptur seiner Portale zurückzuführen. So haben sich drei Tympana mit Architraven mit reichen figürlichen Reliefs erhalten, die nur wenige Schritte untereinander entfernt den Vergleich der frühesten und spätesten Phase burgundischer Bauskulptur der Romanik erlauben.

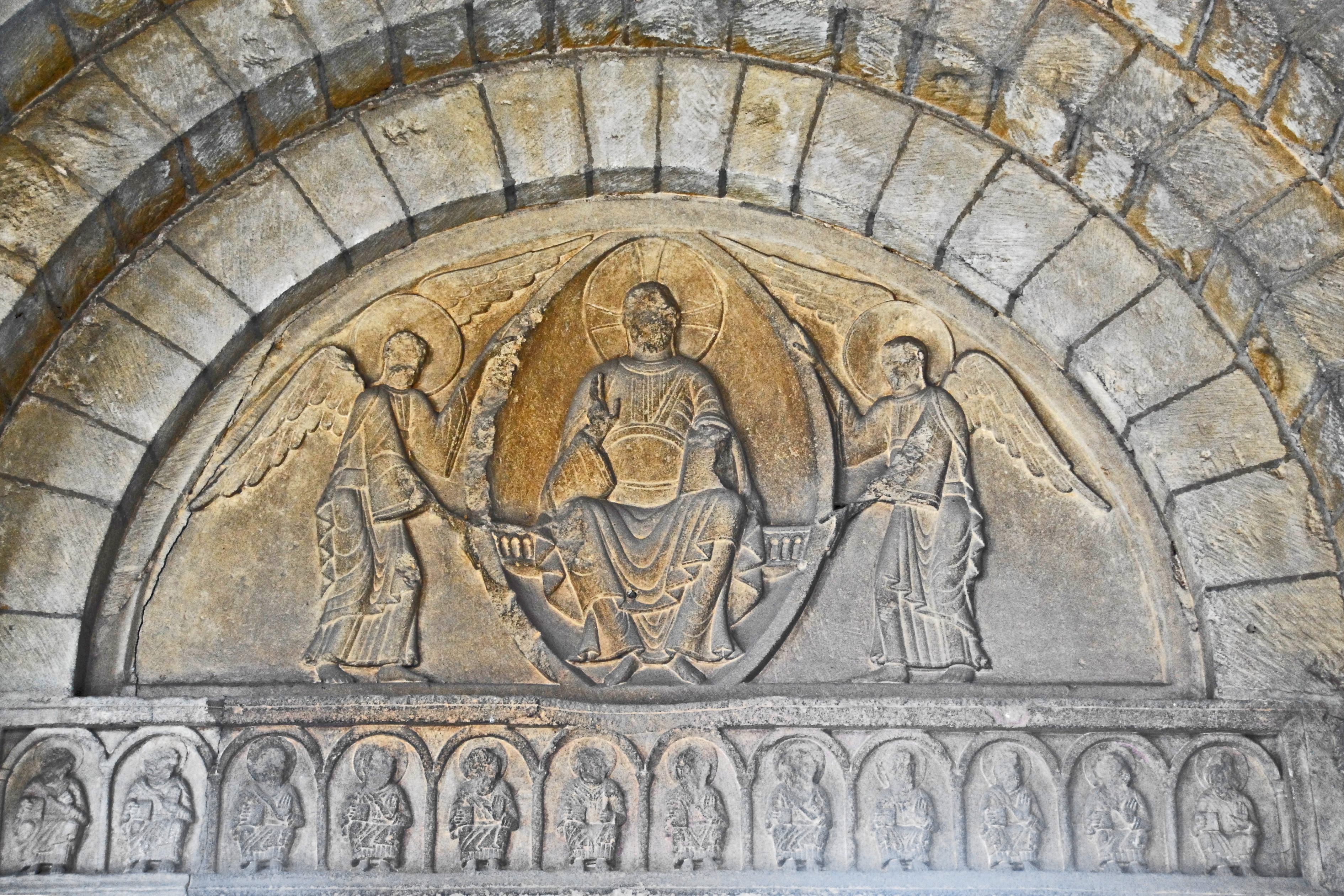
Fassade im Narthex, Westportal, Tympanon

### Westportal
Das ehemalige West- und Hauptportal der Kirche verband den um etwa 40 Jahre später angefügten Narthex mit dem Langhaus der Kirche. Die verhältnismäßig schlichte Gestaltung seiner Archivolteneinfassung ist bereits im Abschnitt Bauwerke / Dritte Kirche / Fassade beschrieben. Das halbkreisförmige Tympanon steht gegenüber seiner Einfassung leicht zurücktretend auf einem verhältnismäßig schlanken Architrav. Die flachen Reliefs von Tympanon und Sturzbalken werden jeweils von einem schmalen Band eingerahmt.
Das kurz vor 1094 entstandene Tympanon des Westportals stellt eine der ersten großformatigen Bildhauerarbeiten der burgundischen Kunst dar.

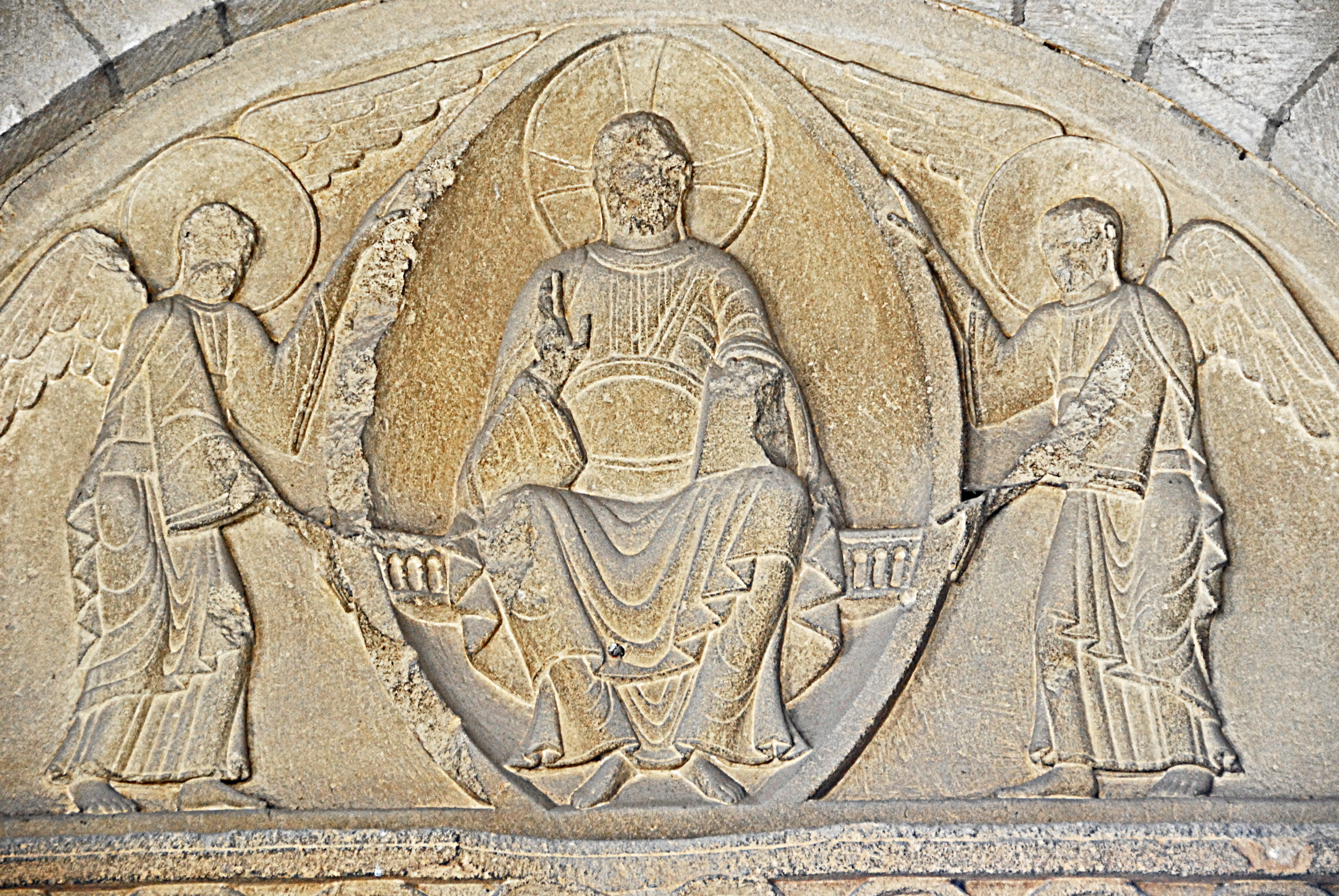
Fassade, Westportal, Christus in der Mandorla

Gezeigt wird die Maiestas Domini („Herrlichkeit Gottes“) oder der thronende Christus in der Mandorla, die von zwei Engeln getragen wird. Der Thron wird als kostbar geschnitzte Sitzbank angedeutet, auf dem Jesus in wallendem Gewand sitzt, mit der Linken das Buch des Lebens auf den Knien abstützt und die Rechte zum Segensgestus emporhält. Sein Antlitz ist von einem Kreuznimbus hinterlegt. Die Engel stehen leicht vorgebeugt mit weit ausgebreiteten Flügeln, offensichtlich zum Flug bereit. Ihre Köpfe sind mit Nimben hinterlegt.
Auf dem Architrav sitzen in einer schlichten Blendarkatur zwölf Apostel, frontal zum Betrachter und halten in der Rechten je ein Buch und entbieten mit der ganz geöffneten und aufwärts gerichteten Linken einen Gruß.
Der Aufbau der Gesamtkomposition stellt sich klar und ruhig dar. Die Darstellung wirkt monumental, was durch die statuenartige unbewegliche Haltung der Figuren verstärkt wird, die weich modelliert dem ebenen Hintergrund aufgetragen sind. In geschlossener Kontur liegen die Gewänder ihren Körpern an.

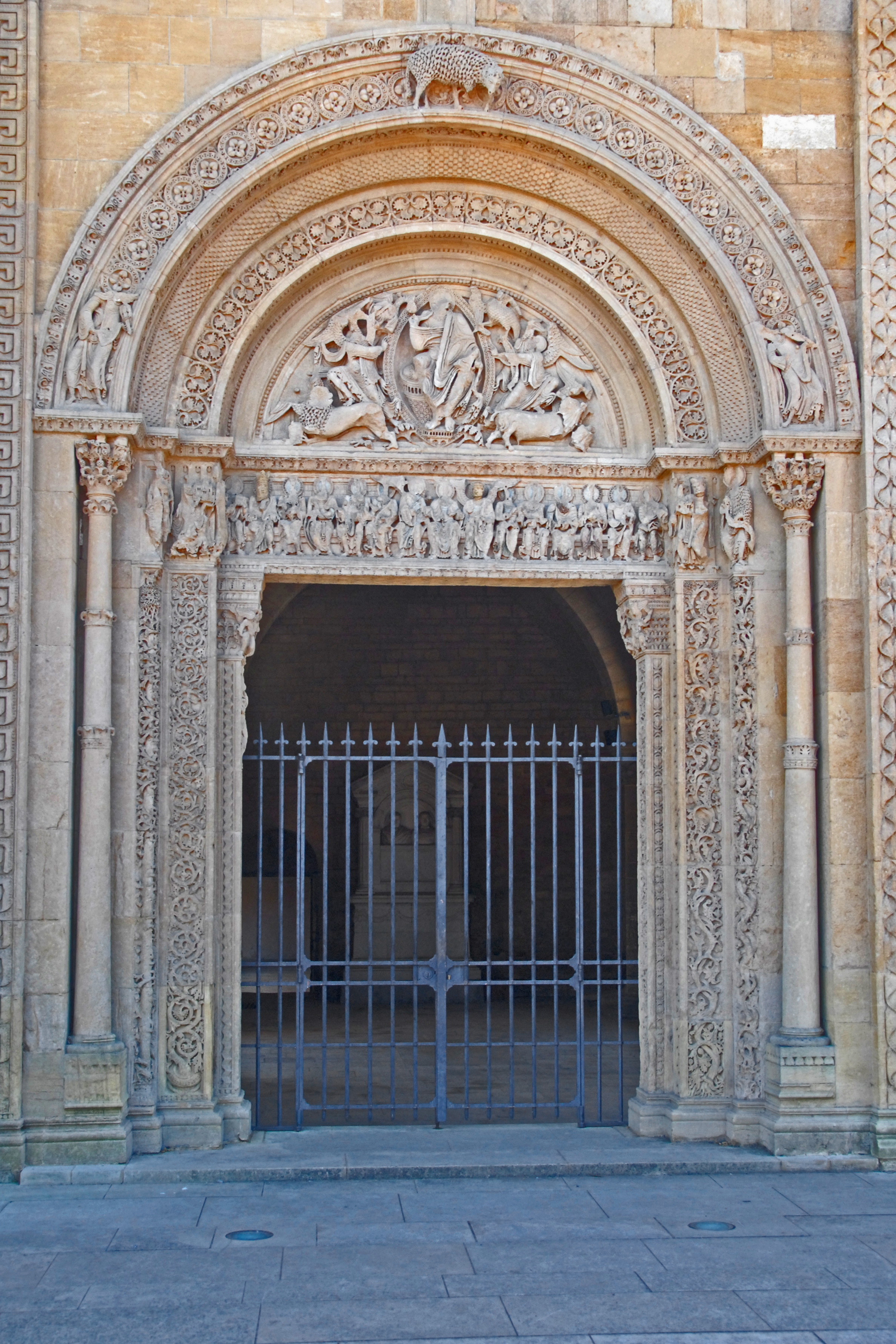
Großes Nordportal

Besonders im Tympanon traut sich der Bildhauer noch nicht jenen Griff nach Verräumlichung zu, den seine Kollegen an den Kapitellen von Ste-Trinité d’Anzy-le-Duc kurz vorher bereits gewagt hatten.
Alle Gesichter der Personen sind erheblich beschädigt.

### Nordportale des Narthex
Die beiden Nordportale des Narthex sind kaum vierzig Jahre später entstanden, als das Westportal des Langhauses. Der Statik und Monumentalität dieser Darstellung sollte in so kurzer Zeitspanne jener aufs Äußerste gesteigerten Dynamisierung und Expressivität weichen, wie sie durch die beiden um 1130 geschaffenen Tympana der Narthexportale repräsentiert wird. Damals kam es auf, Kirchen- oder wie in diesem Fall einem Narthex – mehrere skulpturgeschmückte Portale zu geben, eine Entwicklung, die folgerichtig in die Gestalt der Drei- oder auch Fünftoranlagen gotischer Kathedralen mündete.

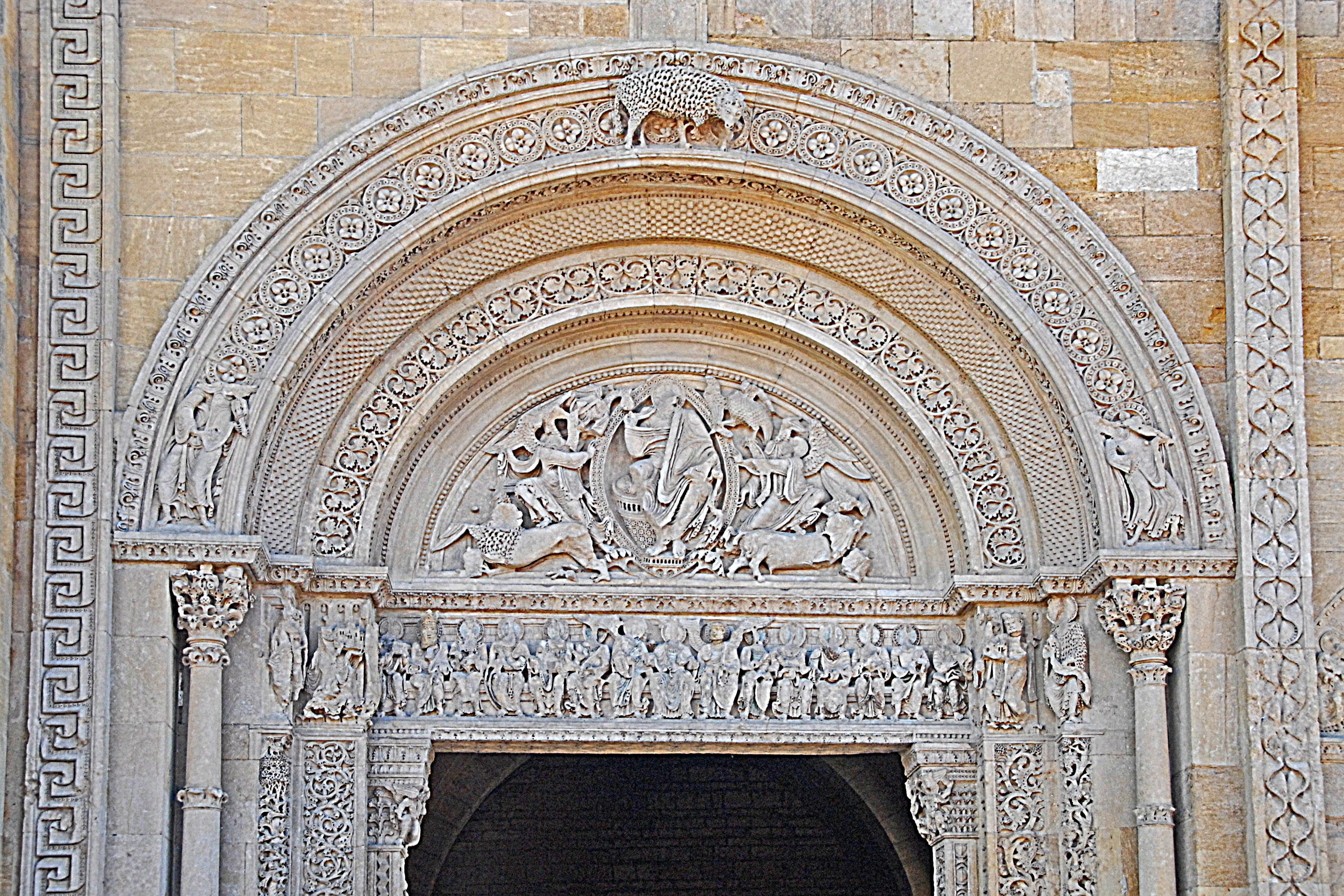
Großes Nordportal, Archivoltenbögen

Die gedrängte Fülle dekorativer Schmuckformen als Ausdruck eines horror vacui (Abscheu vor der Leere) ist für die späte romanische Skulptur ebenso kennzeichnend, wie die starke Plastizität und expressive Beschwingtheit. Man schaue sich nur die extreme Anwinkelung der Beine der beiden Engel an, die sich im Tympanon des großen Portals auf den Rücken des Markus beziehungsweise des Lukasymbols abstützen. Das Wechselspiel von Licht und Schatten, der Skulptur des 11. Jahrhunderts Völlig fremd, ist zu einer stilbildenden Komponente geworden. Viele dieser Ornamente sind eindeutig antiken Vorbildern verpflichtet.
Fast alle Köpfe der dargestellten Personen sind abgeschlagen, wie üblich bei ideologischen Zerstörungen, etwa in der Französischen Revolution. Es sind andererseits geringe Farbspuren erhalten, von denen nicht bekannt ist, ob das die originale Farbe aus der Bauzeit ist.

#### Großes Nordportal
Das große Nordportal wird flankiert von scharfkantigen Pilastern, deren Vorderseiten mit geometrischen Strukturen (doppelte Wellenlinien und kantige Mäander) skulptiert sind. Es wird einmal horizontal etwa in zwei Drittel seiner Gesamthöhe von einem über alle Vor- und Rückversätze durchlaufenden fein skulptierten Kämpferprofil unterteilt. Darüber finden sich die Archivoltenbögen und das halbkreisförmige Tympanon, darunter der hohe Architrav, die Kapitelle, die mehrstufigen Wandrückversätze und die Säulchen.

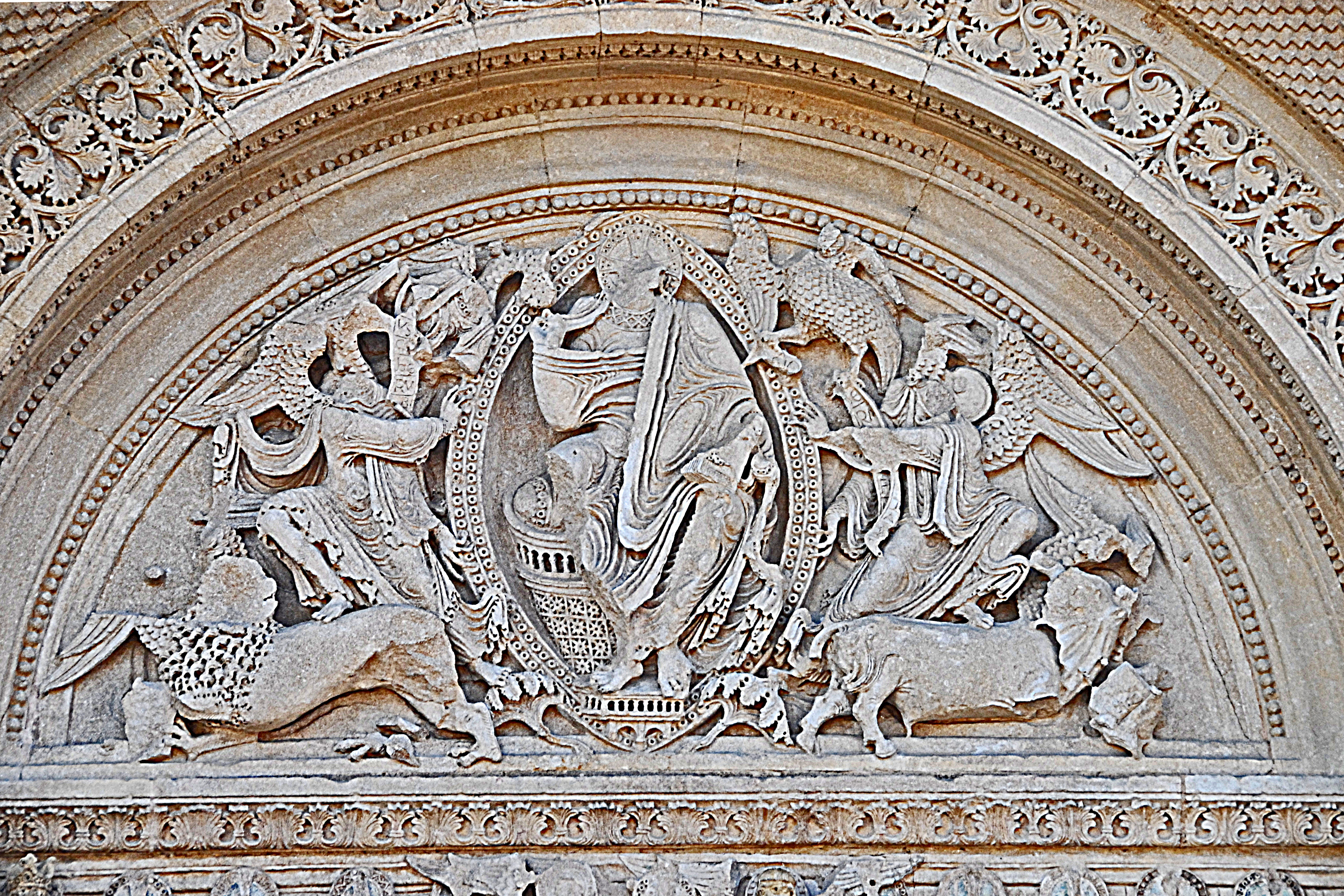
Großes Nordportal, Tympanon

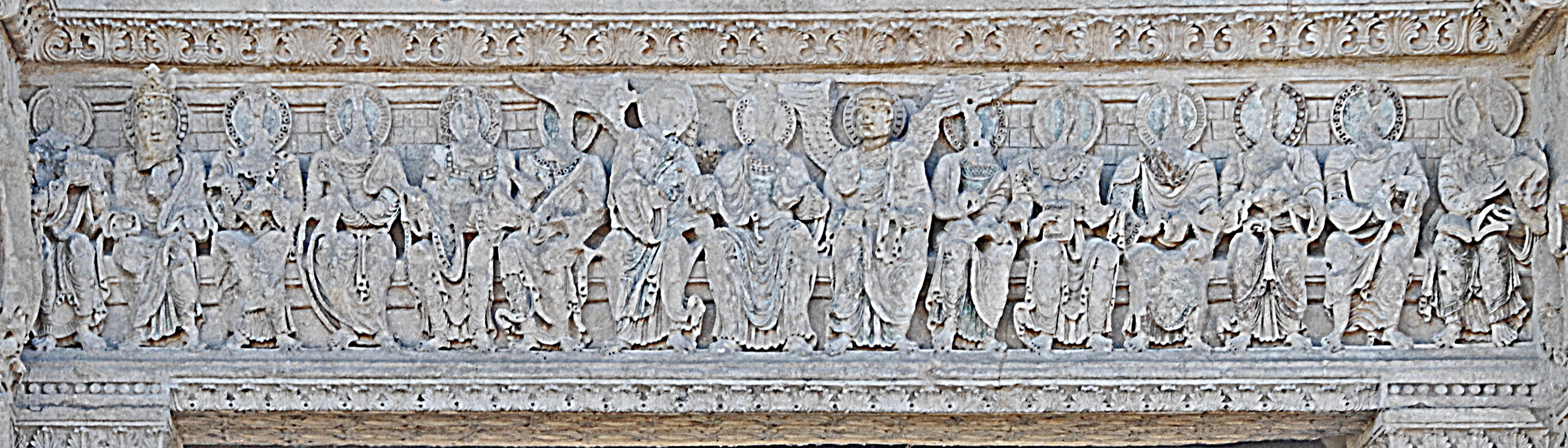
Großes Nordportal, Architrav

Im unteren Abschnitt folgt außenseitig jeweils einem kurzen glatten Wandstreifen ein scharfkantiger Rückversatz, in den ein äußerst schlankes Säulchen eingestellt ist, dessen Dimension in der Höhe stetig abnimmt und im oberen Teil mit drei umlaufenden fein skulptierten Bändern dekoriert ist. Es ist unter dem oben genannten Kämpferprofil mit einem tiefgründig skulptierten Kapitell und unten mit einer profilierten Basis und einer kantigen recht hohen Plinthe ausgerüstet. Dem Rückversatz folgt ein schmaler Wandvorsprung, dessen Vorderseite mit wild wucherndem Rankenwerk skulptiert ist. Es folgt ein kurzer Rückversatz und ein Vorsprung, dessen breite Vorderseite mit heftig in großen Spiralen sich windendem Rankenwerk. Auch dessen Seitenfläche ist dekoriert. Nach einem weiteren Rücksprung endet man auf dem letzten Vorsprung der Türlaibung, dessen Vorder- und Innenseite geometrisch dekoriert sind. In dieser vertikalen Ebene befindet sich auch der Architrav, dessen tiefgründige Reliefskulptur beidseitig in gleicher Höhe um die folgenden Wandversätze herumgeführt ist. Der Architrav liegt beidseitig auf den inneren Laibungsvorsprüngen auf, die oben von kantigen figürlich skulptierten Kapitellen abgeschlossen sind. Die Frauenfigur auf der Laibung unter dem linken Kapitell stellt die Luxuria dar, die Wollust oder den Überfluss. An den unteren Enden der Versätze der Gewände werden mehrfach profilierte Sockelprofile herumgeführt.

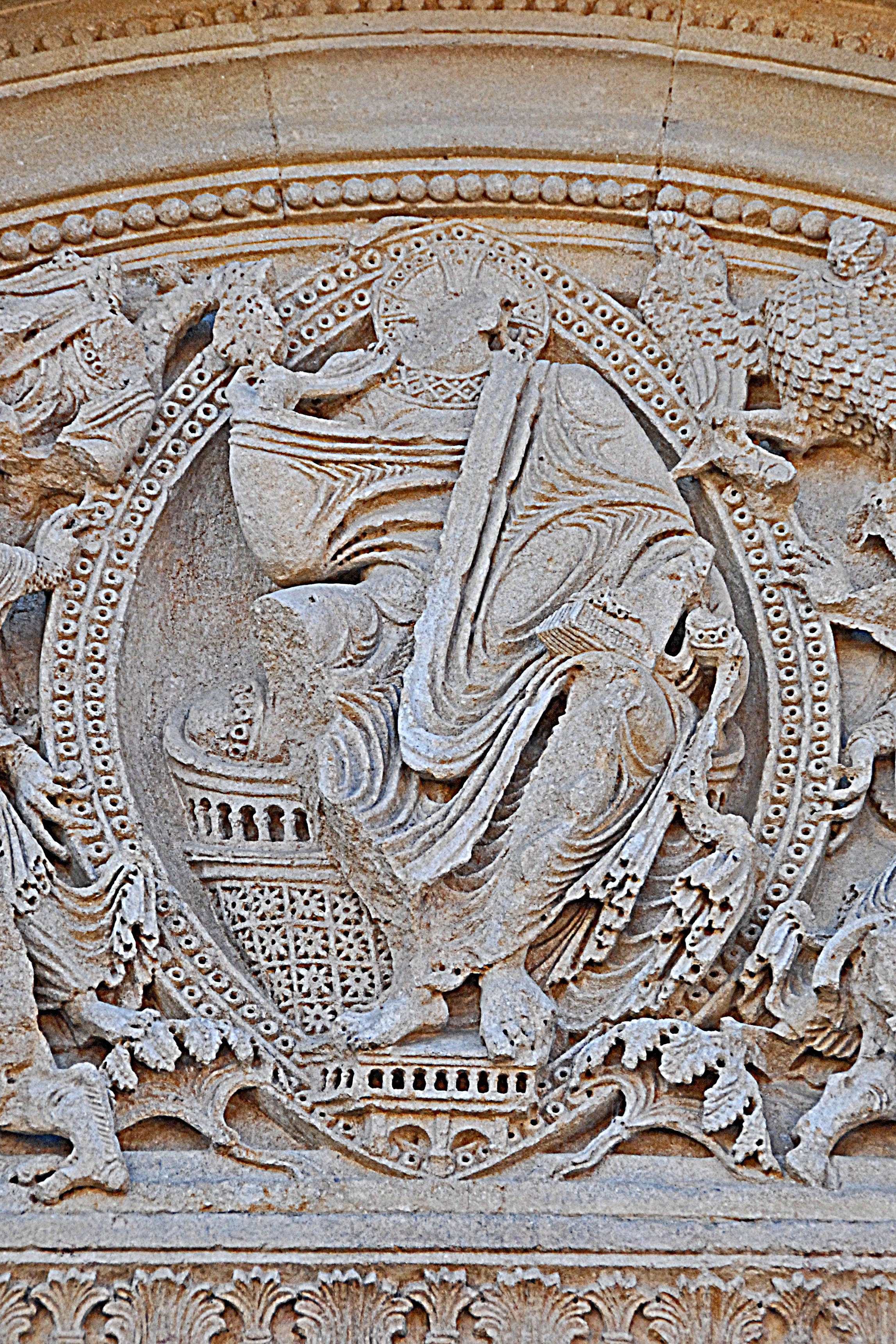
Großes Nordportal, Christus in der Mandorla

Im oberen Abschnitt erfolgen etwa im gleichen Rhythmus wie die seitlichen Versätze auch die Abstufungen der Archivoltenbögen, die alle vorder- und innenseitig dekoriert sind. Der innerste Bogen um das Tympanon herum besteht aus zwei Perlstäben in schmalen Hohlkehlen, zwischen denen sich eine breite Hohlkehle ausdehnt. Es folgt ein breiter Bogen, dessen Vorderseite mit einer Reihe von herzförmig gekrümmten Ranken mit jeweils vier Blattfächern dekoriert ist. Der nächste Bogen ist außenseitig mit einem ganz feinen gleichmäßigen, schräg verlaufenden Zickzackmuster dekoriert, der von einem Perlstab in Hohlkehle begleitet wird. Die Innenseite des letzten und breitesten Bogens ist wieder mit Ranken ähnlich den herzförmigen ausgestattet. Auf dessen Außenseite sind doppelte Kreisringe aneinandergereiht, in deren Zwischenräume winzige Kreise eingelassen sind. Im inneren Kreisring ist je eine Rosette aus je vier herzförmigen Blättern eingearbeitet. Der letzte Bogen wird außen von einem Kragprofil überfangen, in dessen Kehle komplizierte Blattornamente eingearbeitet sind. An den beiden Enden des äußeren Bogens steht je ein Musikant, der mit schwingenden Hüften ein Saiteninstrument mit einem Bogen bearbeitet. Der Scheitel des äußeren Bogens trägt eine Skulptur eines Agnus Dei (Lamm Gottes), dessen dickes Fell naturgetreu skulptiert ist.
Das Tympanon des großen Nordportals nimmt die am Westportal in die burgundische Monumentalkunst eingeführte Ikonographie des Christus in einer von Engeln getragenen Mandorla wieder auf. Hinzu treten hier jedoch noch die Symbole der Evangelisten, die die Darstellung zum ikonographischen Thema der Parusie ergänzen, der erwarteten Wiederkunft Jesu Christi am Jüngsten Tag.
Die vier geflügelten Evangelistensymbole werden seit dem 4. Jahrhundert auch als Tetramorph (Viergestalt) bezeichnet. Die seltsame Vision geht auf das Hebräische zurück, auf eine Vision des Propheten Hesekiel (Ezechiel), hat also einen viel älteren Ursprung. Es ist anzunehmen, dass dabei auch an die vier Enden der Welt und damit an das von Christus regierte Universum gedacht wurde.

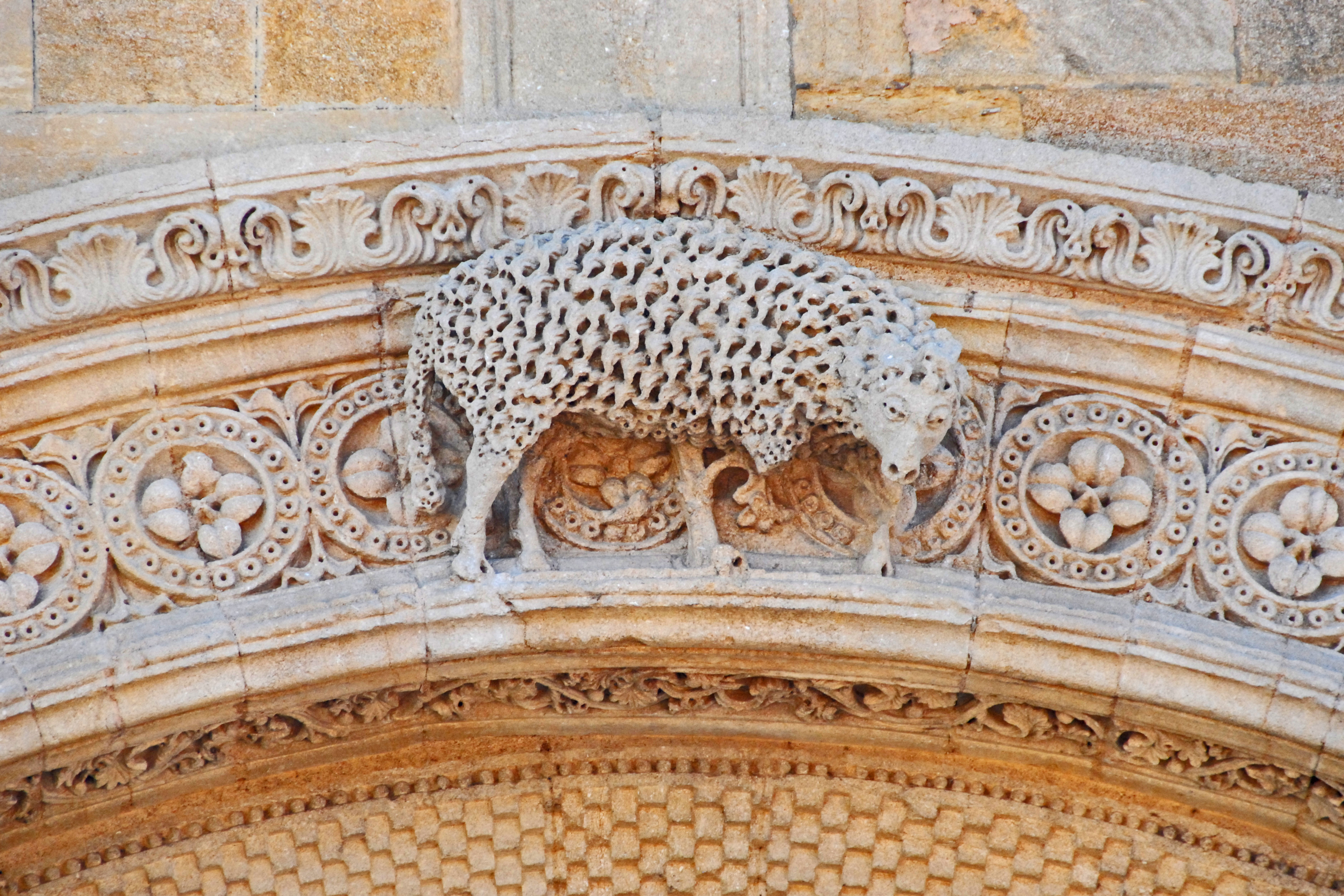
Großes Nordportal, Agnus Dei im Bogenscheitel

Die doppelten Bögen der Mandorla sind mit gereihten kleinen Ringen gefüllt, in der Christus auf einem kostbar geschnitzten Thron sitzt und seine Füße auf einen ebensolchen Schemel stützt. Sein Körper ist in ein elegant geschwungenes Gewand gehüllt. Seine Rechte ist zum Segensgestus erhoben, seine Linke hält das Buch des Lebens auf seinen Knien. Sein ehemaliges Antlitz war mit einem Kreuznimbus hinterlegt.
Zwei Engel mit ebenso geschwungenen Gewändern halten beidhändig die Mandorla und stützen sich mit einem hoch angewinkelten Bein auf den Rücken des Löwen und des Stiers ab. Deren Körper streben nach außen, hingegen wenden sich ihre Köpfe über ihren Rücken nach hinten zu Christus. Oberhalb der Engel flankieren die Mandorla die anderen beiden Symbole: links der Mensch (Matthäus) und rechts der Adler (Johannes), beide zu Christus gewandt. Die Engel, wie auch die Symbole tragen weit ausgebreitete Flügel und sind zum Fluge bereit. Das ganze halbkreisförmige Relief erscheint in aktiver Bewegung zu sein und teilweise aus der Ebene des Hintergrundes weit vorzutreten.

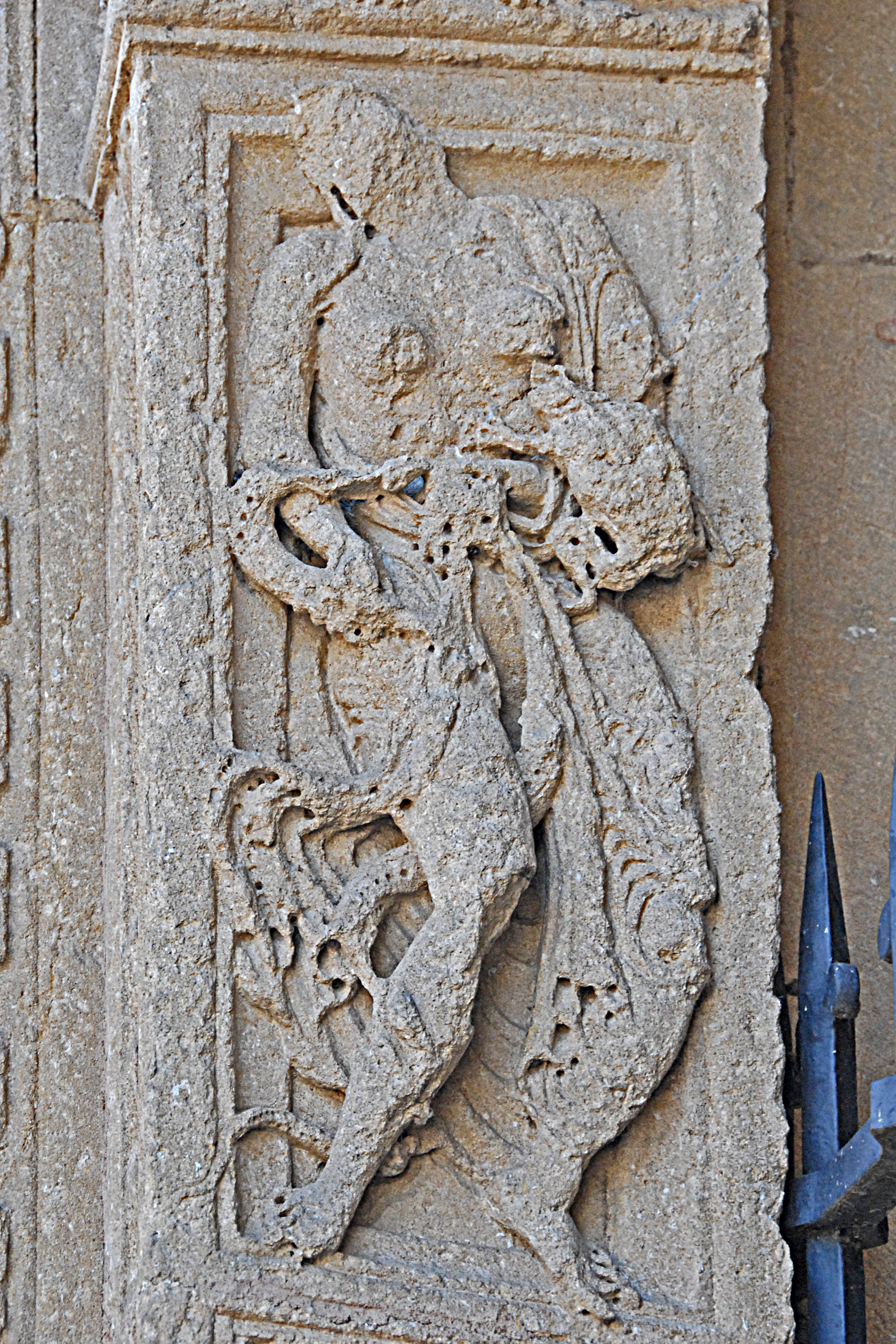
Großes Nordportal, Luxuria, linke Laibung

Im Architrav erscheinen dann Maria mit zwei Engeln inmitten der zwölf Apostel. Diese Reihe von 15 Personen sitzt auf einer durchgehenden Bank und setzt sich auch im gestuften Gewände des Portals fort, wo Bischof Ratbert, Johannes der Täufer sowie die beiden Könige David und Boson stehend dargestellt sind. Alle scheinen das Nahen der Parusie zu erwarten. Drei Personen wurden die abgeschlagenen Köpfe nachträglich ersetzt. Bei den anderen sind nur die Nimben übrig geblieben. Die sitzenden Apostel haben alle ein Buch oder andere Gegenstände in den Händen, der Apostel rechts außen hat ein Buch auf den Knien aufgeschlagen. Die vierte Person links von Maria ist Petrus, an den hängenden Schlüsseln zu erkennen.

Galerie großes Nordportal
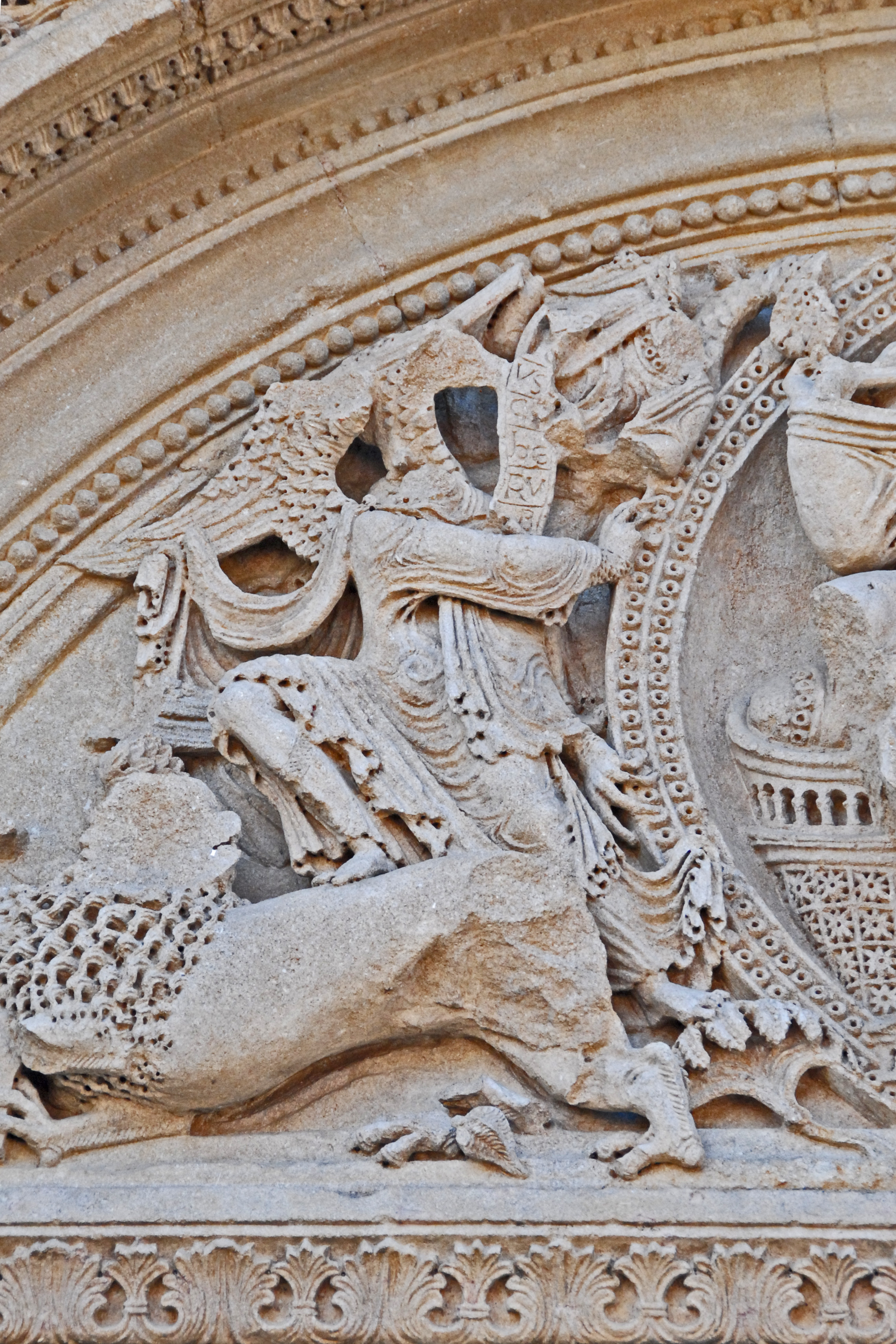
Tympanon, linke Seite
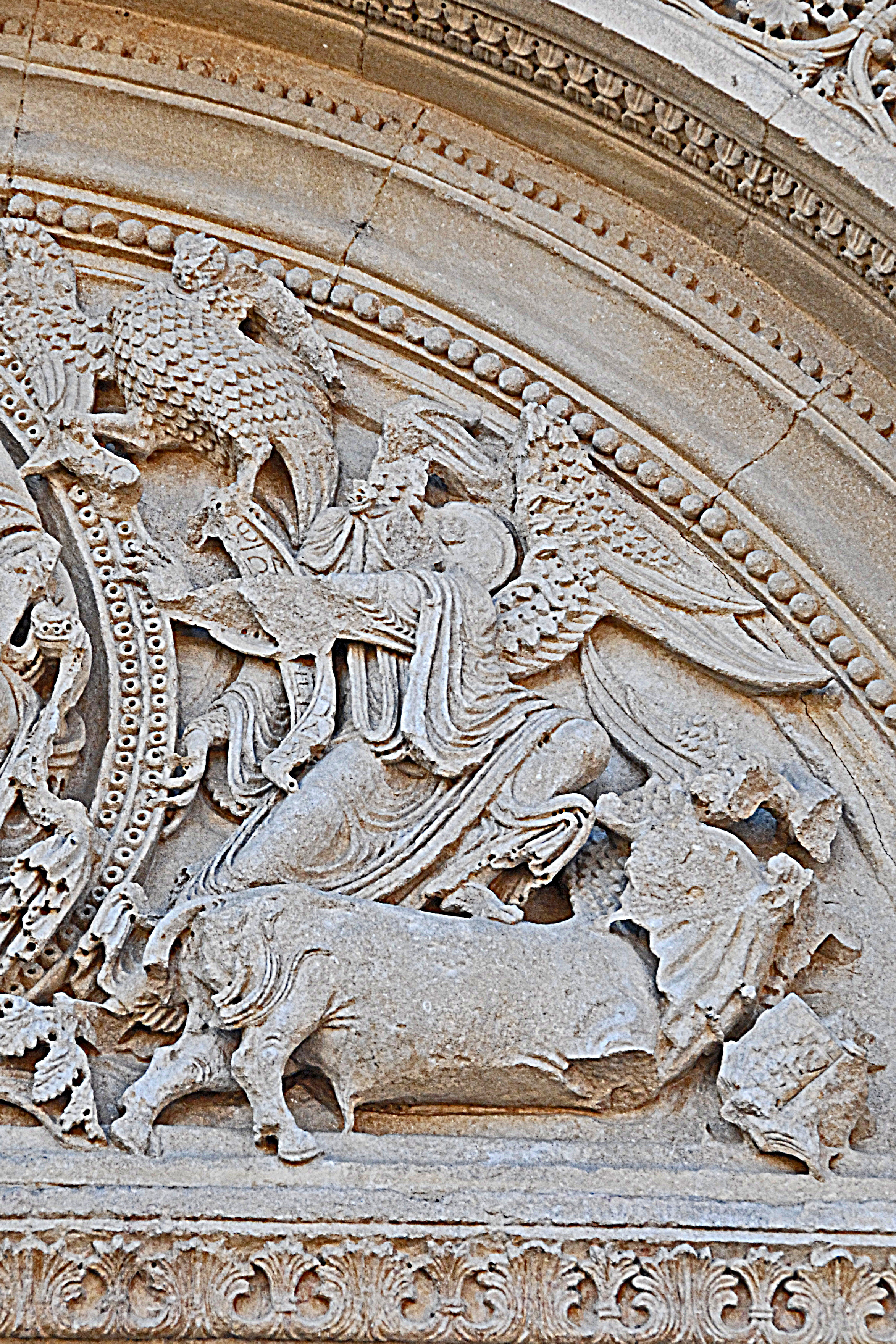
Tympanon, rechte Seite
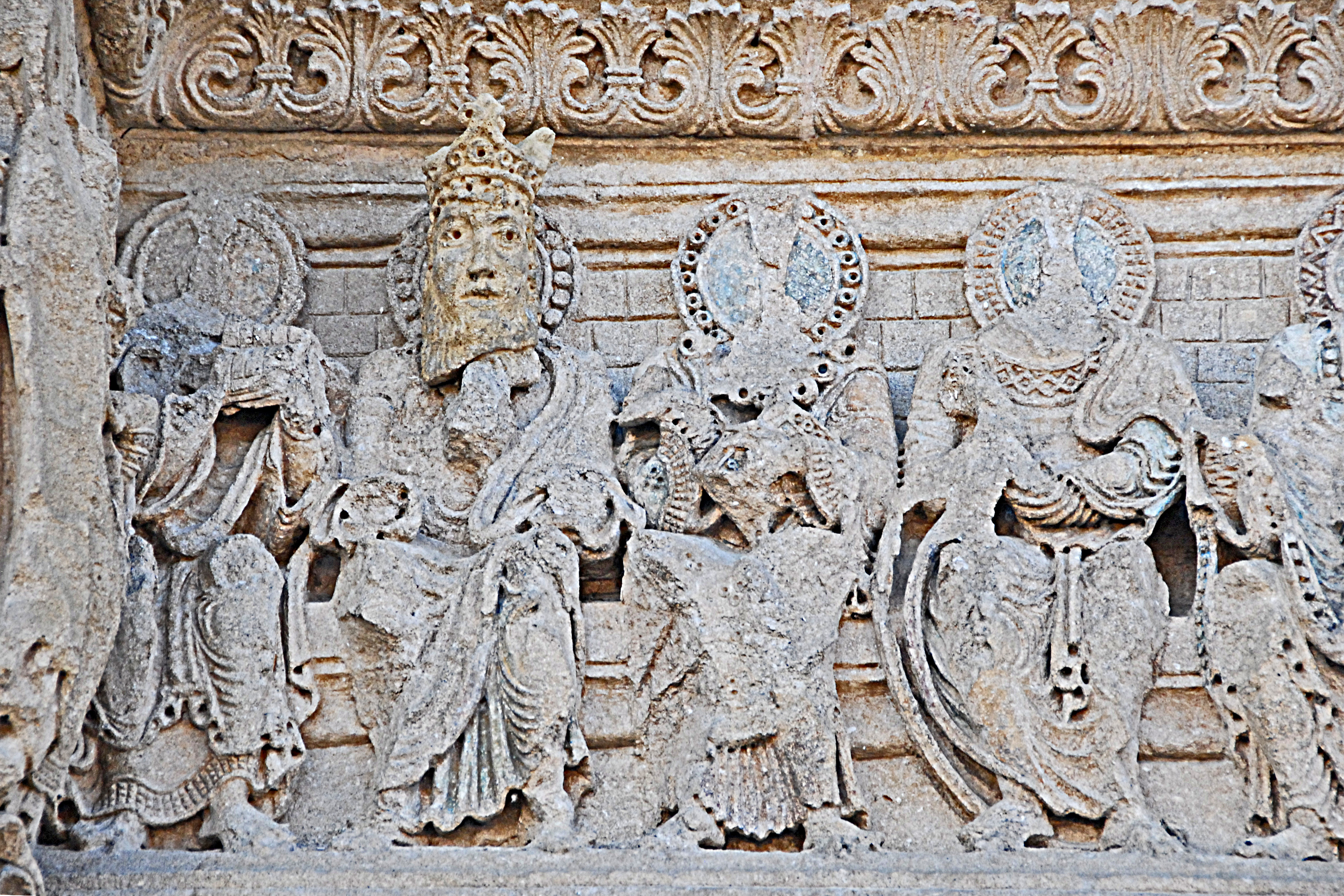
Architrav, links
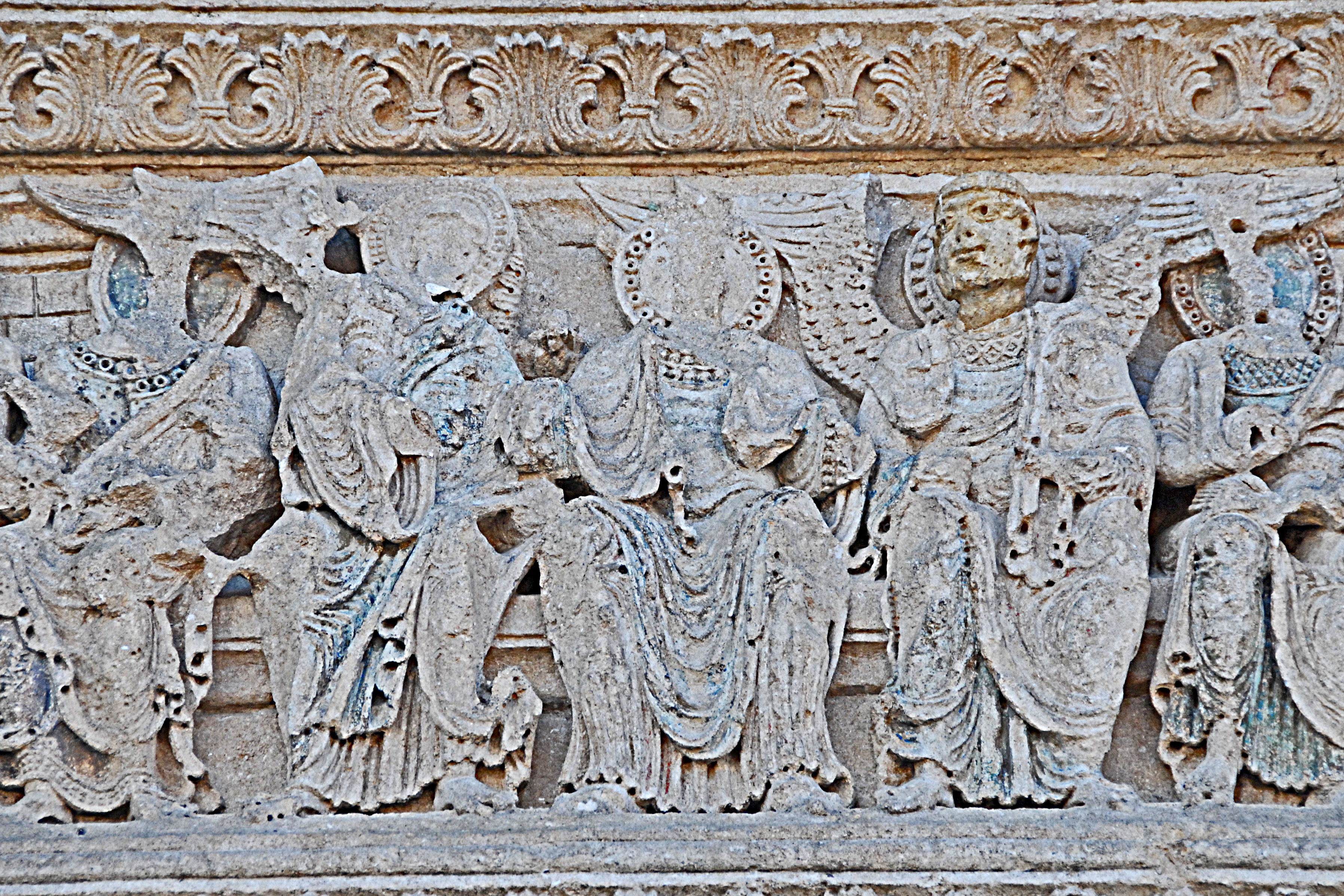
Architrav, Mitte
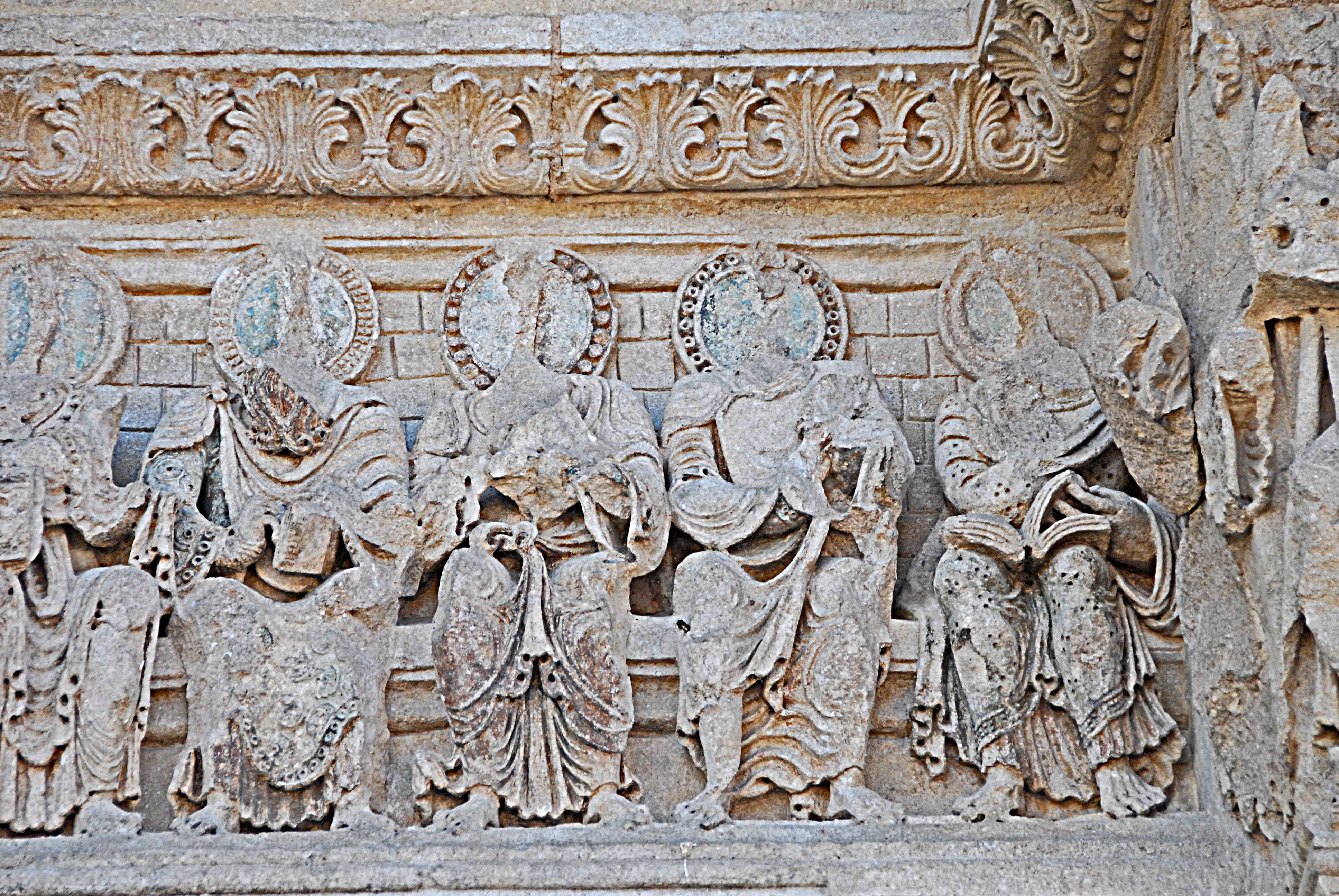
Architrav, rechts
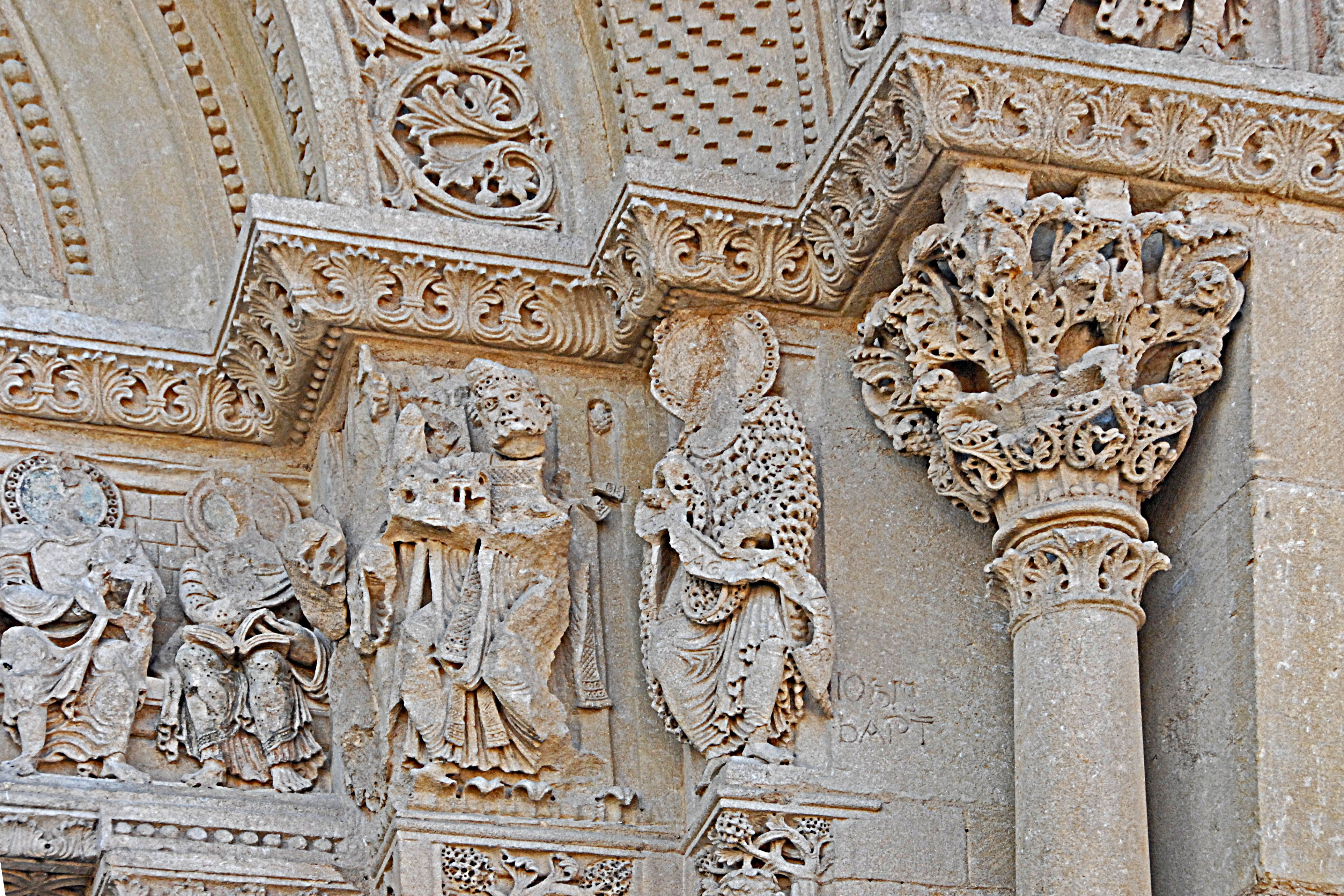
Rechts vom Architrav
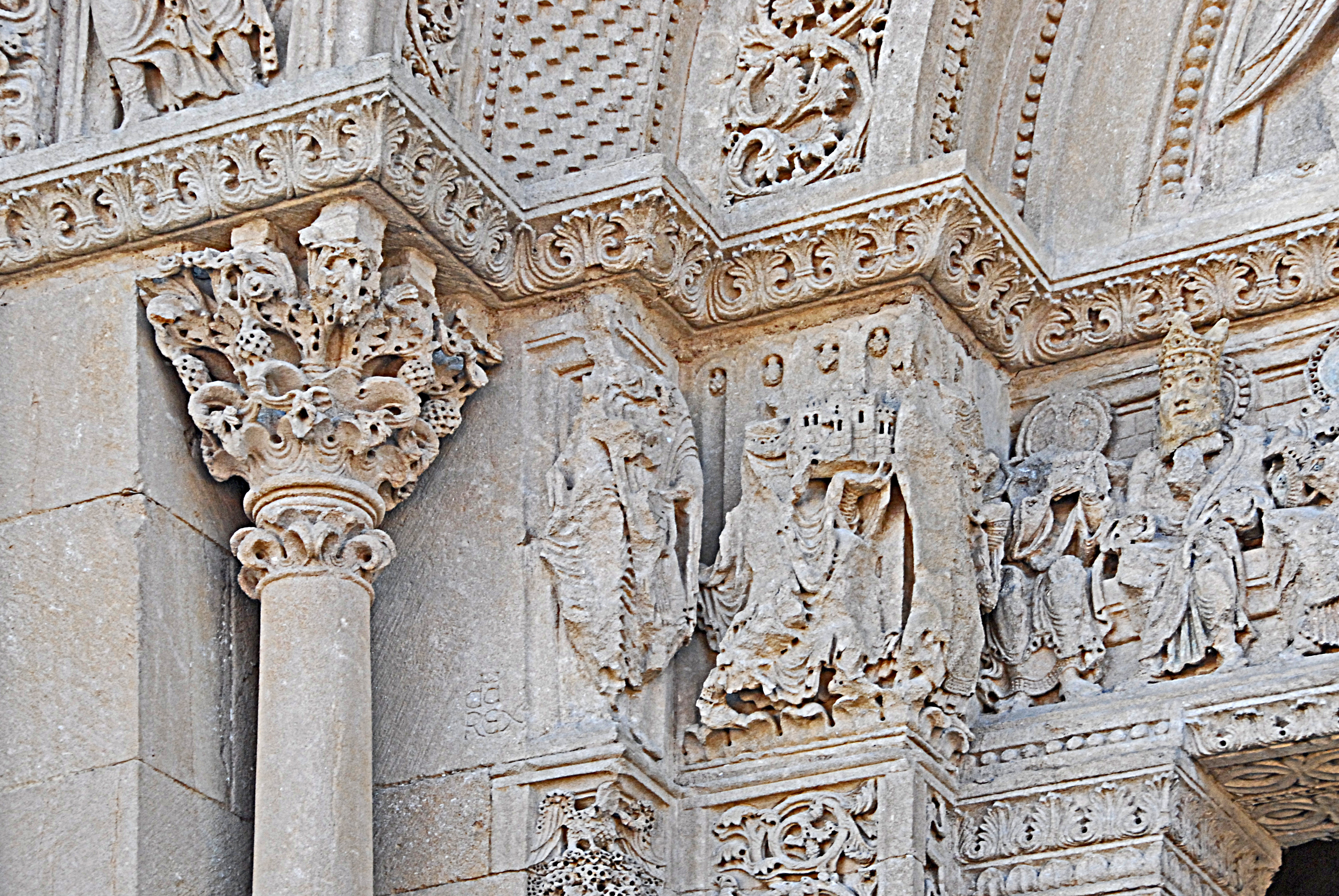
Links vom Architrav

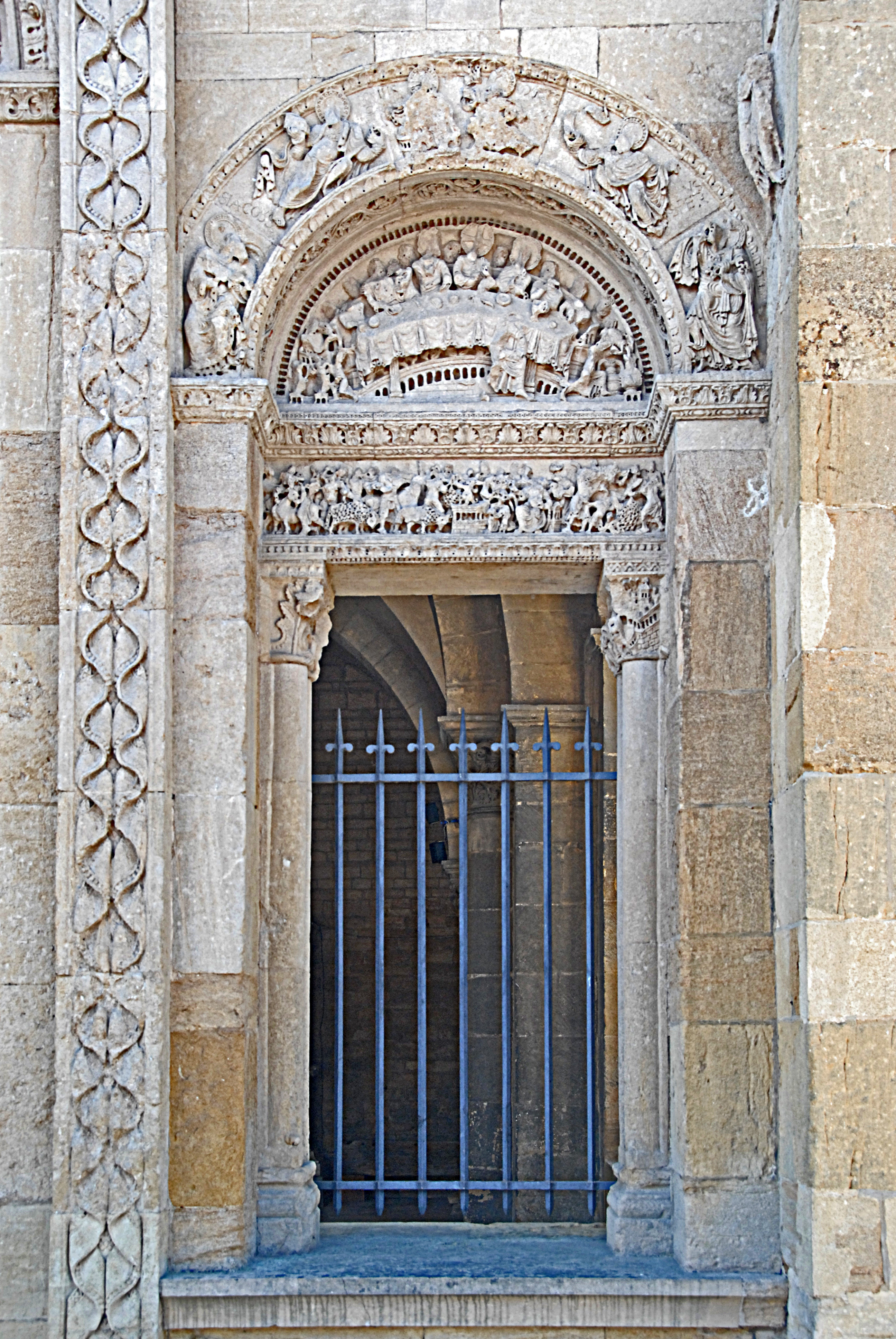
Kleines Nordportal

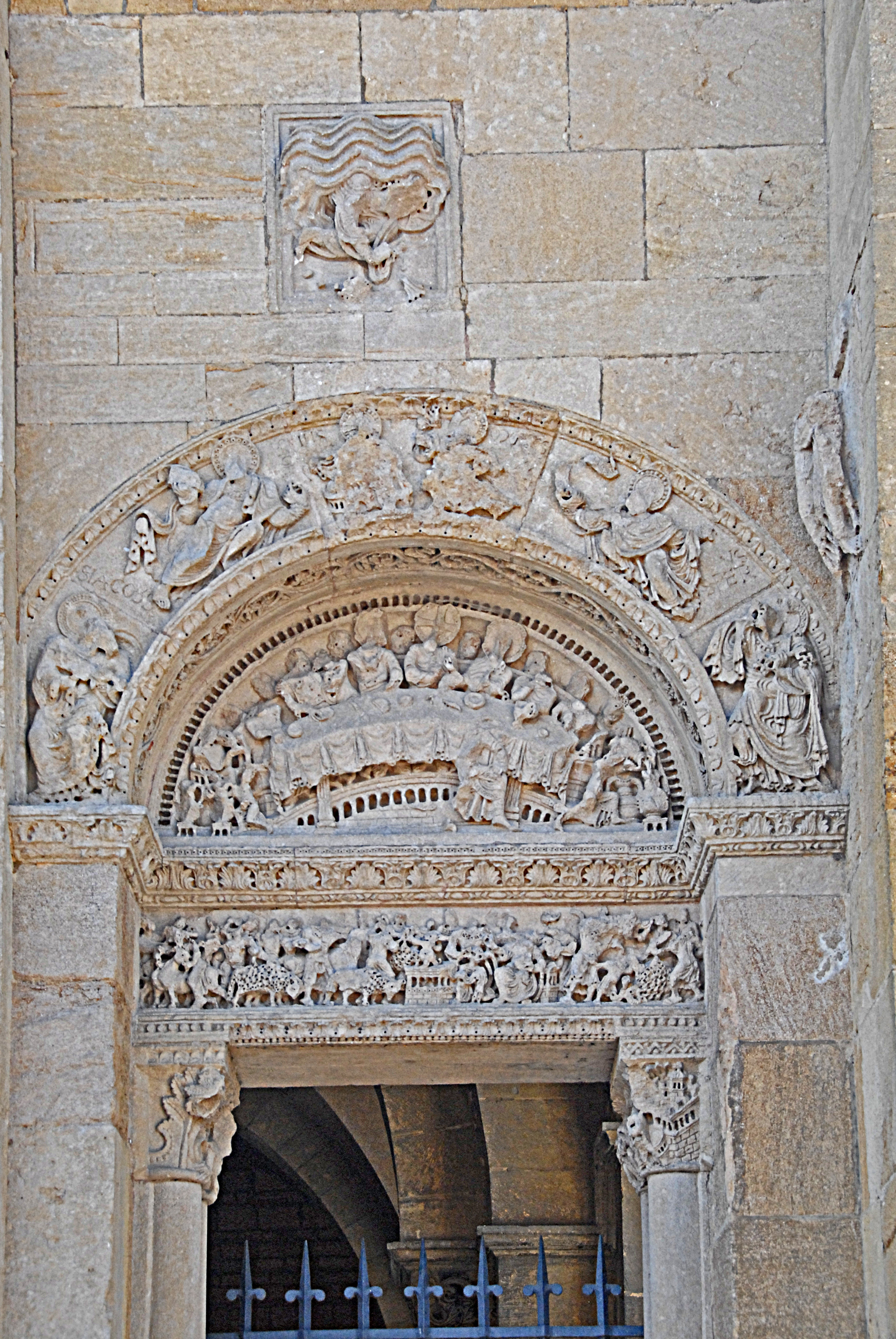
Kleines Nordportal, Archivoltenbogen

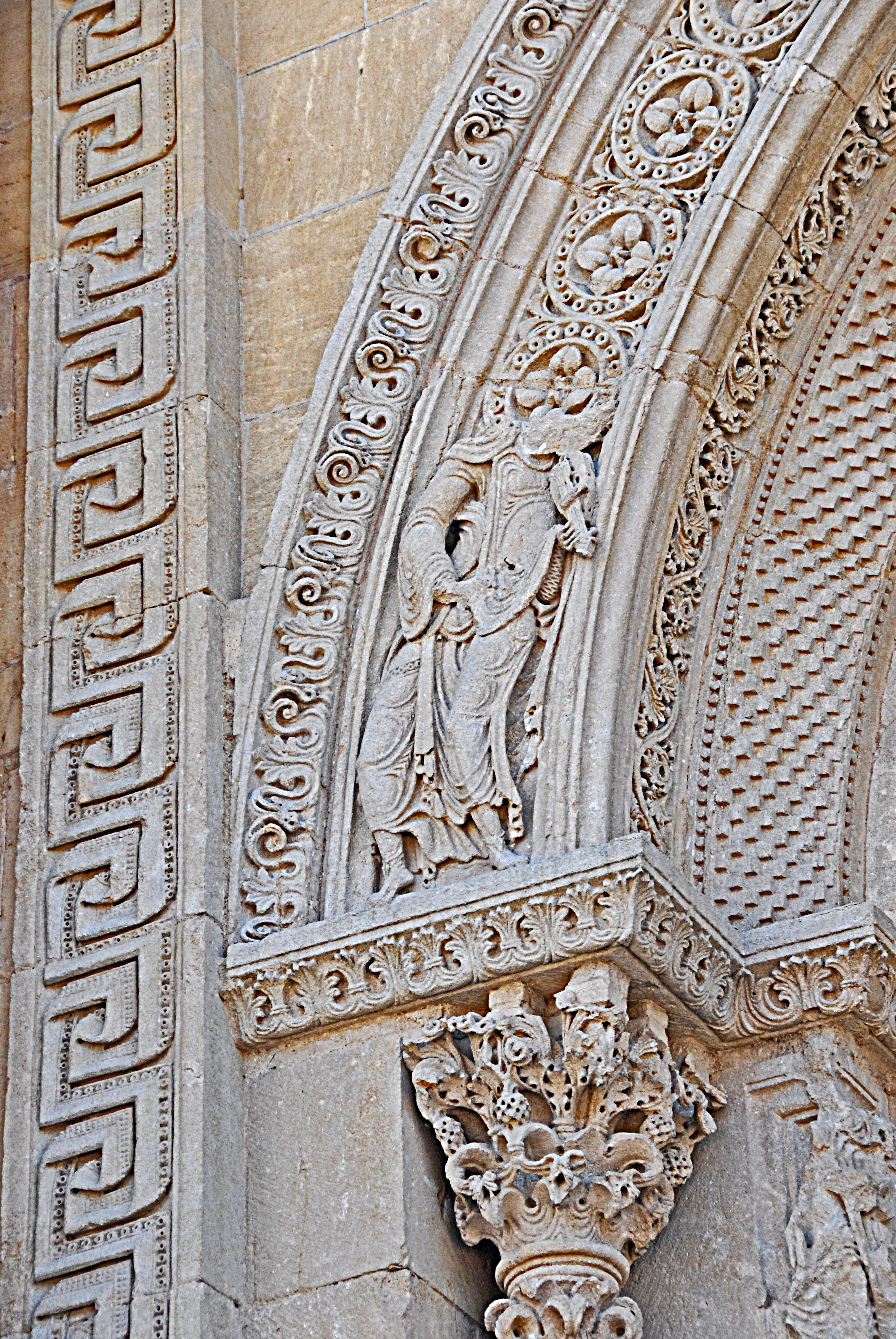
Kapitell links, Bogenansatz
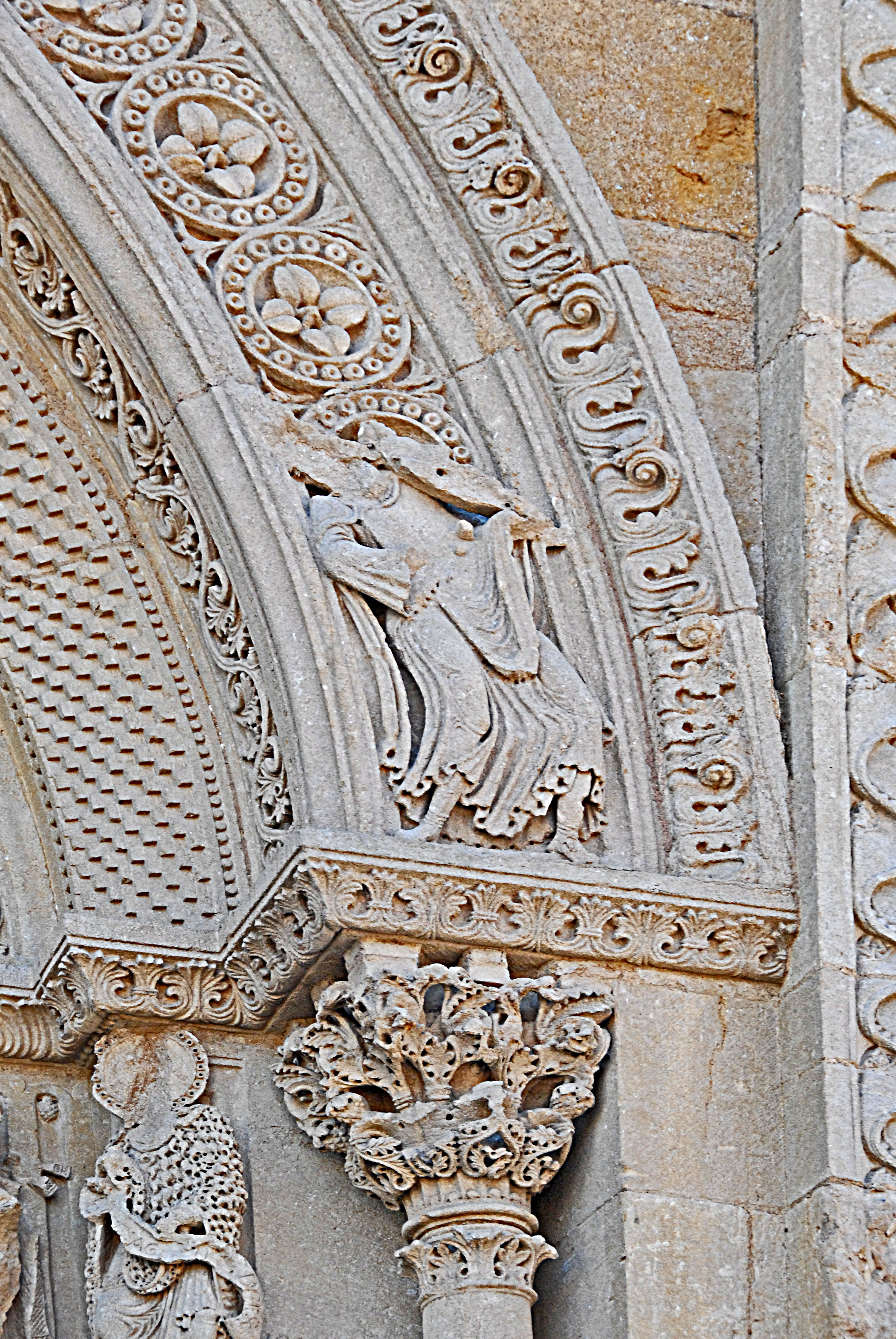
Kapitell rechts, Bogenansatz

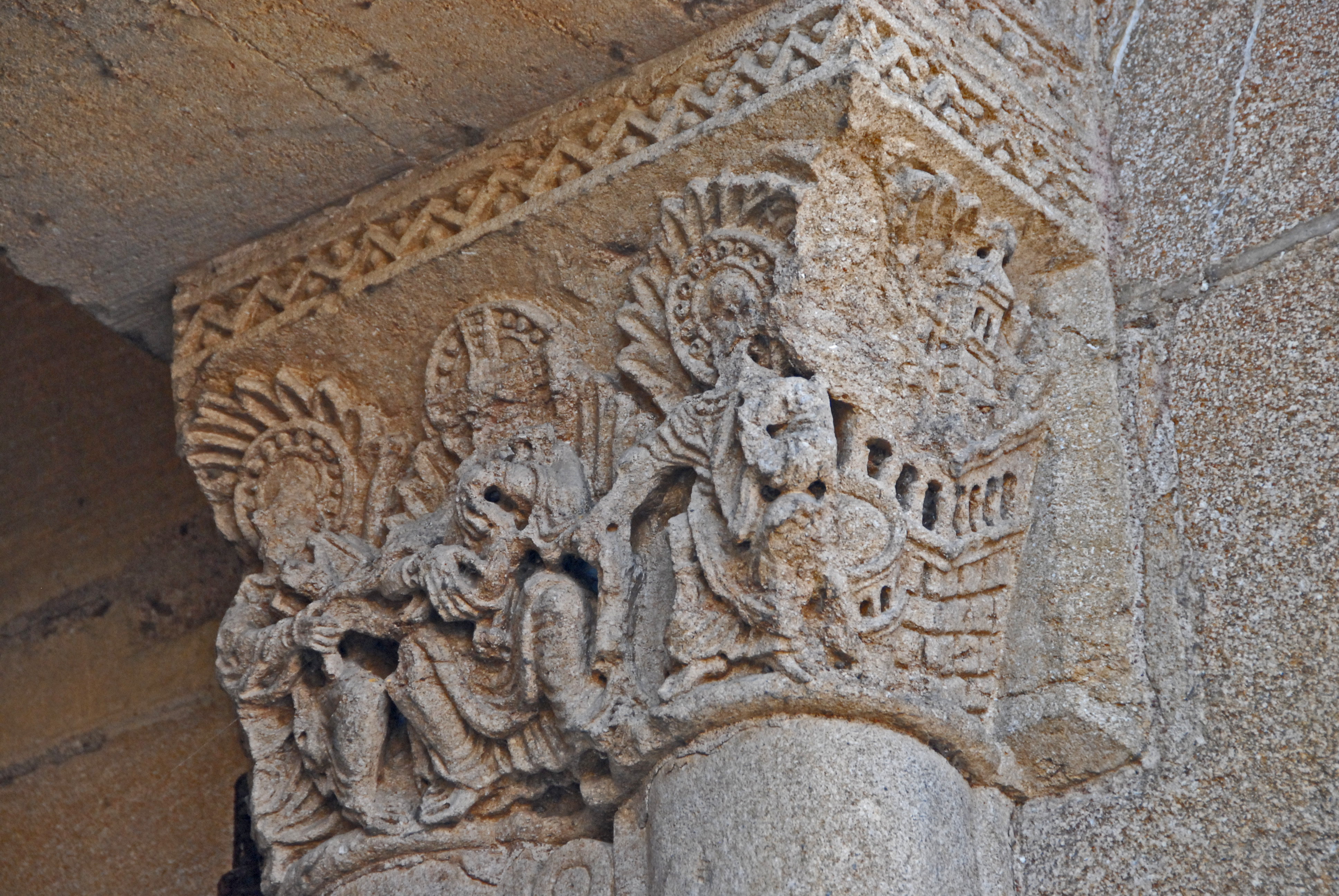
Kleines Nordportal Kapitell rechts

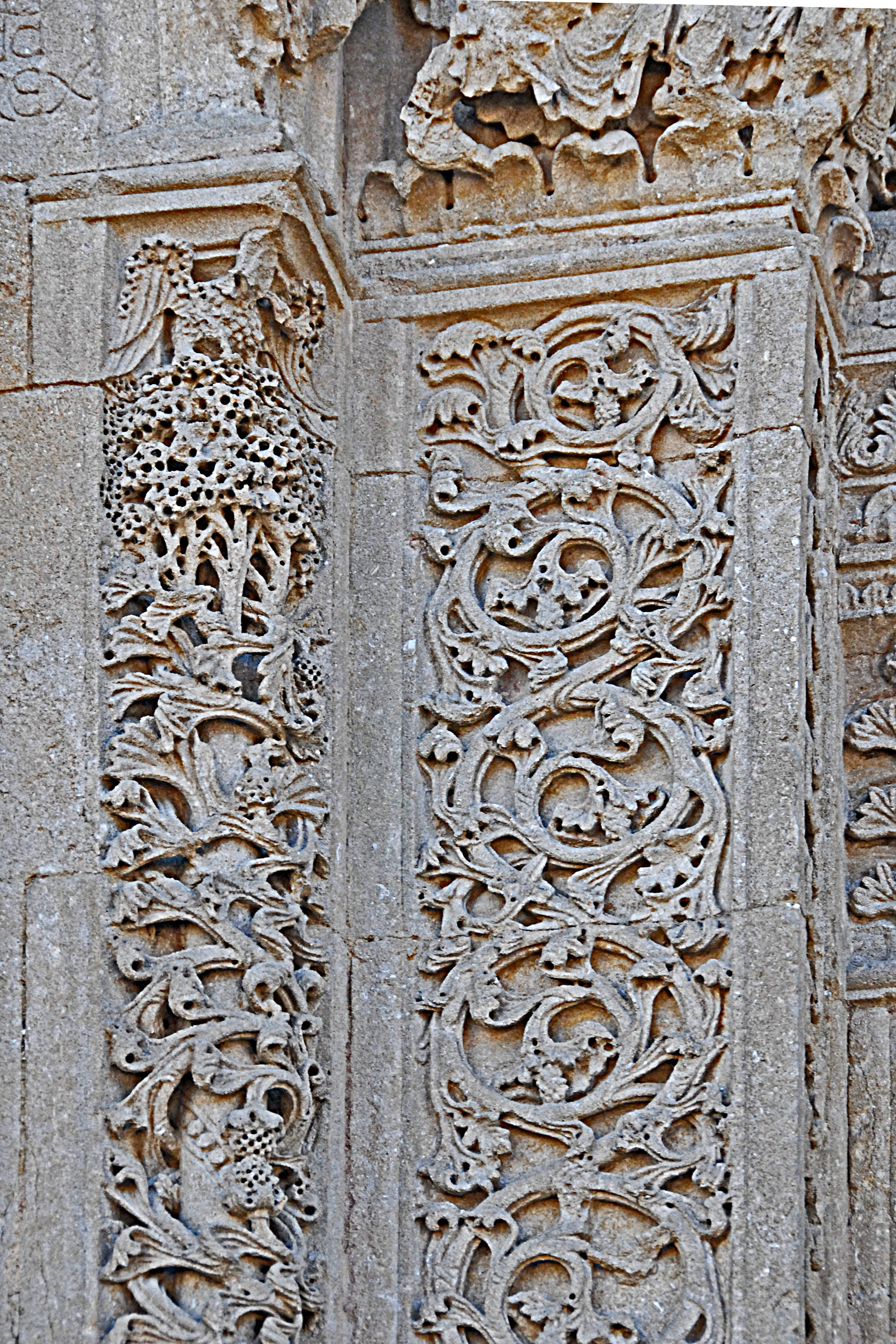
Gewändestufen seitlich
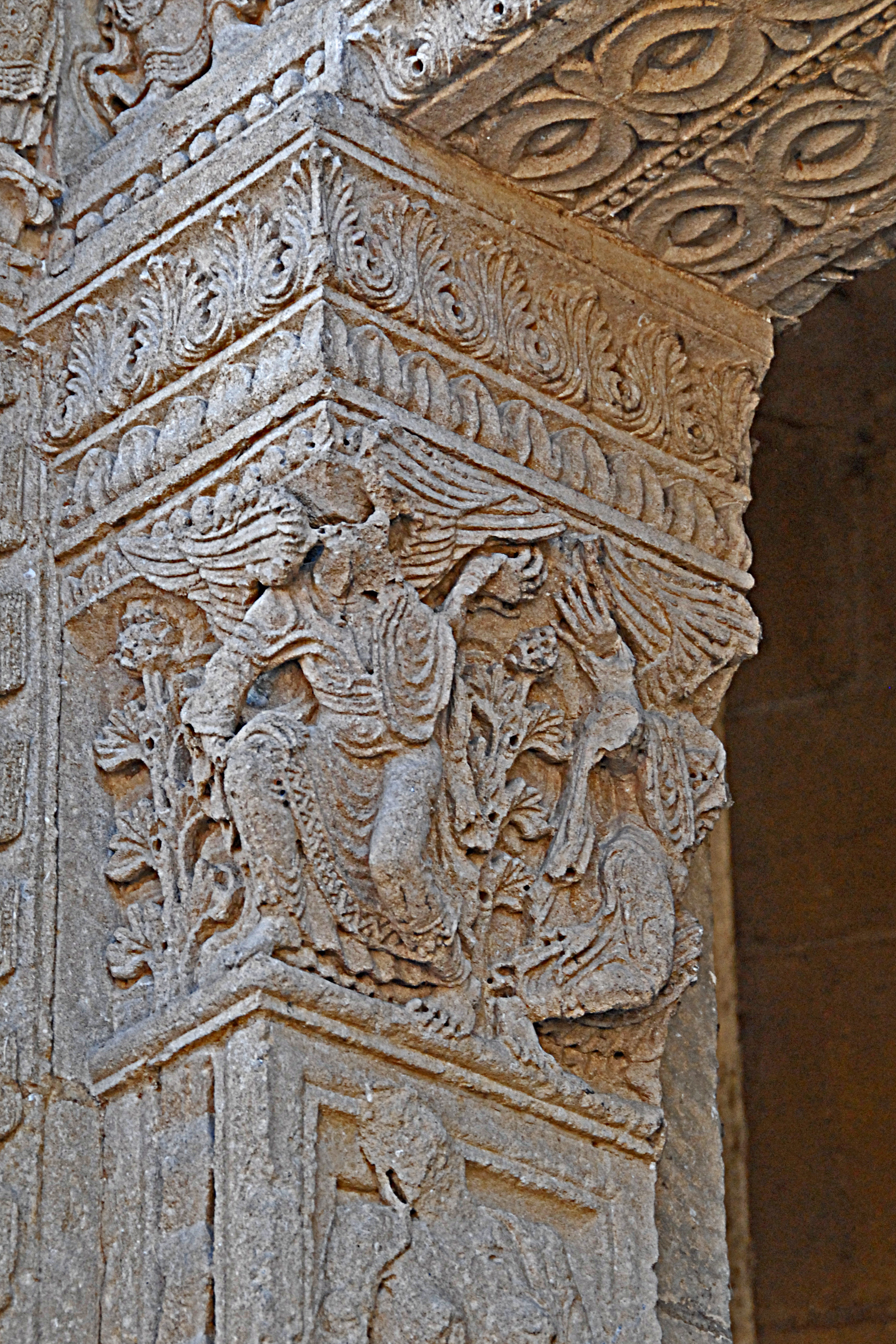
Laibungskapitell links
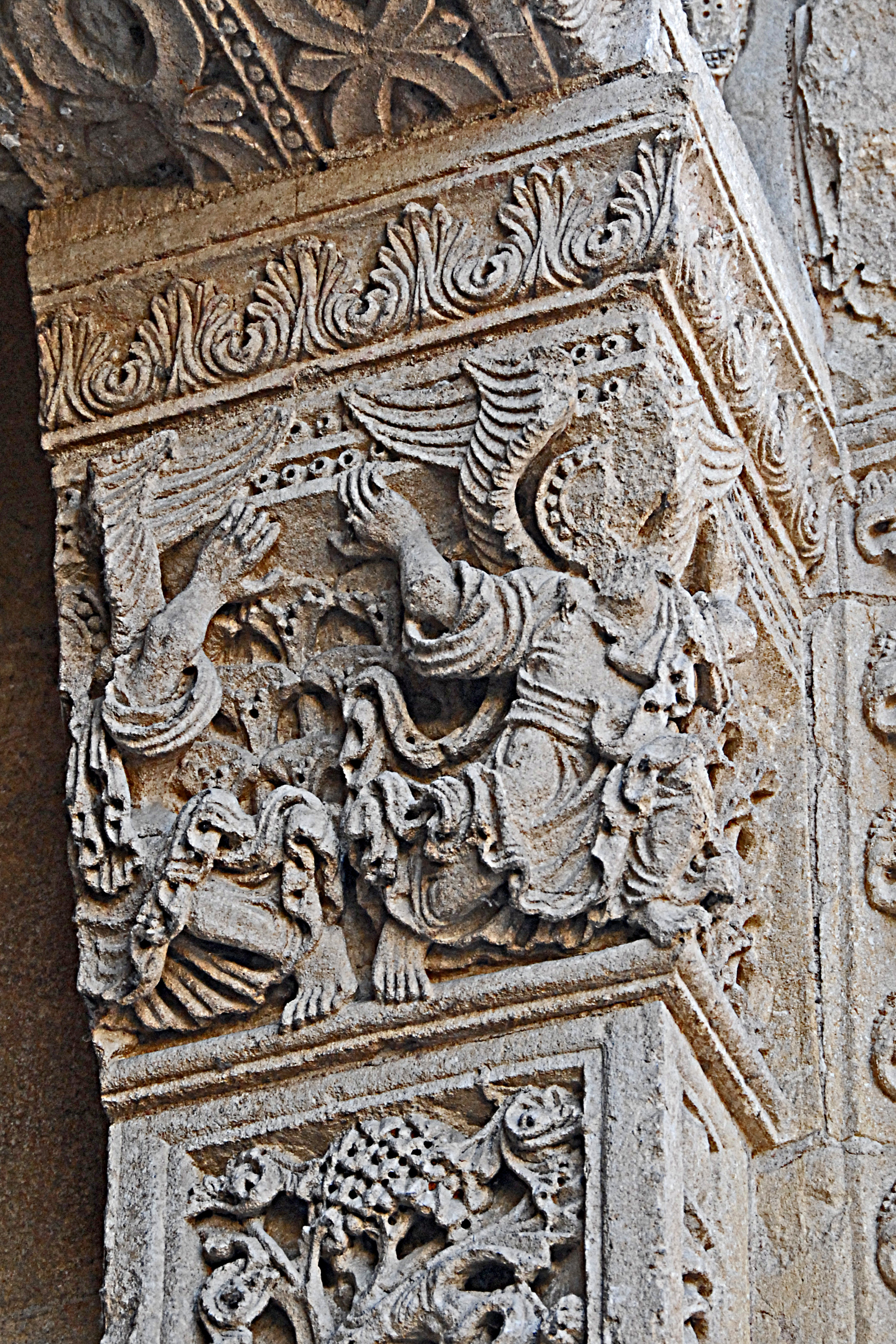
Laibungskapitell rechts

#### Kleines Nordportal
Die Portalöffnung über einer Brüstung wird flankiert von schmalen Wandstreifen, denen etwas zurückgesetzt halbrunde Säulen vorgeblendet sind. Diese sind mit pflanzlich und figürlich skulptierten Kapitellen und Kämpferplatten und profilierten Basen auf Plinthen ausgestattet. Auf ihnen liegt ein schlanker Architrav auf, der bis gegen die seitlichen Wandenden stößt. Über dem Relief des Architravs ist ein weit ausladendes Kragprofil mit abgeschrägte Vorderseite angebracht, das mit Blattfächern dekoriert ist. Es wird um die Wandstreifen herumgeführt. Auf den Wandenden steht ein scharfkantiger Archivoltenbogen, dessen Vorderseite mit fünf relativ großen Figuren skulptiert ist. Sie werden dem Thema der Verklärung des Herrn zugeordnet. Die Innenseite des Bogens ist mit geschwungenen Ranken dekoriert.
Die im Tympanon des großen Nordportals anklingende Erlösungsthematik prägt auch die Ikonographie des kleineren Nordportals. Dessen Tympanon zeigt die Hochzeit zu Kana. Für diese Deutung spricht auf der rechten Seite die Randfigur, die gerade Wasser in einen Krug abfüllt. Ein ausgedehnter Tisch erstreckt sich segmentbogenförmig fast über die ganze Breite der Szene und ist mit einem Tischtuch bedeckt, das über den Rand der Tischkante tief herunter hängt und dort dekorativ drapiert ist. Hinter dem Tisch sitzen auf einer durchgehenden Bank mit Rückenlehne acht Personen, in der Mitte Jesus, flankiert von Mutter Maria und Johannes, denen weitere Jünger folgen. Der Kopf Jesu war mit einem Kreuznimbus hinterlegt, die seiner beiden Nachbarn mit einfachen Nimben. Auf dem Tisch befinden sich Gegenstände und Essbares, wie etwa Schüsseln, ein Kelch, Brot und ein Fisch, die von dem gerade beendeten Hochzeitsmahl Zeugnis ablegen. Vor dem Tisch sitzt eine Person, die dem Betrachter die rechte Seite zuwendet und das Eingießen des Wassers zu beobachten scheint. Unter dem Tisch sieht man die Füße der Gäste. Sie ruhen auf einer dem Tisch entsprechend gebogenen durchgehenden Fußbank, die vorderseitig mit einer Zwergarkatur versehen ist. Zwischen den sitzenden Gästen meint man Köpfe zu erkennen, vielleicht von Kindern, die dem Gastmahl zusehen(?). Der halbkreisförmige Rand des Tympanons wird von einer durchlaufenden Zwergarkatur begleitet, die derjenigen der Fußbank ähnelt.
Im Architrav herrscht ein tumultartiges Durcheinander. Es sind die Umrisse einer größeren Menschenmenge, einige Haustiere und verkleinerte Architekturen, vielleicht von Altären, zu erkennen. Vermutlich sind hier alttestamentliche Opferszenen dargestellt.

Galerie kleines Nordportal
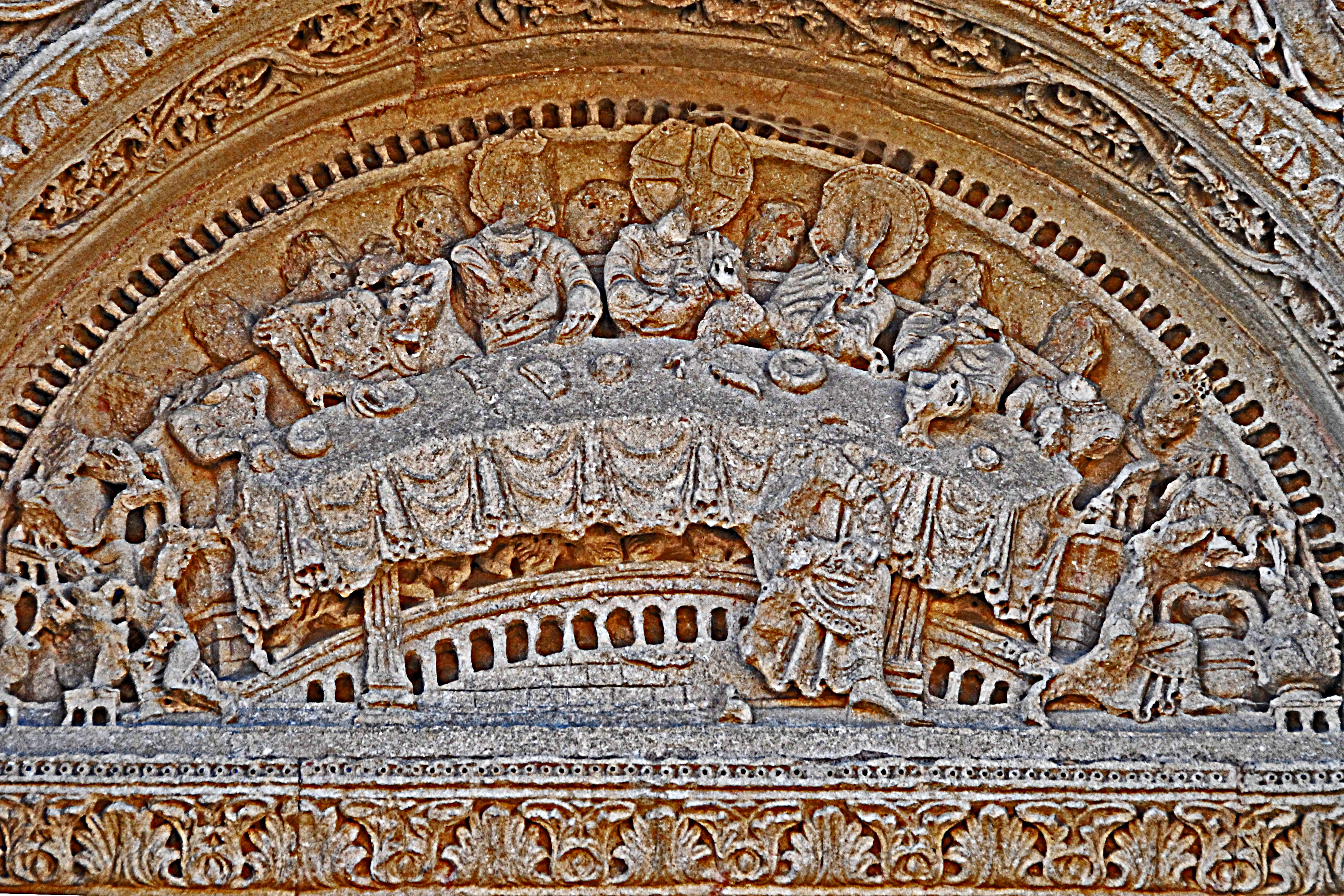
Tympanon
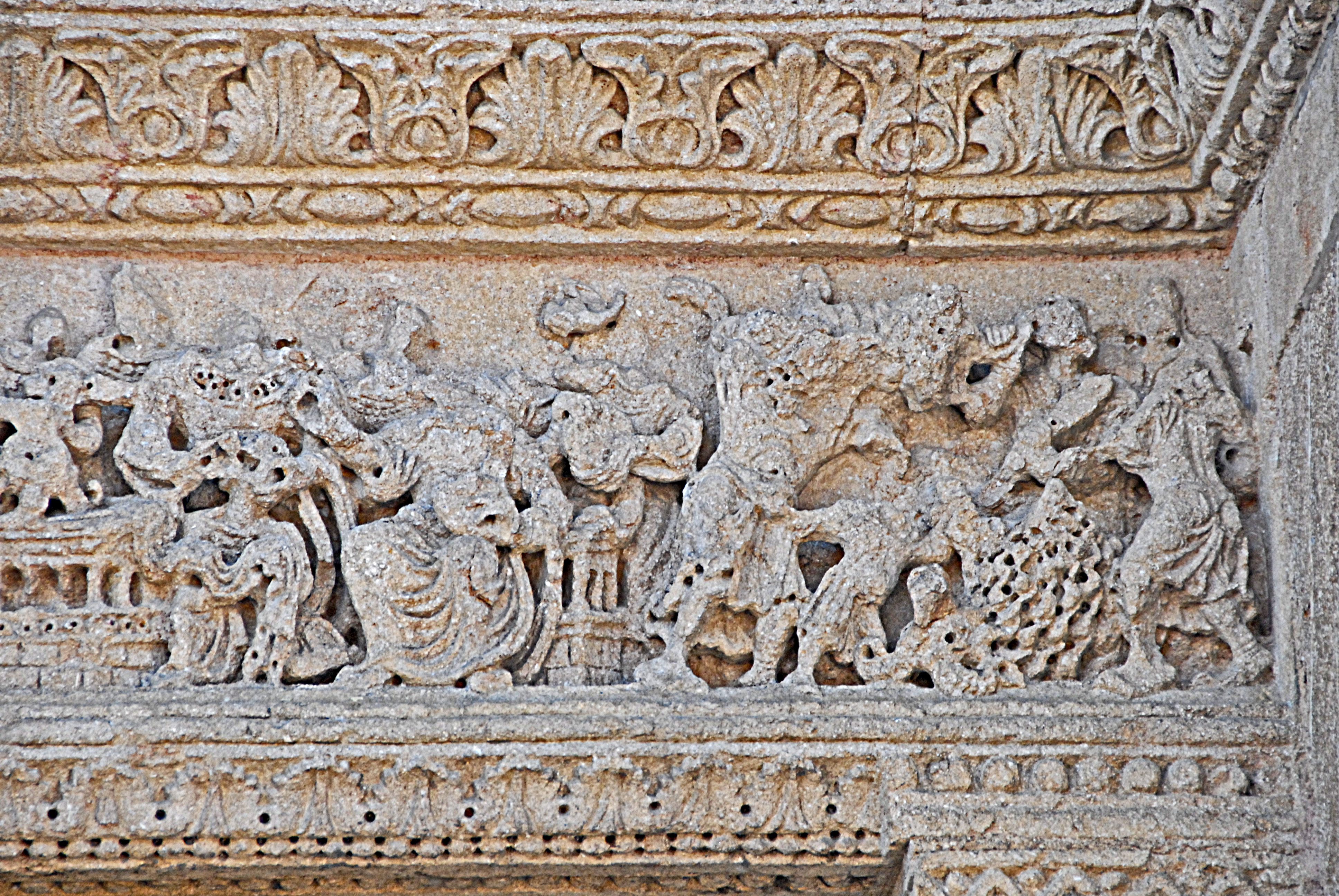
Architrav rechts
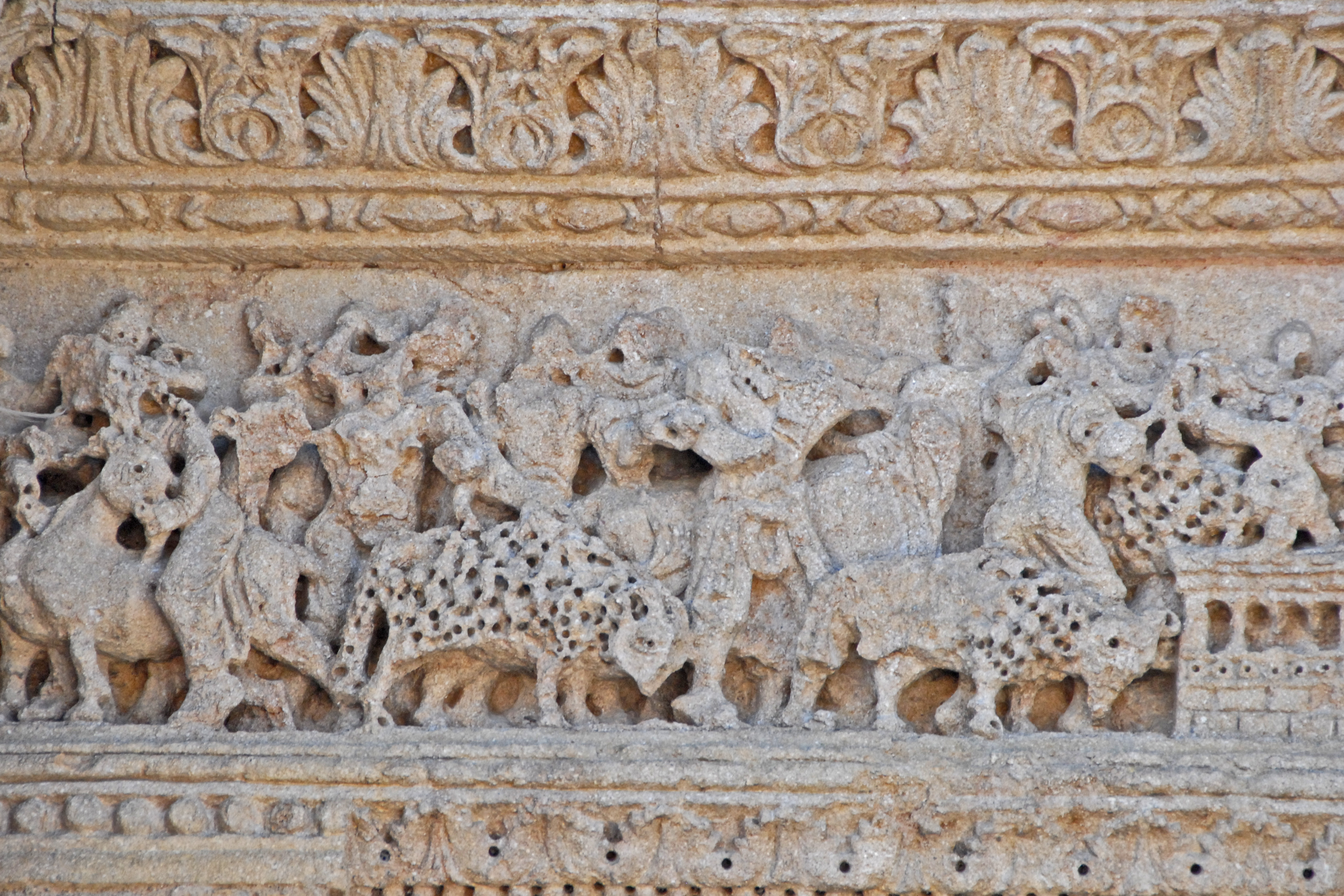
Architrav links
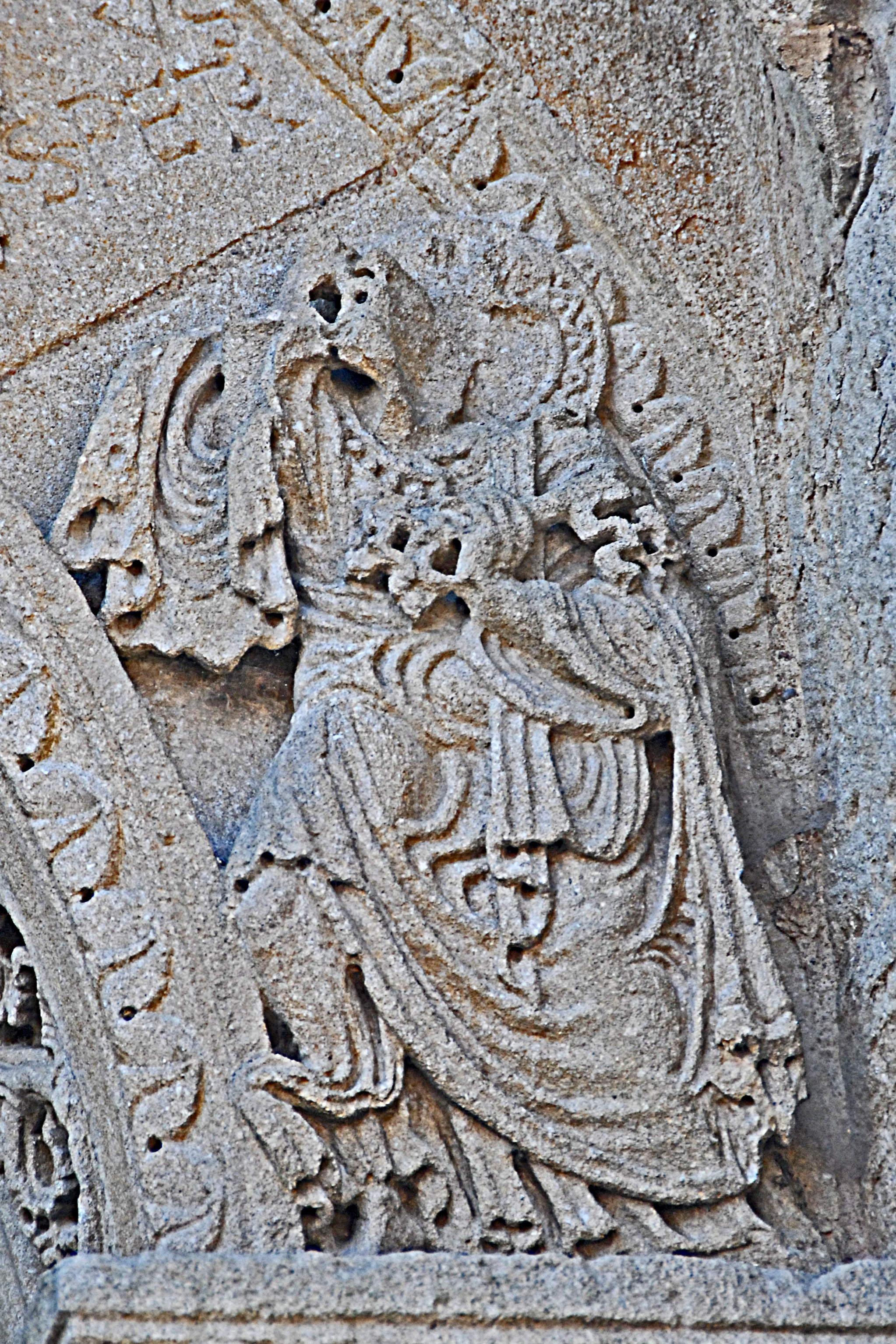
Bogenskulptur
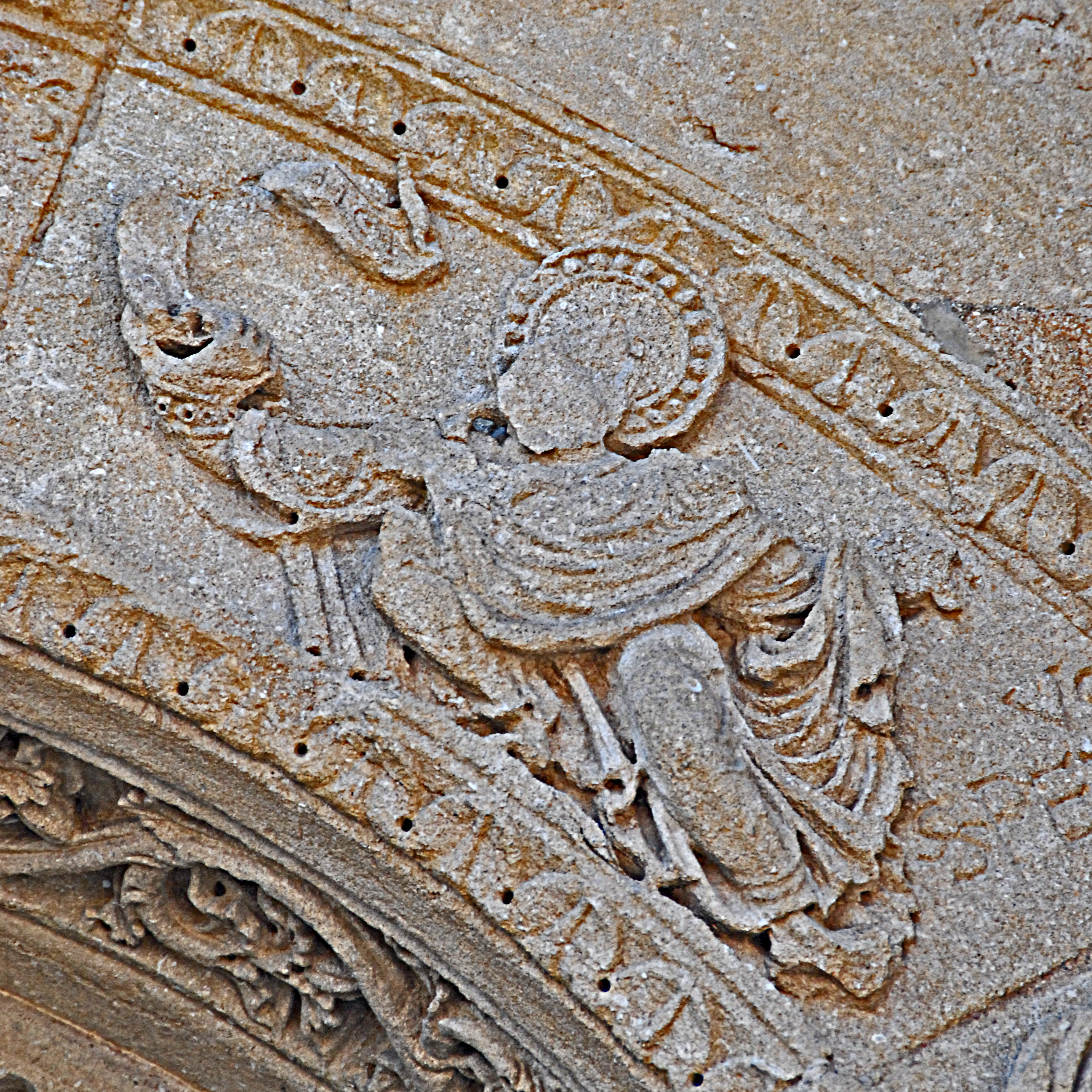
Bogenskulptur
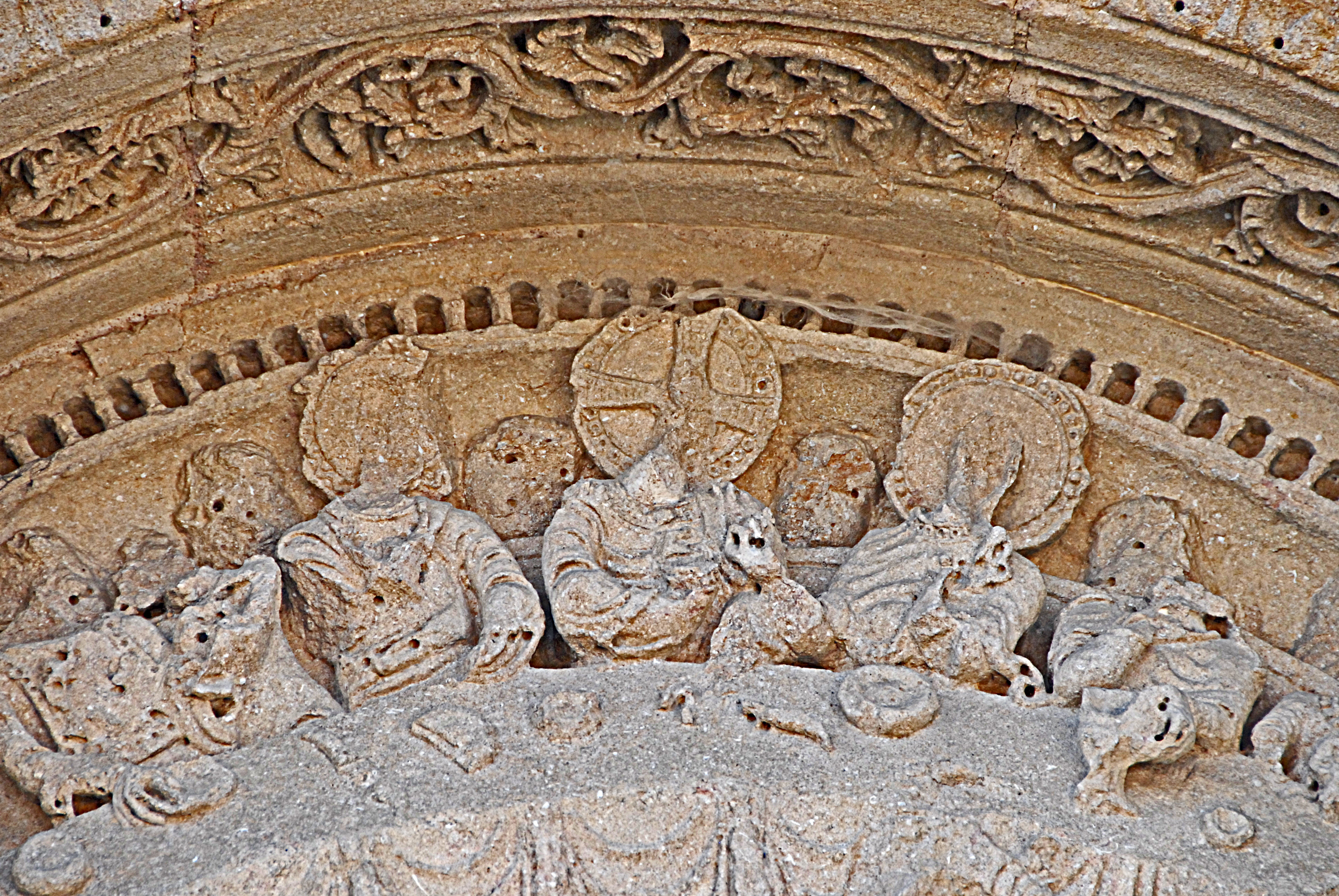
Tympanonscheitel
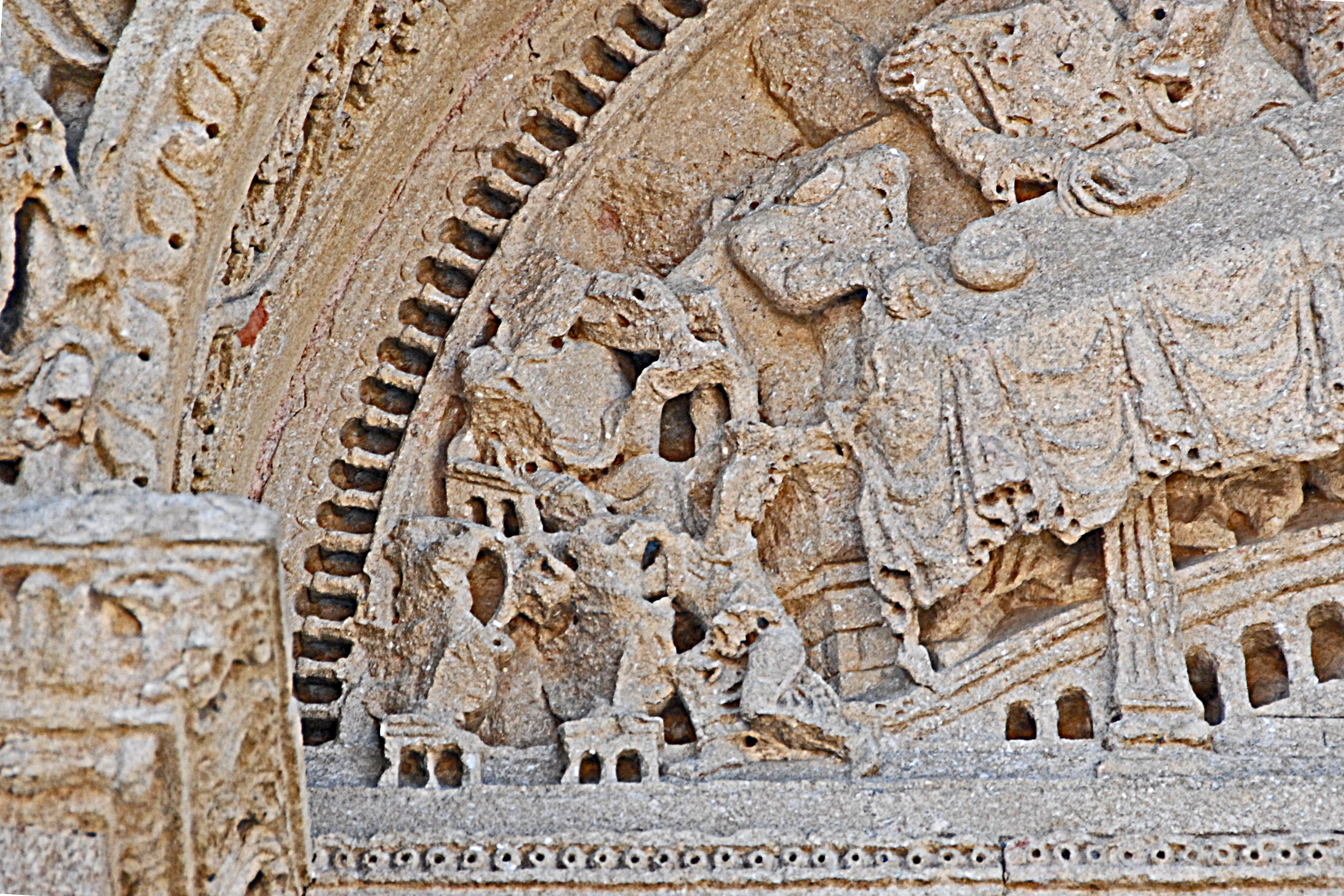
Tympanon linke Seite
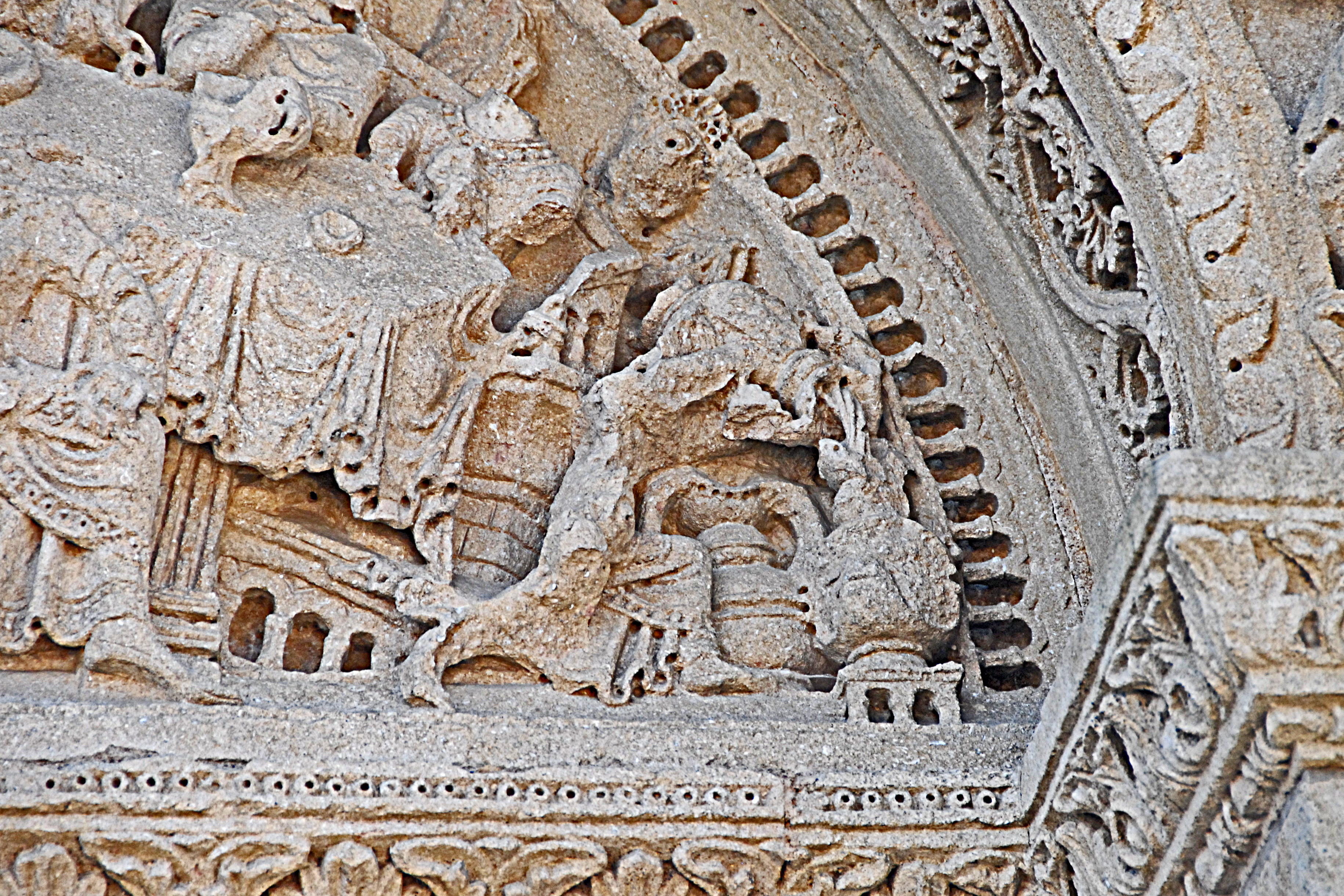
Tympanon rechte Seite
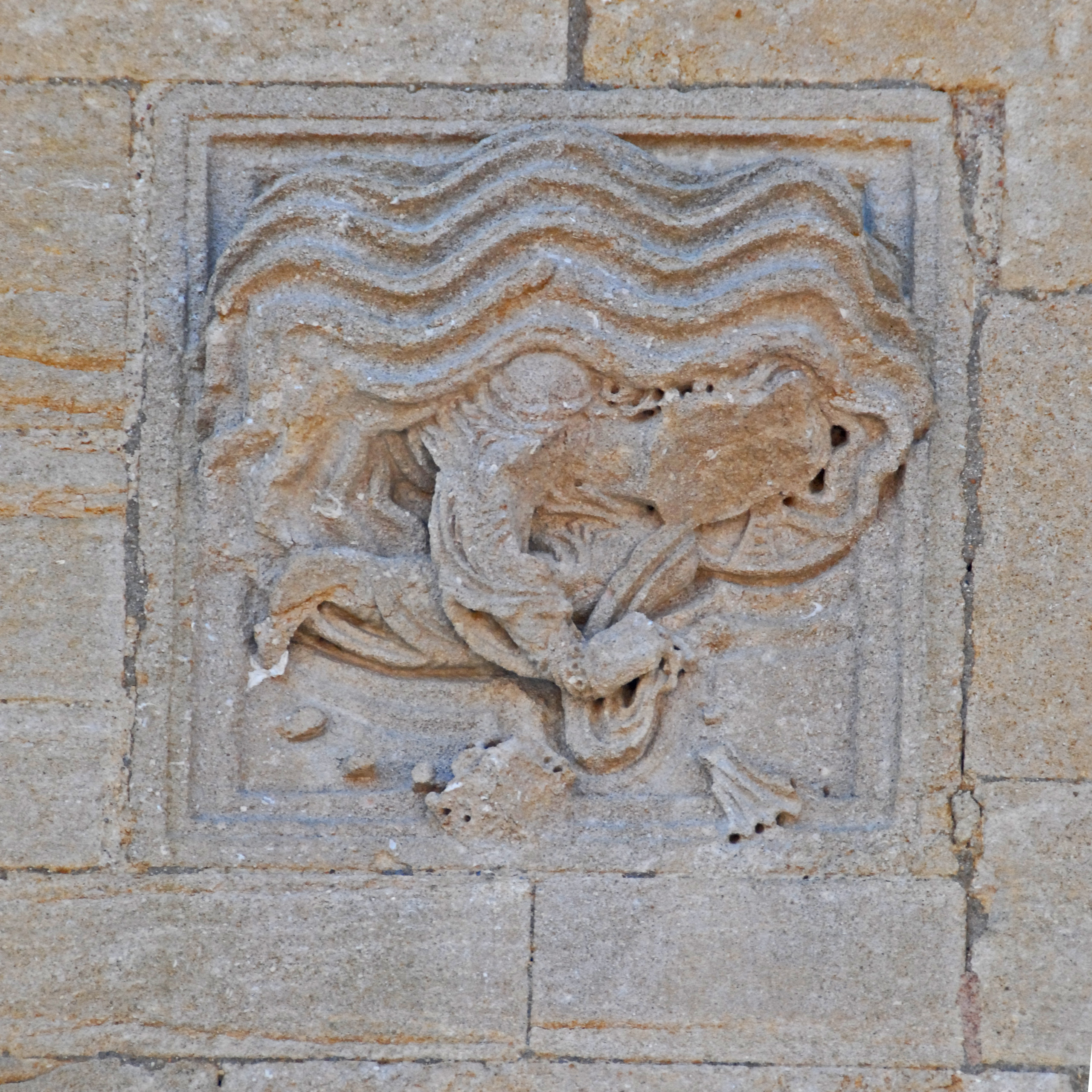
Kleines Nordportal, Relief über Portal
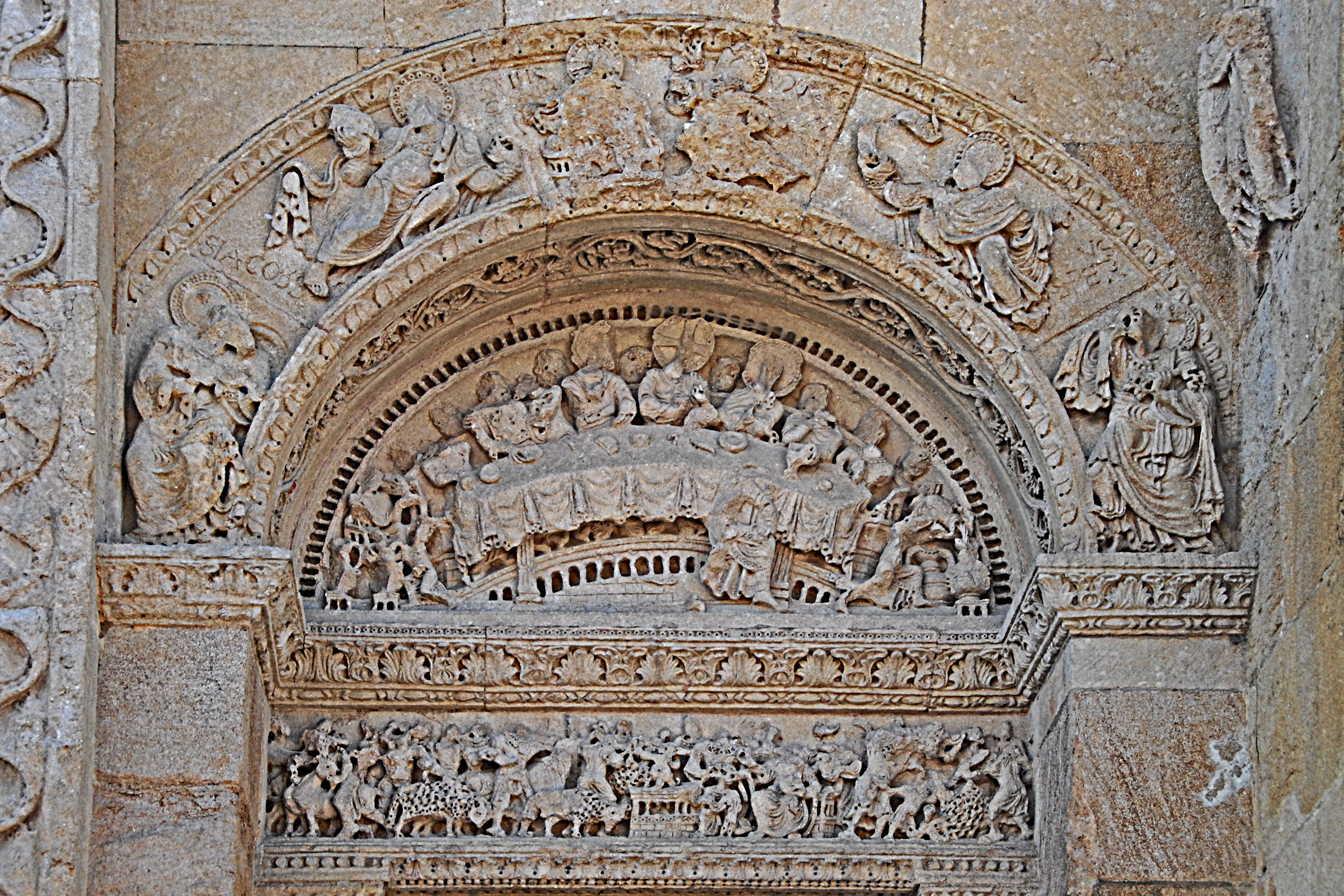
Kleines Nordportal, Tympanon mit Architrav